# Paul Bourget
Vous lisez un « article de qualité » labellisé en 2011.
Pour les articles homonymes, voir Bourget.

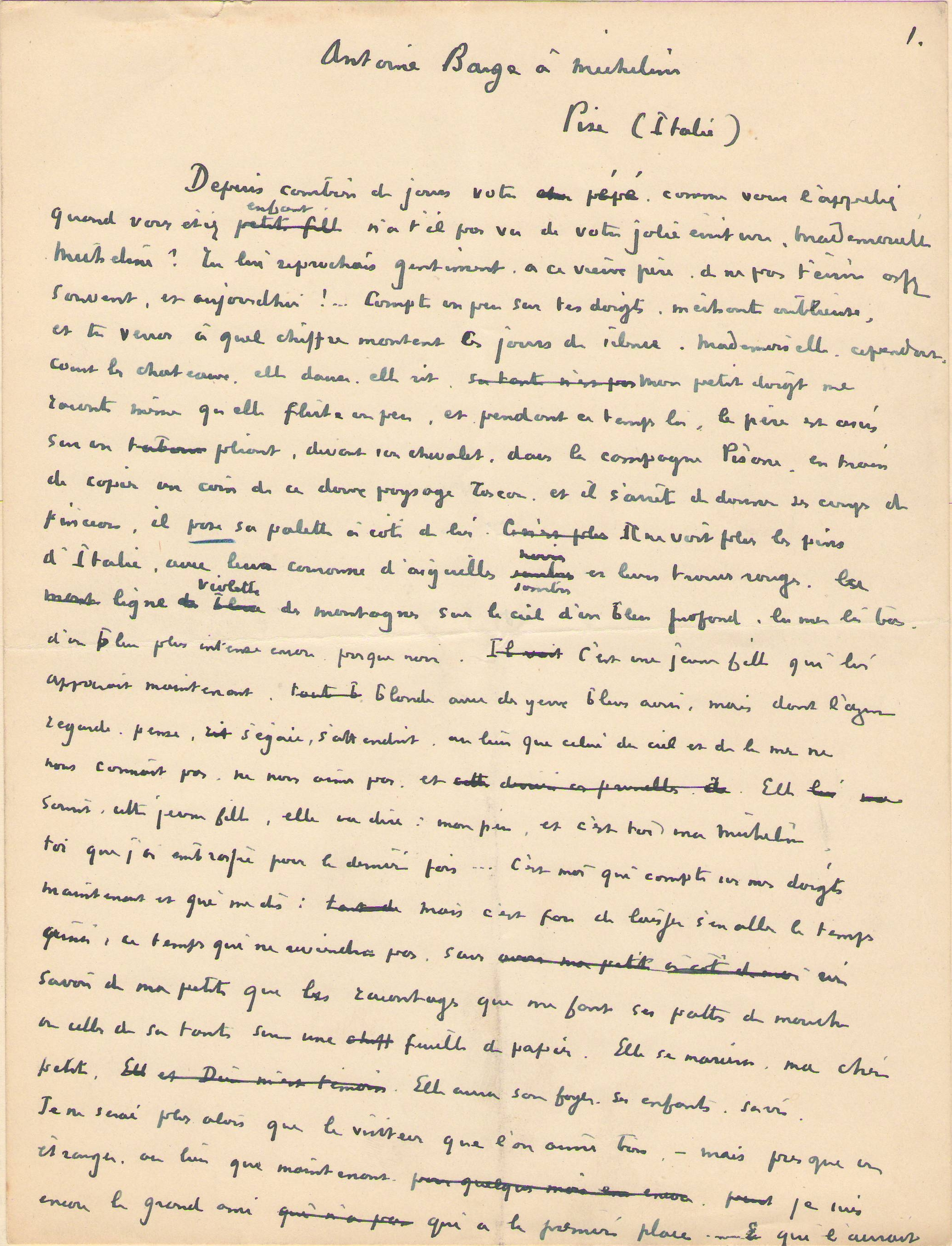
Le Roman des Quatre, fragment du manuscrit original écrit en collaboration avec Gérard d'Houville, Henri Duvernois et Pierre Benoit.

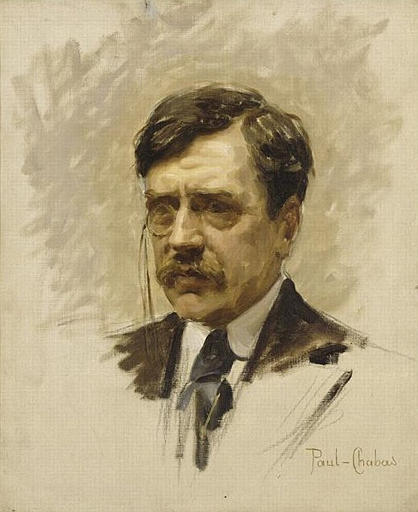
Portrait de Paul Bourget par Paul Chabas, 1895, esquisse pour le tableau définitif commandé par Lemerre.

Paul Bourget, né le 2 septembre 1852 à Amiens et mort le 25 décembre 1935 à Paris, est un écrivain et essayiste français, membre de l'Académie française.
Ayant donné le signal d’une réaction contre le naturalisme en littérature, Bourget est  tenté par le roman d’analyse expérimental. En cela, il se positionne à la fois comme un innovateur et comme un continuateur : s'inscrivant dans la tradition du roman d'analyse français – de Madame de Lafayette à Stendhal – il en renouvelle les codes et contribue à la création du roman psychologique moderne. La finesse de ses études de mœurs et de caractères séduit le public mondain qu’il fréquente dans les salons parisiens de la Troisième République. Ses premiers romans – Cruelle énigme (1885), Un crime d'amour (1886) et Mensonges (1887) – ont ainsi un grand retentissement auprès d’une jeune génération en quête de rêve de modernité.
Sans renoncer à l'analyse des caractères, le romancier évolue progressivement vers un roman  moraliste où la psychologie est mise au service des idées sociales et politiques. C'est le cas du roman Le Disciple (1889), considéré comme son œuvre majeure, que l'on peut lire comme un « roman à thèse », ou, selon Bourget lui-même, comme un roman d'idées. Il ne se contente plus de l’analyse des mœurs mais en dévoile les origines et les causes, soumises à des lois inéluctables et dont la transgression amène tous les désordres individuels et sociaux. Cette nouvelle voie conduit Paul Bourget à écrire des romans davantage moralistes : L’Étape (1902), Un divorce (1904) et Le Démon de midi (1914). Il est alors influencé dans son engagement littéraire et dans son orientation romanesque par sa conversion au catholicisme et tente une synthèse entre la science et la foi. L’écrivain est amené à appliquer son talent de romancier psychologue et moraliste aux problèmes sociaux, politiques et religieux de son temps de ce début de XXe siècle.
Son œuvre multiple comprend aussi des poèmes de jeunesse, des essais et quelques pièces de théâtre. L’engagement politique de Paul Bourget, même s’il reste souvent cantonné à l’expression littéraire, s’est cependant manifesté au sein de mouvements militants ; les nombreuses prises de position du romancier traditionaliste, catholique et antidreyfusard en faveur de la monarchie brouillent la lecture de son œuvre, aujourd’hui incomprise voire méprisée et tombée dans l’oubli.

## Biographie

### Premières années

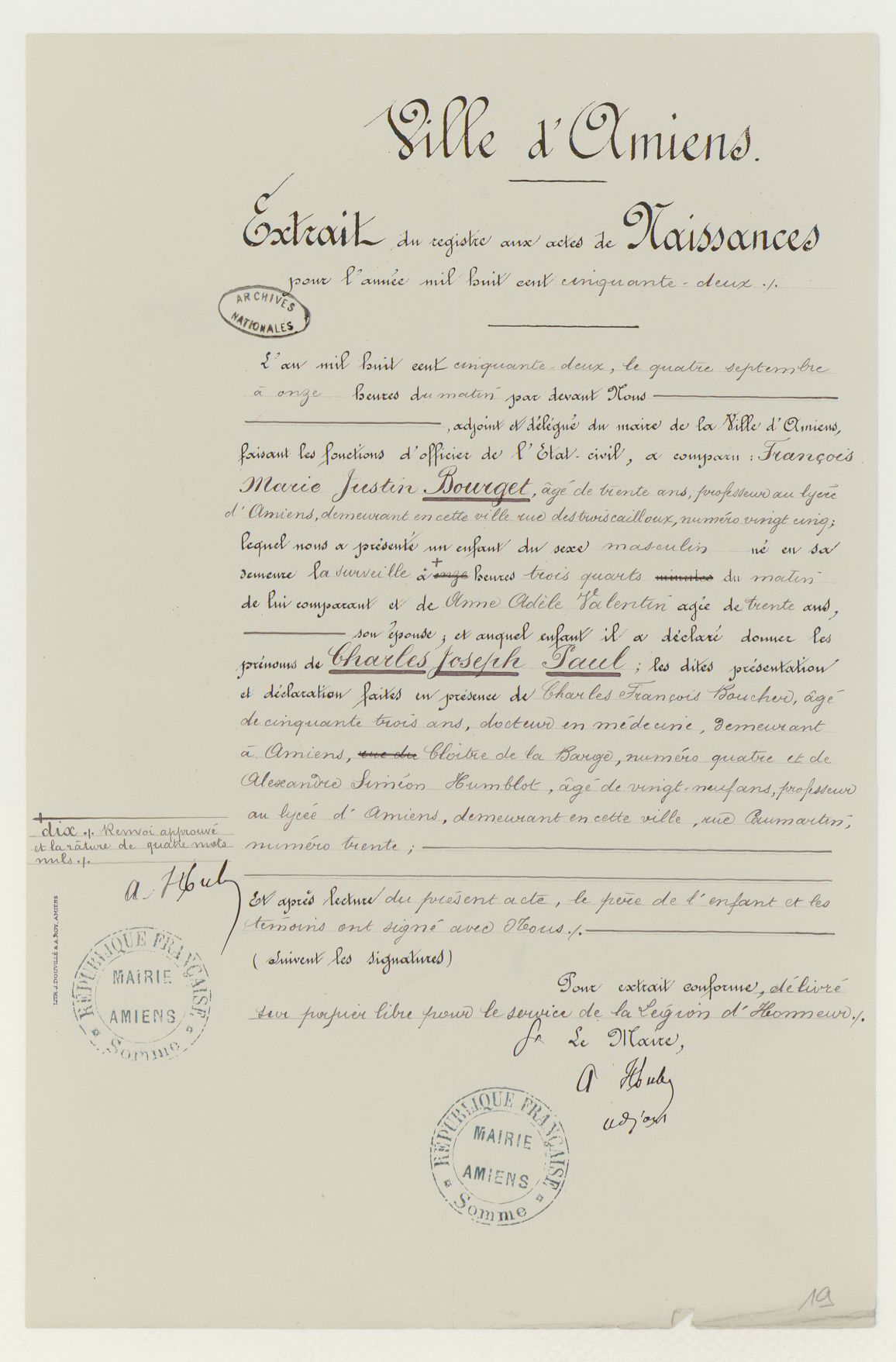
Extrait d'acte de naissance, 1852.

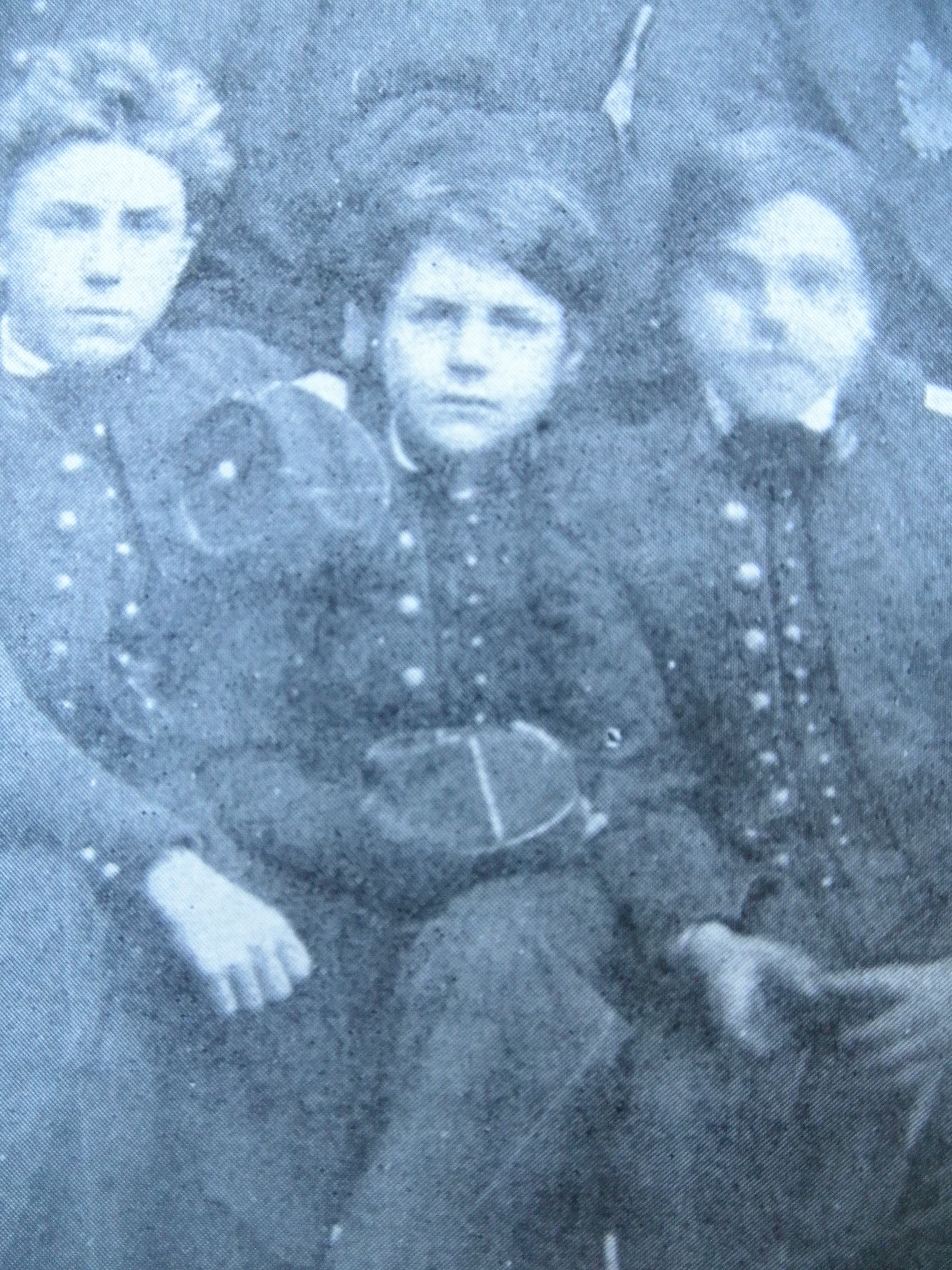
Paul Bourget (centre), lycéen à Clermont-Ferrand en 1866.

Né à Amiens, Paul Bourget passe cependant son enfance et son adolescence à Clermont-Ferrand, de 1854 à 1867, où son père, Justin Bourget, tient la chaire de mathématiques près la faculté de Clermont. Il est notamment inscrit dans cette ville au lycée Blaise-Pascal. Sa famille est originaire d’Ardèche (plus précisément de Savas et de Peaugres). Son grand-père, Claude Bourget, travaille sous les ordres du célèbre inventeur Marc Seguin. Paul Bourget perd sa mère, Anne Adélaïde Valentin, à l’âge de 6 ans. Son père se remarie après cinq mois de veuvage.
Enfant, Paul Bourget entretient des relations difficiles avec sa belle-mère. L’écrivain reviendra ensuite fréquemment à Clermont, en particulier le 12 octobre 1887 lors des obsèques de son père, devenu dans ses dernières années d’existence recteur de l’académie en 1882. Il garde de l’Auvergne des souvenirs de lieux qui serviront, plus tard, de cadre à certains de ses romans, le château de Cordès, par exemple, dans le roman Le Démon de midi. Il garde aussi un souvenir enthousiaste du château de son ami Eugène-Melchior de Vogüé, le château de Gourdan, situé à Saint-Clair, près de Peaugres et de Savas ; les terres des Bourget voisinant celles des Vogüé. Certains de ses ouvrages sont imprégnés par l’atmosphère morale de l’Auvergne comme Le Disciple, Un drame dans le monde et plus particulièrement dans Le Démon de midi, écrit pour partie à Clermont en 1912.

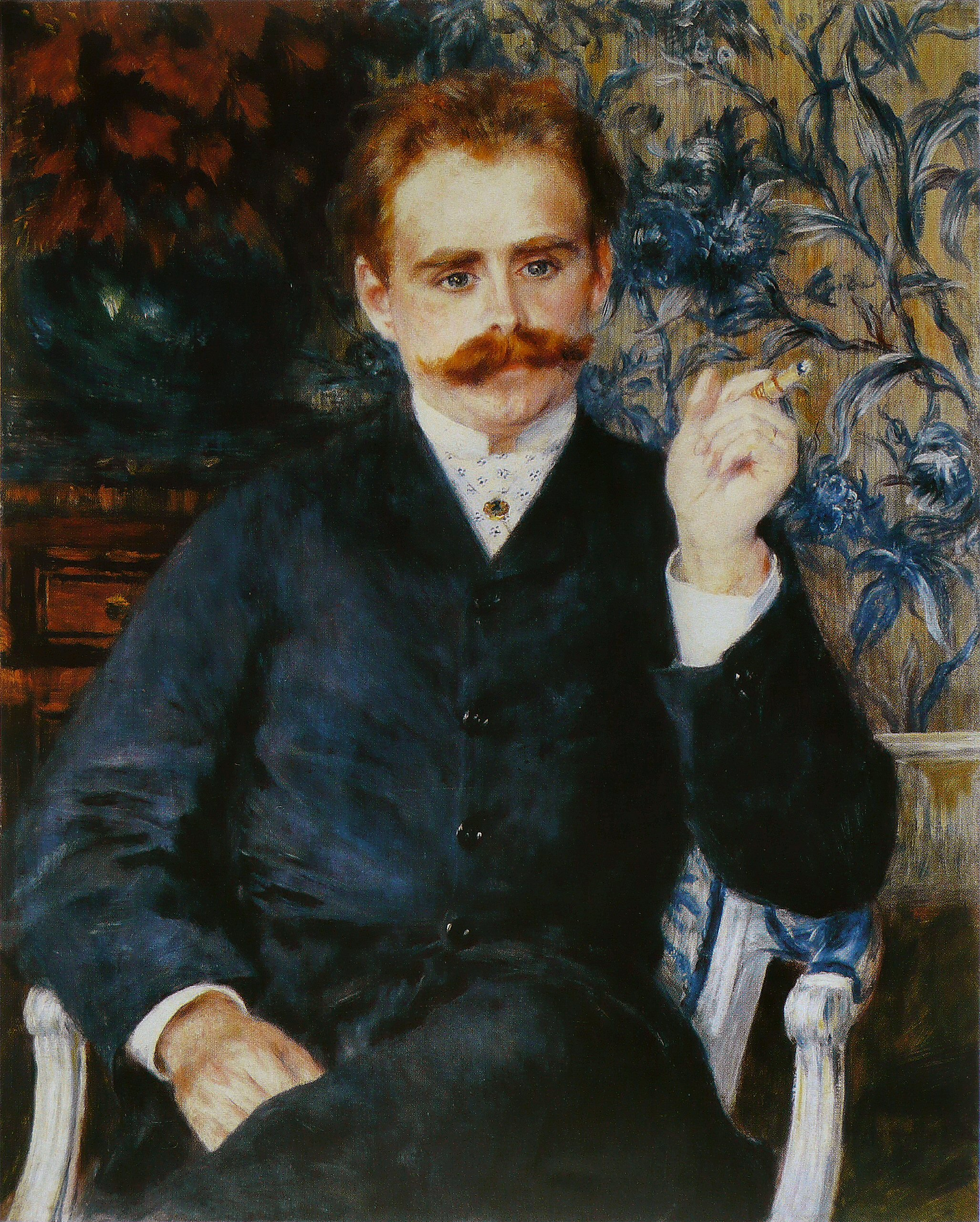
Albert Cahen peint par Auguste Renoir en 1881.

Au collège Sainte-Barbe où il est pensionnaire, le jeune Paul Bourget fait la connaissance de son condisciple, Georges Hérelle, avec lequel il entretient une vaste correspondance conservée à la Bibliothèque municipale de Troyes, et qui devient son grand ami. Il y fréquente aussi Auguste Gérard. Bon élève, Bourget est admis au lycée Louis-le-Grand en qualité d’externe. Cette double appartenance lui permet d’entrer en contact avec de nombreux autres camarades : Saint-René Taillandier, Henri Becquerel, Denys Cochin ou Ferdinand Brunetière. Une profonde amitié le lie surtout à Adrien Juvigny, avec qui il engage une correspondance suivie. En 1867, il rencontre pour la première fois Albert Cahen, jeune musicien et élève de César Franck, grâce à qui il pourra avoir accès, plus tard, aux salons littéraires de la haute société juive, nouer des relations qui compteront dans son parcours d’homme de lettres (avec Louise de Morpurgo, les Ephrussi, les Bischoffsheim ou encore les Stern), croiser le chemin de jeunes femmes aussi séduisantes qu’intelligentes (Marie Kann et Loulia Warchawsky notamment) ou d’une grande piété (Minnie David, sa future épouse).
Ses premières acquisitions intellectuelles le portent à avoir un goût très vif pour Victor Hugo, grâce à son professeur Eugène Despois, mais ses classiques préférés ont pour nom Byron, Heine et Balzac. L’agitation politique de 1870 ne le laisse pas indifférent et il est acquis aux idées démocratiques contre le régime impérial. Durant la Semaine sanglante de la Commune, il assiste à quelques exécutions sommaires et réprouve fermement l’attitude des Versaillais,. Cette sympathie pour les Fédérés transparaît dans l’un de ses premiers poèmes écrit pour la tragédienne Marie Léonide Charvin, dite « Agar ».

### Premiers succès, poète, journaliste, essayiste
En 1872, les premiers dîners littéraires auxquels il participe permettent à Paul Bourget d’étoffer ses relations, avec Maurice Bouchor notamment, avec lequel il a entretenu quelques mois plus tôt une liaison épistolaire affectueuse, voire amoureuse. Il est en effet admis au dîner des « Vilains Bonshommes » où il retrouve Paul Verlaine, Théodore de Banville, Stéphane Mallarmé, Albert Mérat et le jeune Arthur Rimbaud qui se signale, lors de ces banquets, par sa grossièreté.

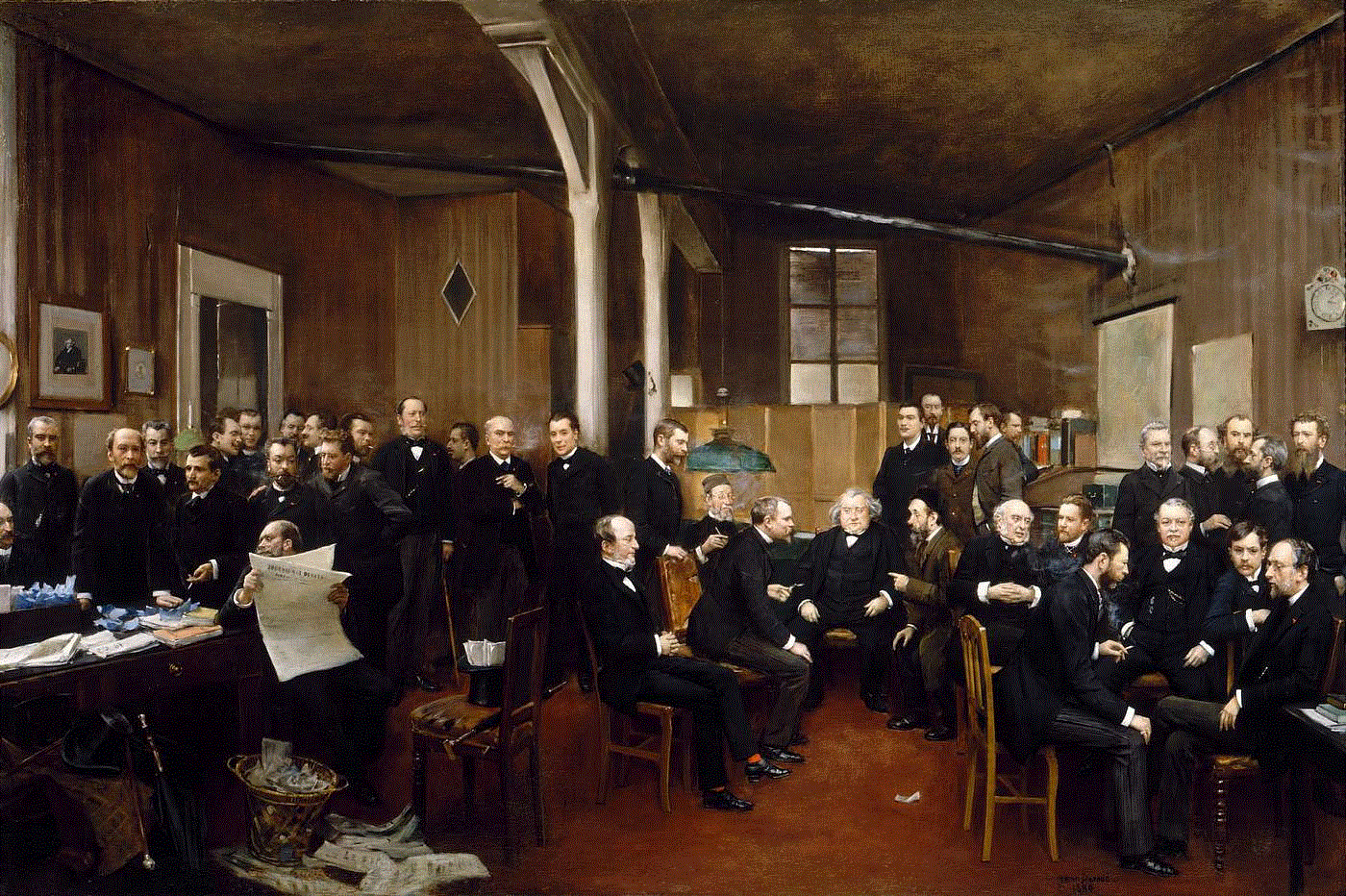
La Salle de rédaction du Journal des débats, peinture de Jean Béraud, 1889. Paul Bourget est le deuxième, assis, en partant de la droite, de face, bras droit replié sur le dossier de la chaise (musée d’Orsay).

Proche de Paul Bourget, André Gill est également présent. Il fréquente donc les milieux d’avant-garde et devient un ami proche de François Coppée. C’est durant cette période qu’il entre dans le mouvement littéraire du Parnasse pour s’en éloigner ensuite vers 1876 en se rapprochant du « Groupe des Vivants » de ses amis Jean Richepin et Raoul Ponchon qui se réunissent avec le peintre Tanzi à la brasserie du Sherry-Cobbler. Paul Bourget écrit alors ses premières poésies dont certaines sont publiées brièvement dans l'Album Zutique,. Bourget fréquente aussi le club littéraire des hydropathes. Il devient correspondant à la revue Renaissance littéraire et artistique et à la Revue des Deux Mondes, puis critique dramatique au Globe en 1879, puis au journal Parlement. Il publie ainsi le 28 décembre 1872, à 20 ans, dans Renaissance littéraire et artistique, son premier article intitulé « Le Roman d’amour de Spinoza ». Dans les années qui suivent il publie aussi des vers dans diverses revues, dont ses plus célèbres : La Vie inquiète (1875) et Aveux (1882). À partir de l'année 1880 et jusque vers 1889, Paul Bourget est aussi un collaborateur notable d'une revue fondée par Octave Uzanne, Le Livre, dans laquelle il propose plusieurs chroniques et quelques critiques d'ouvrages fraîchement imprimés sous les initiales P.B.
Journaliste à ses débuts, Bourget devient chroniqueur à la Nouvelle revue en publiant des essais. Entrevoyant une nouvelle approche critique de la littérature contemporaine, fondée sur la psychologie, Bourget commence par publier une série d’articles portant sur des auteurs, de 1883 à 1885, dans diverses revues. La série, compilée, donne en 1885 les Essais de psychologie contemporaine. Bourget y propose une « théorie de la décadence » qu’il attribue à Baudelaire en rapprochant l’esprit décadent de la fin du XIXe siècle du déclin de l’Empire romain. Certains critiques littéraires voient en lui, durant cette période, un dandy dont l’élégance rappelle Baudelaire ou Alfred de Musset et qui est certainement influencé par sa rencontre avec le célèbre dandy Jules Barbey d'Aurevilly,.

### Vers la célébrité
En 1884, il rédige ses premières nouvelles, dont L’Irréparable. Son éditeur est Alphonse Lemerre, à qui il intente un procès, qu’il gagne, en 1896. Ce litige qui concerne le roman Cosmopolis est porté devant le tribunal de commerce. L'instance est minutieusement contée par Émile Zola et engendre des conséquences juridiques non négligeables à l’époque : un contrat d’édition est bien un contrat de participation qui donne à l’auteur un droit de contrôle absolu.

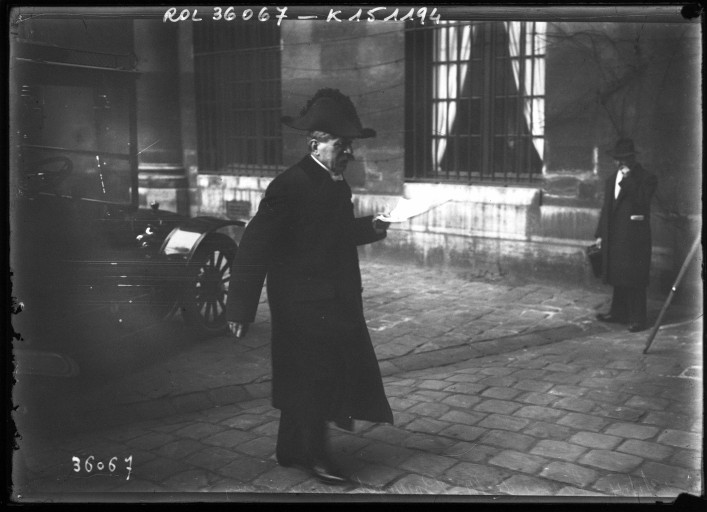
Arrivée de Paul Bourget en académicien, quai de Conti, le 22 janvier 1914, pour la réception d'Émile Boutroux.

 Paul Bourget transfère alors ses droits à la maison Plon-Nourrit. Il demande souvent au peintre Paul Chabas d’illustrer ses productions littéraires. Ce dernier immortalise Paul Bourget dans la vaste composition peinte représentant les poètes du Parnasse, intitulée Chez Alphonse Lemerre, à Ville-d’Avray et présentée lors du salon de 1895. Le tableau, bien connu du commerce de l’art nord-américain, documenté et souvent publié, a pour cadre la propriété de l’éditeur du passage Choiseul, à Ville-d’Avray. Achetée par Lemerre en 1875, elle avait appartenu à Louis-Jacques Corot, père de Camille Corot. Sont portraiturés aux côtés de Paul Bourget : Leconte de Lisle, François Coppée, Marcel Prévost, Auguste Dorchain, Léon Dierx, Henri Cazalis, Jeanne Loiseau (dite Daniel-Lesueur), Alphonse Daudet, Sully Prudhomme, Jules Breton, Paul Arène, André Theuriet, Jules Claretie, José-Maria de Heredia, Paul Hervieu, Henry Roujon, Georges Lafenestre ou M. et Mme Lemerre avec leur fils Désiré.
Après la publication de Cruelle énigme, Paul Bourget devient « célèbre en une nuit », selon le mot d’Albert Feuillerat, beau-frère de Paul Bourget (il a épousé une demi-sœur de l’écrivain, Fanny) et l’essayiste vient de faire place au romancier. Le peintre Jean Béraud le représente aux côtés d’Hippolyte Taine dans une grande peinture réalisée en 1889 : La Salle de rédaction du « Journal des débats ». Paul Bourget est alors l’un des grands romanciers de la fin du XIXe siècle et du début du XXe siècle. Le critique littéraire Pierre de Boisdeffre remarque : « qui voudra évoquer nos mœurs entre 1889 et 1914 devra recourir à des documents comme les romans de Paul Bourget ». Parrainé par François Coppée et par le comte d'Haussonville, il est élu le 31 mai 1894 à l’Académie française (à l’âge de 43 ans), au 33e fauteuil. Il y est reçu le 13 juin 1895 par le vicomte Eugène-Melchior de Vogüé et lui-même reçoit André Theuriet et Émile Boutroux.
Le père de Minnie Bourget, John David, armateur d'Anvers, compte parmi ses ascendants maternels (sa mère est née Pauline Verbiest), le prêtre jésuite Ferdinand Verbiest ainsi que le prêtre diocésain belge Théophile Verbist. Par son père, John David est apparenté à Jean David, jésuite belge en 1582. La mère de Minnie Bourget, née Emma Meticke, est issue d'une famille de négociants de Trieste, liée à l'essor de l'Empire austro-hongrois et aux pays des Balkans.
Le père d'Emma, Ernest Meticke, armateur d'origine serbe gère la vaste propriété Meticke à Cona, près de Venise où Minnie passe de nombreux étés. Minnie est la cousine germaine de Milosch Fesch, petit-fils d'Ernest Meticke, qui a embrassé une carrière politique. La mère d'Emma Meticke, née Catherine Gopcevich, grand-mère de Minnie Bourget, est la sœur de Spiridione Gopcevich (en) et la tante de Spiridon Gopčević (en), l'astronome et historien autrichien. Catherine Gopcevich est aussi une cousine germaine de Darinka Kvekić (en), princesse du Monténégro. La princesse Darinka se retire à Venise à la fin de sa vie avec sa fille Olga et sa sœur Aspasie, que Minnie fréquente lorsqu'elle séjourne en Vénétie.

Fonds de manuscrits de Paul Bourget conservé au Plantier de Costebelle
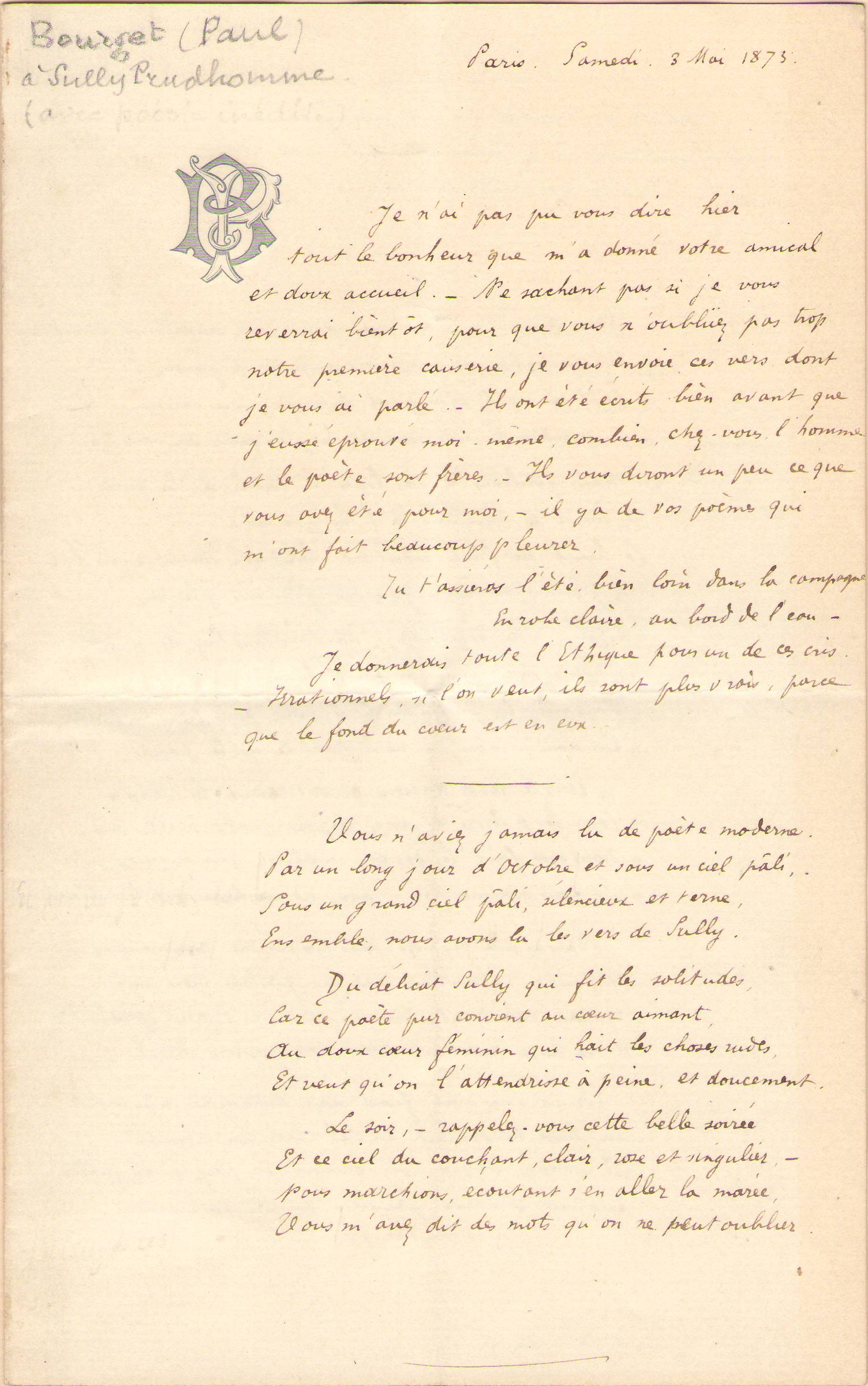
Lettre de jeunesse à Sully Prudhomme avec le poème Au bord de la mer.
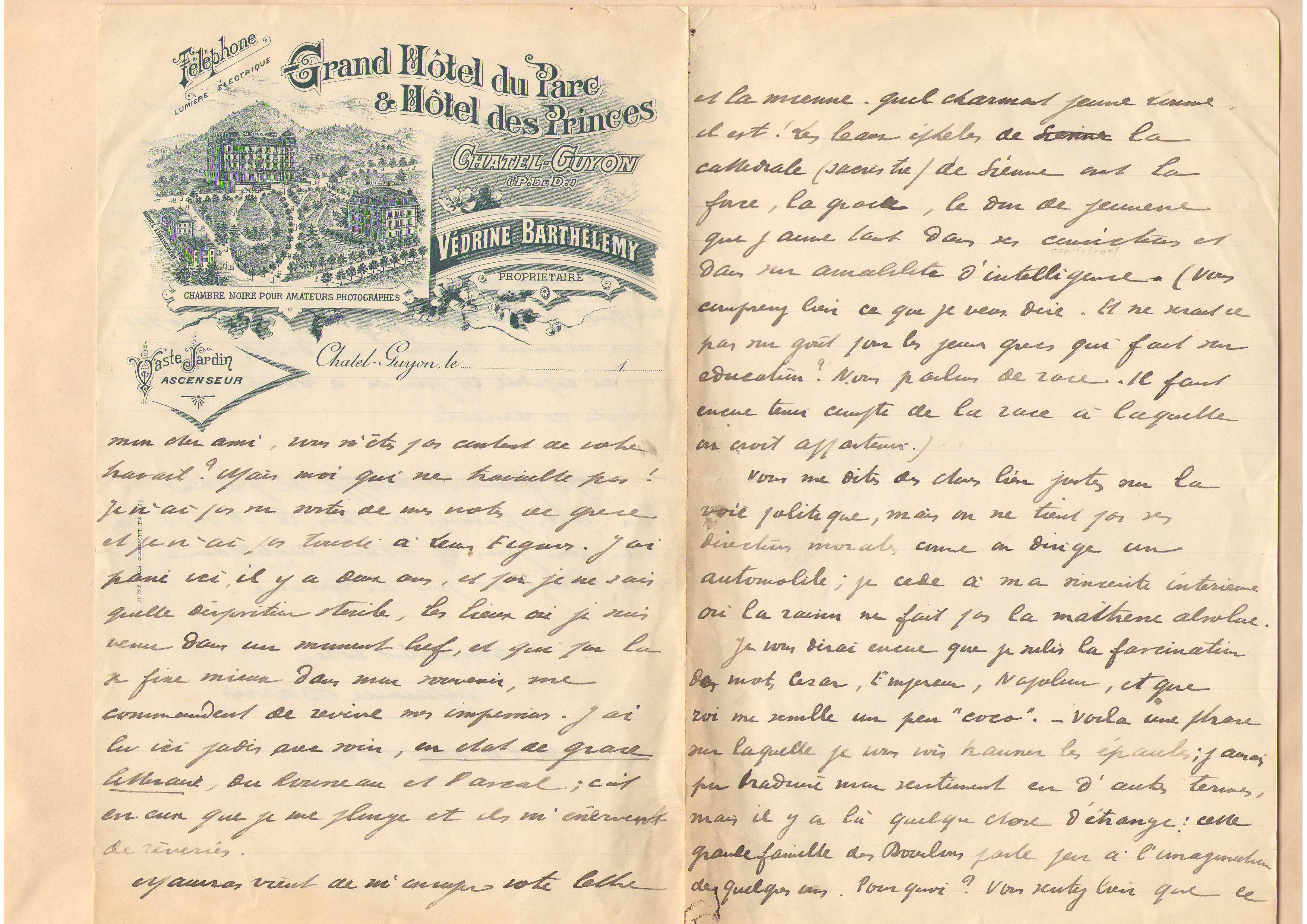
Lettre de Maurice Barrès à Paul Bourget (correspondance littéraire et politique).
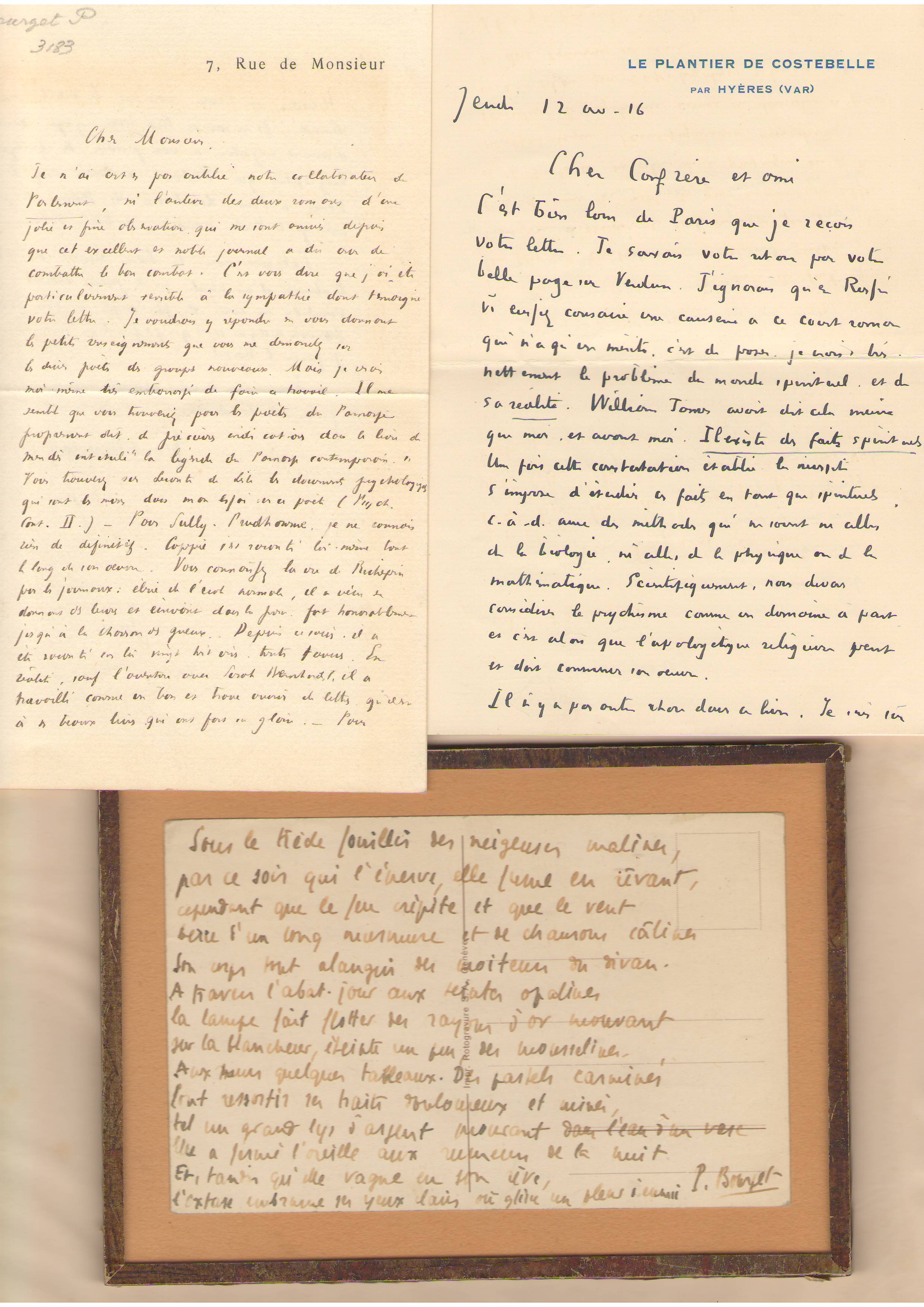
Lettre de jeunesse de Paul Bourget évoquant les poètes du mouvement du Parnasse.
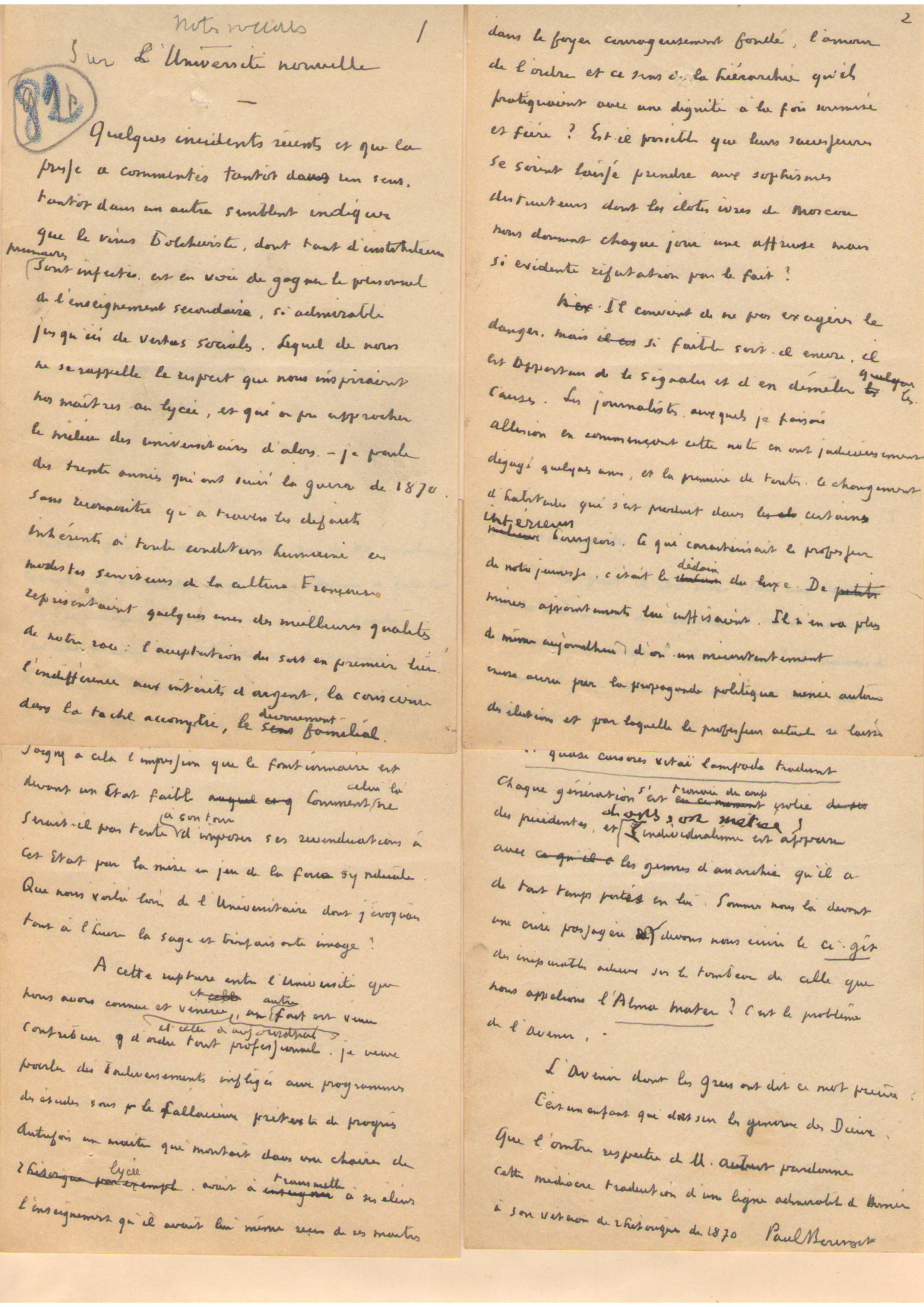
Notes Sur l'université nouvelle relatives à la perte des vertus sociales des enseignants.
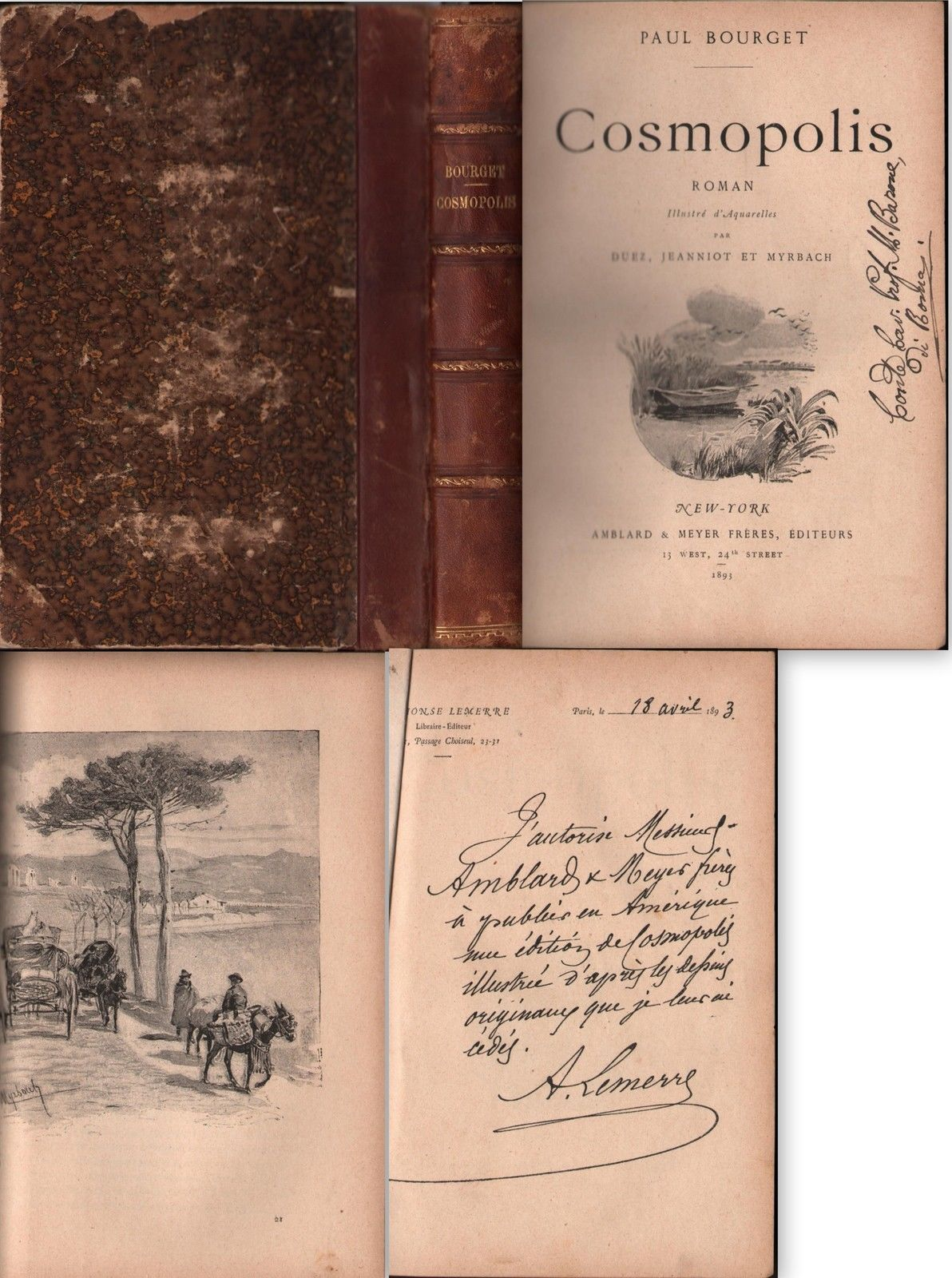
Édition pirate de Cosmopolis.

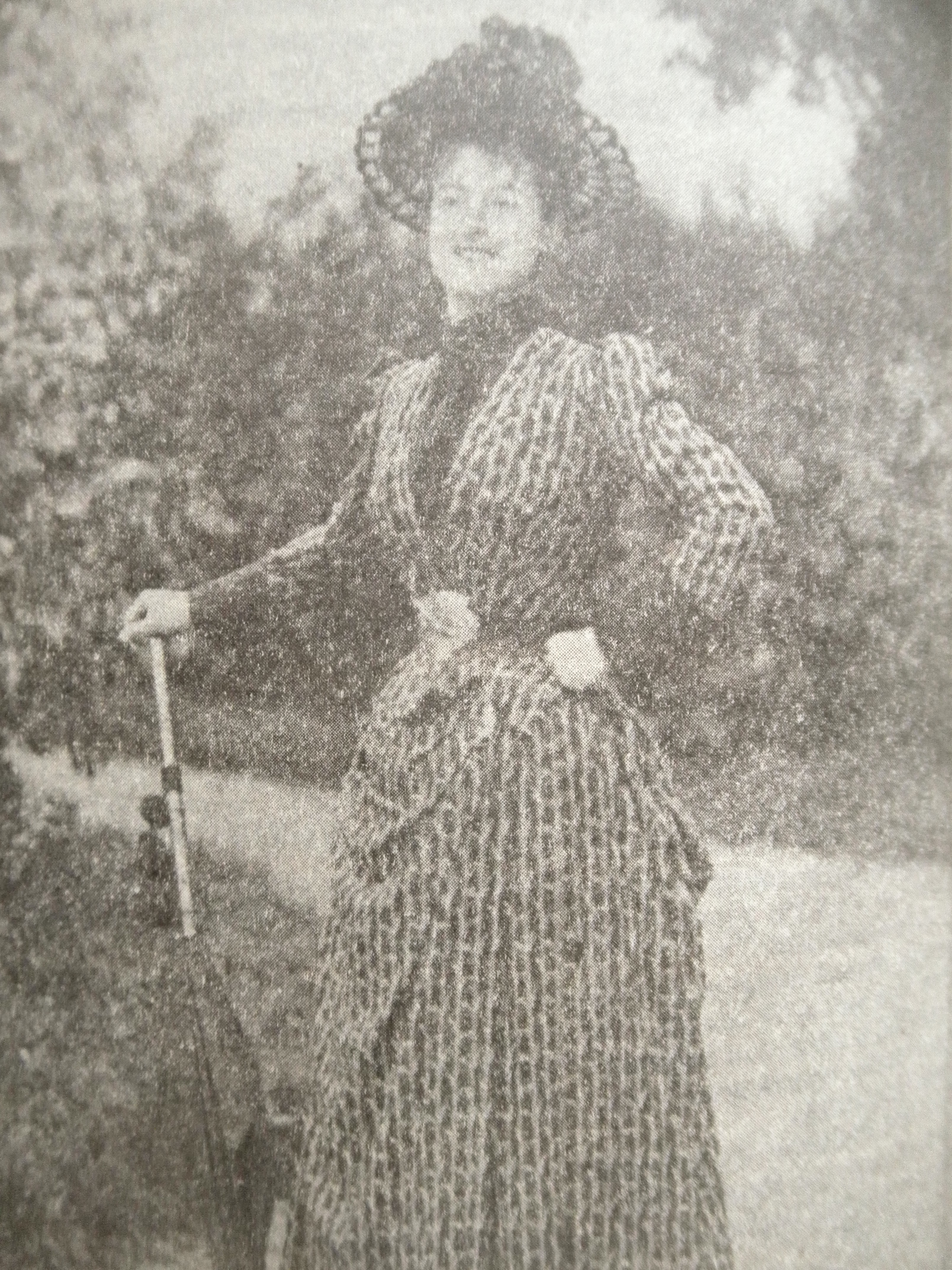
Minnie Bourget en 1890.

Bourget se marie le 21 août 1890 en l’église Saint-François-de-Sales avec Minnie David, fille de John David, armateur à Anvers. Leurs témoins de mariage sont : François Coppée, de l'Académie française, Albert Cahen compositeur, Jules Ephrussi et Eugène Beyens, conseiller de la légation belge. Dès 1894, ils s’installent 20, rue Barbet-de-Jouy, où ils vivent toute leur vie. En 1898, Minnie Bourget traduit Paese di Cuccagna, le chef-d'œuvre de la romancière italienne Matilde Serao, grande amie de Paul Bourget. Il semble que ce soit une des rares incursions de Minnie dans le domaine de la littérature. Comme toute la famille David, elle parle couramment l'italien et son mari admire l'aisance avec laquelle, à table, on passe sans transition d'une langue à l'autre.
Dans l’hôtel particulier (ils habitent au deuxième étage), Bourget pratique presque tous les matins la boxe ou l’escrime avec le même professeur ou son prévôt et, entre deux assauts, il se livre à des réflexions littéraires avec, entre autres, Henry de Cardonne.
Paul Bourget est d’un caractère pessimiste ; Henry Bordeaux, auquel le lie une sincère amitié, fait remonter la cause de ce pessimisme à la perte de sa mère ainsi qu’au fait d’avoir vécu la défaite et l’humiliation à la guerre de 1870. Bordeaux souligne également qu’il « a manqué à Paul Bourget de parler à des paysans et à des pauvres : il n’a pas d’humanité. Il se montre un peu indifférent à la vision de son pays qu’il glorifie dans le passé, et l’on voit trop bien qu’il n’a pas d’enfant »,. Un autre ami de longue date de l’auteur du Disciple, le vicomte (puis comte) Florimond de Basterot, résume dans son journal les traits de caractère de Paul Bourget lorsque ce dernier s’emporte contre une amie, Marie Kann : « Paul Bourget manque de chevalerie. Cela décèle son origine. Il n’est pas né, comme on disait autrefois. Nous ne sommes pas meilleurs que les autres, mais il y a certaines choses de ce genre, mises dans notre sang par une longue série de générations courtoises ». Florimond de Basterot rajoute que Bourget fait « un tantinet paysan de l’Ardèche ». Lors d’un dîner en octobre 1888, la comtesse de La Tour, une amie de Gobineau, remarque « un petit je ne sais quoi de commun en lui ». Léon Bloy l’avait également surnommé « l’eunuque des dames » et le méprisait cordialement (« Heureux garçon, tu fus reçu dans d’aristocratiques salons que tes ancêtres auraient pu frotter [sic] »).

### Salons littéraires et relations mondaines

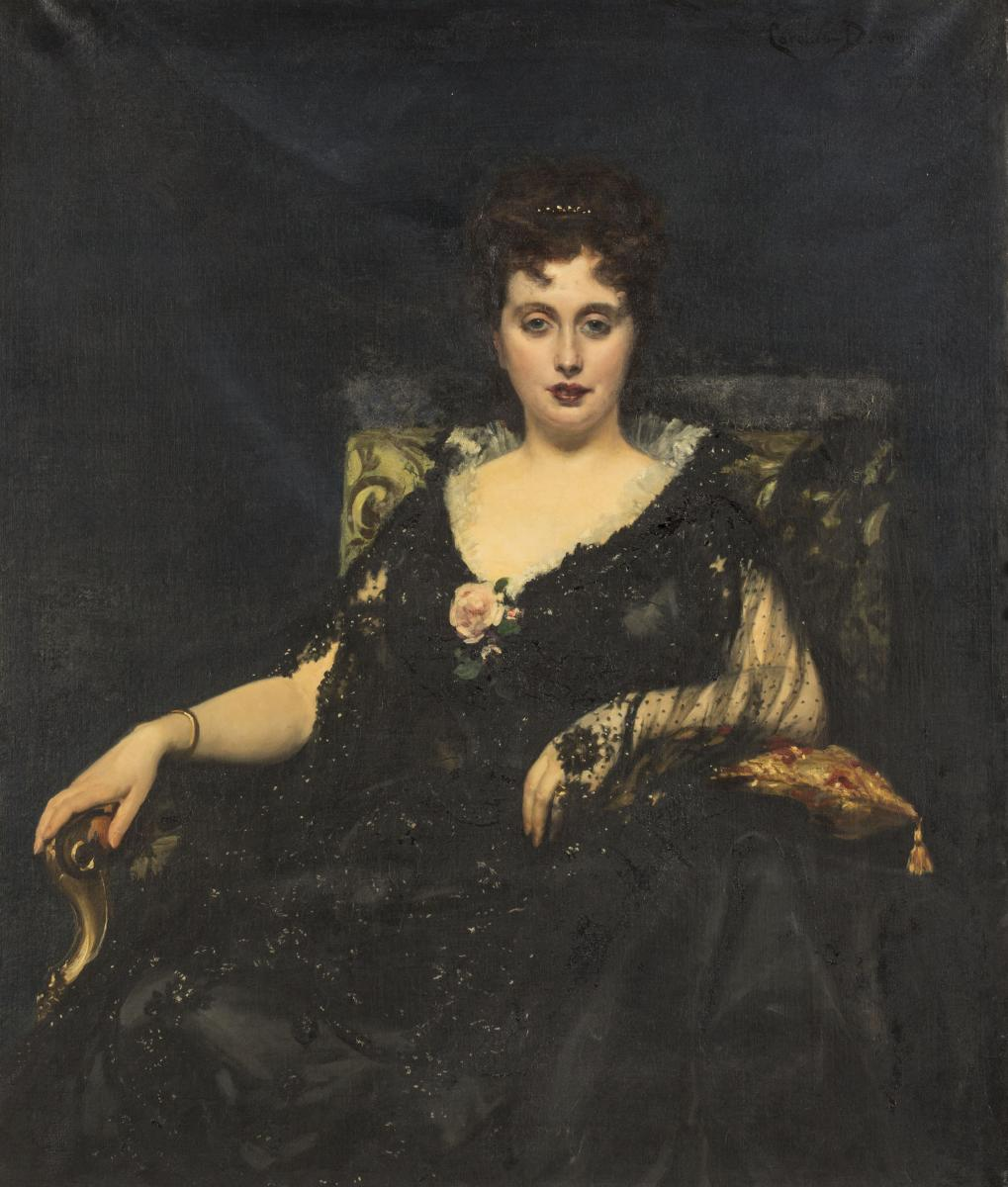
Louise Cahen d'Anvers en 1870 par Carolus-Duran.

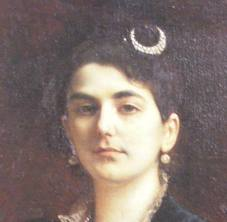
Marie Kann en 1882.

Paul Bourget est reçu dans les milieux littéraires de l’aristocratie parisienne ou de la bourgeoisie juive liée à la noblesse d'Empire. Il fréquente les dîners, notamment celui fondé par Jacques Alexandre Bixio en 1856, duquel Bourget est membre en 1924 et dont le doyen d'alors est Raymond Poincaré. Les salons du faubourg Saint-Germain sous la Troisième République l'accueillent : celui de la princesse Mathilde, de la comtesse Potocka, de Juliette Adam (qui avait lancé Paul Bourget au début de sa carrière puisqu'il devient correspondant dans sa Nouvelle Revue) ou encore ceux de Mme Straus ou de la marquise d'Argenson. On le croise chez la comtesse de Fitz-James née Gutmann, rue d'Artois, chez qui Bourget dispute à Paul Hervieu la primauté des faveurs de la maîtresse de maison. Il est aussi un habitué du salon tenu par Mme Stern qui publie des contes vénitiens sous le pseudonyme de « Maria Star » et il apparaît de temps à autre dans le Grenier des Goncourt, rue de Montmorency à Auteuil. Bourget se rend également au 33, de la rue de Monceau, chez madame Kann, née Marie Warchawsky, parente de la comtesse Cahen d'Anvers. Elle n'hésite pas à voyager avec son mari, Édouard Kann, épousé en janvier 1882, mais accompagnée aussi de Paul Bourget qui a honte de « bafouer un mari si sympathique ». Marie Kann devient la maîtresse de Paul Bourget, une maîtresse fantasque qui a recours aux stupéfiants, parfois, pour oublier le vide de son existence. Elle n'hésite pas à mener de front plusieurs liaisons et est aussi la maîtresse, entre autres, de Maupassant,. Leur liaison s'étale de 1881 à 1888 et Marie inspire à l'écrivain Un crime d'amour.
Il fréquente aussi assidûment le salon littéraire de la courtisane Laure Hayman (1851-1932) qu'il admire et qu'il prend pour modèle dans une nouvelle sous le nom de Gladys Harvey. En octobre 1888, Laure en donne un exemplaire à Marcel Proust, relié avec la soie d'un de ses jupons et dédicacé d’une mise en garde : « Ne rencontrez jamais une Gladys Harvey ». Elle est le modèle supposé d’Odette de Crécy dans À la recherche du temps perdu, comme Paul Bourget peut avoir inspiré le personnage de Bergotte (on cite plus volontiers Anatole France comme source inspiratrice de ce personnage, que Bourget rencontre parfois chez son égérie Mme Arman de Caillavet).

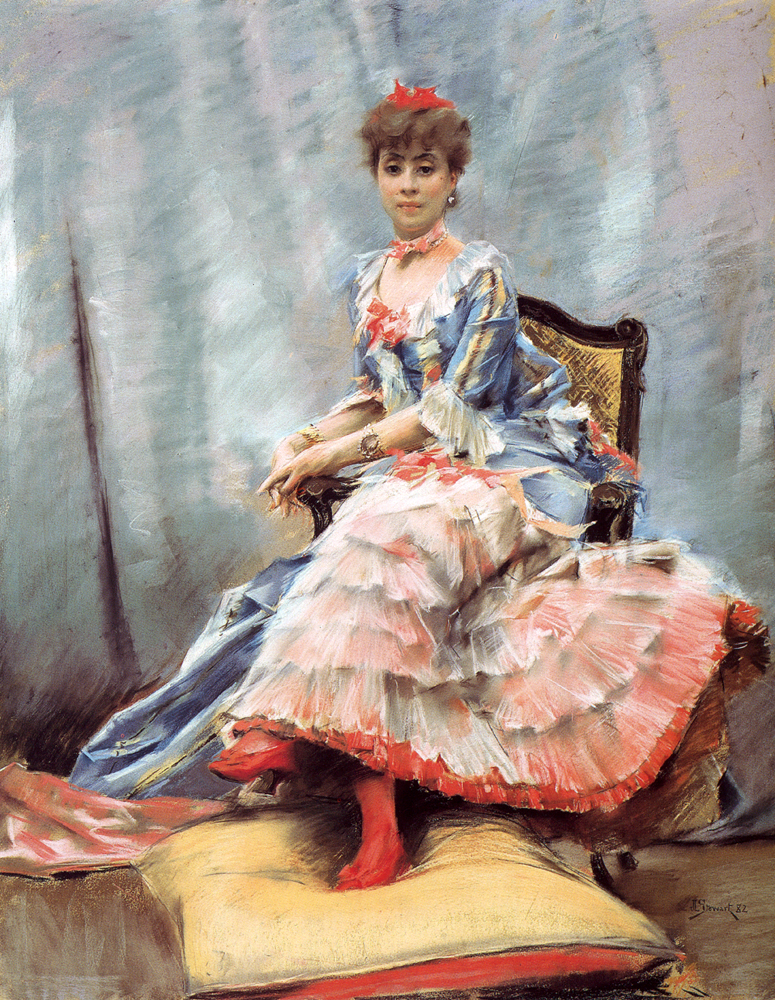
Laure Hayman, modèle supposé de Gladys Harvey, nouvelle de Paul Bourget, peinte par Julius LeBlanc Stewart en 1882.

L’auteur du Disciple côtoie enfin de grands collectionneurs de peinture impressionniste, dont les Cahen d'Anvers (qui ont passé commande à Renoir pour le portrait de leur fille Irène) et Charles Ephrussi, critique d’art et spécialiste de Degas, mais également propriétaire de la Gazette des Beaux-Arts à laquelle collabore Paul Bourget. C’est par l’entremise de Bourget que Jules Laforgue devient secrétaire de Charles Ephrussi. D’autres amis de Paul Bourget ont constitué des collections de peinture : Charles Deudon, qui a assemblé une collection fameuse où l'on découvre des toiles d’Édouard Manet, d’Alfred Sisley ou de Claude Monet mais également Henri Cernuschi et Jules Ephrussi, témoin de Minnie à son mariage ; Paul Bourget rencontre parfois les Ephrussi dans leur chalet de Meggen sur les rives du lac des Quatre-Cantons. Édouard et Marie Kann, eux, ont préféré s’attacher les talents du portraitiste des milieux officiels de la Troisième République, Léon Bonnat, pour immortaliser leurs proches. Mais Paul Bourget ne semble pas sensible à cette peinture contemporaine de l’époque. Il a des goûts plus classiques comme une autre de ses relations, Gustave Dreyfus, qui est spécialiste de la Renaissance italienne. On l’aperçoit alors chez l’artiste Madeleine Lemaire, peintre de fleurs, qui tient salon dans son atelier, rue de Monceau.

### Cosmopolitisme européen et voyage outre-mer

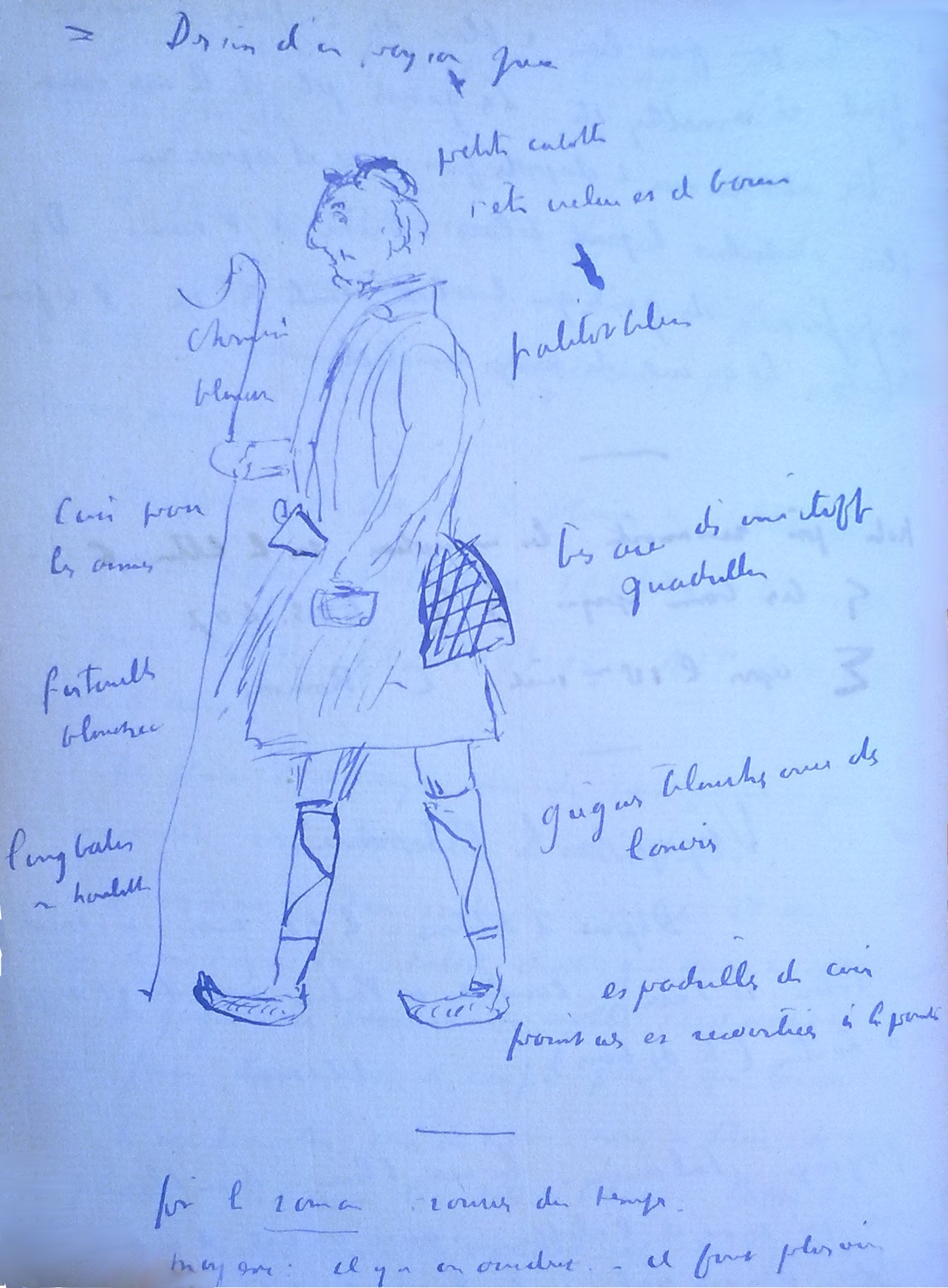
Autoportrait de Paul Bourget, lors de son voyage en Grèce (croquis).

#### Cosmopolitisme européen
L’académicien et romancier est également un grand voyageur qui fréquente les capitales européennes, telles que Rome, durant une période qui voit l’apogée du rayonnement culturel européen,. Dans la ville éternelle, il rencontre le comte Primoli, accompagné par Guy de Maupassant qui fréquente les maisons closes de la capitale italienne. Il visite par ailleurs plusieurs fois l'Italie, et tire de ces voyages Sensations d’Italie. Dans ses Lettres à madame Cahen d’Anvers, son enthousiasme pour Sienne apparaît et sa prédilection pour cette ville se manifeste surtout dans Voyageuses : « En Toscane, autour de Pise, de Florence, de Sienne, il est des coins dont le seul nom gravé sur une carte fait battre mon cœur. Beyle [l'écrivain Stendhal] a ordonné que l’on mît sur son tombeau Milanese. Je suis parfois tenté de demander que l’on écrive sur celui où je reposerai Senese et ce ne serait pas trahir mon vrai pays ».
Entre avril et juin 1887, le romancier s’établit dans la Cité des Doges, sur le Grand Canal, près de La Salute, où il loue le Palais Dario 400 lires la saison, gondolier compris. Il revient ensuite souvent à Venise, notamment avec Henry James, Bernard Berenson et John Singer Sargent, au Palazzi Barbaro. Le séjour romain de Paul Bourget (de décembre 1891 à avril 1892) illustre bien les avantages que lui procurent ses nombreuses et prestigieuses relations. Il est reçu dans le palais du comte Primoli, habitué à Paris du salon de la princesse Mathilde, sa tante, et grâce auquel l’écrivain français est accueilli dans les salons romains les plus célèbres, chez les Minghetti, les Gravina, ou les Pasolini. Le pape Léon XIII le reçoit en audience privée. De ce séjour naît Cosmopolis (1893), qui comporte une description détaillée du Saint-Père à la fin de l’ouvrage.
Bourget voyage aussi en Angleterre (Cruelle énigme a été écrit à Londres en 1884 et L’Irréparable à Oxford) ; il y rencontre Walter Pater et Vernon Lee.
Bourget découvre l'Irlande en 1881. Il rend visite au comte Florimond de Basterot qui est propriétaire d'un cottage, Parkmore (maintenant Duras House). Ce voyage est relaté dans le second volume de Études et Portraits (1889) ; il donne l'occasion à l'écrivain de rencontrer William Butler Yeats et d'écrire Neptune vale, une nouvelle influencée par l'occultisme, incluse dans Voyageuses. Le romancier y retourne en août 1896.
Bourget voyage encore en Grèce, à Corfou, en Espagne, en Écosse, en Allemagne, en Suisse, au Maroc ou en Terre sainte, voyage brusquement interrompu par son départ pour l’Amérique d’où il rapporte Outre-mer.

#### Voyage en Amérique
Le séjour américain de Paul Bourget l’occupe durant huit mois. Sur la côte Est où il arrive sur un paquebot transatlantique, « lévrier des mers » de la Cunard, le romancier français s'installe avec son épouse à Leyrot cottage et rencontre pour la première fois Edith Wharton dans sa nouvelle propriété de Newport, Land's End. Il est ensuite reçu par Isabella Stewart Gardner, épouse du propriétaire de la compagnie « The Chicago, Burlington and Quincy Railroad », magnat du rail. Il loge à Boston, à Greenhill, 135 Warren Street, la mythique propriété de Brookline achetée par le père de son hôte en 1846, puis dans le Massachusetts, toujours chez les Gardner, dans leur résidence de Beach Hill. Il s’est en effet embarqué à Liverpool avec une lettre de recommandation signée de l'écrivain Henry James qui lui ouvre toutes les portes du Nouveau Monde. Paul Bourget est également recommandé par le député Paul Deschanel. À Chicago, il a le loisir de visiter les usines de John Lowell « Jack » Gardner et découvre un jeune romancier américain, Richard Harding Davis dont Minnie Bourget traduit une nouvelle, Gallegher : scène de la vie de journal aux États-Unis. Il découvre aussi New York, la Floride et la ville de Salem lui laisse une impression profonde.
Ce voyage en Amérique est l'occasion pour le romancier de populariser un anglicisme, « building », qui fait alors son apparition dans la langue française : le Dictionnaire étymologique et historique des anglicismes d'Édouard Bonnaffé cite en effet à l'entrée « building » une phrase d'Outre-mer (1895). Le Petit Robert, en 2009 encore, donne la date de 1895, celle de la publication du livre de Bourget, pour l'apparition de ce mot dans un texte français.
Paul Bourget, en voyage plusieurs mois aux États-Unis, remercie Félix Jeantet, directeur de La Revue hebdomadaire, et lui fait part de son enthousiasme pour un jeune écrivain américain :
« Mon cher Ami, Merci d'abord pour l'envoi de la Revue. Talmeyr y a écrit un excellent article sur le malheur. Dites-lui de ma part, si mon opinion peut avoir quelque prix, qu'il devrait écrire […]
Madame Bourget a traduit une nouvelle d'un jeune romancier américain que je considère comme un chef-d'œuvre. C'est un récit sensationnel comme on dit ici. Mais il met en scène un type extraordinaire, le boy des bureaux de journaux américains, espèce de Gavroche Yankee d'un relief admirable. Voulez-vous cette nouvelle pour la Revue. Nous ne mettrons pas le nom de la traductrice, bien entendu, mais j'écrirai une petite préface de cent ou deux cent lignes, indiquant le sujet et l'intérêt du sujet. L'auteur est M. [Richard Harding] Davis, dont la Revue des deux Mondes a publié une traduction. Cette nouvelle a été son début comme autrefois Boule de suif Maupassant. Je lui ai demandé son autorisation. Comme il est convenu avec lui qu'il aura la moitié du prix que je vendrai sa nouvelle, voyez ce que ces messieurs voudront donner […]

### Conversion au catholicisme

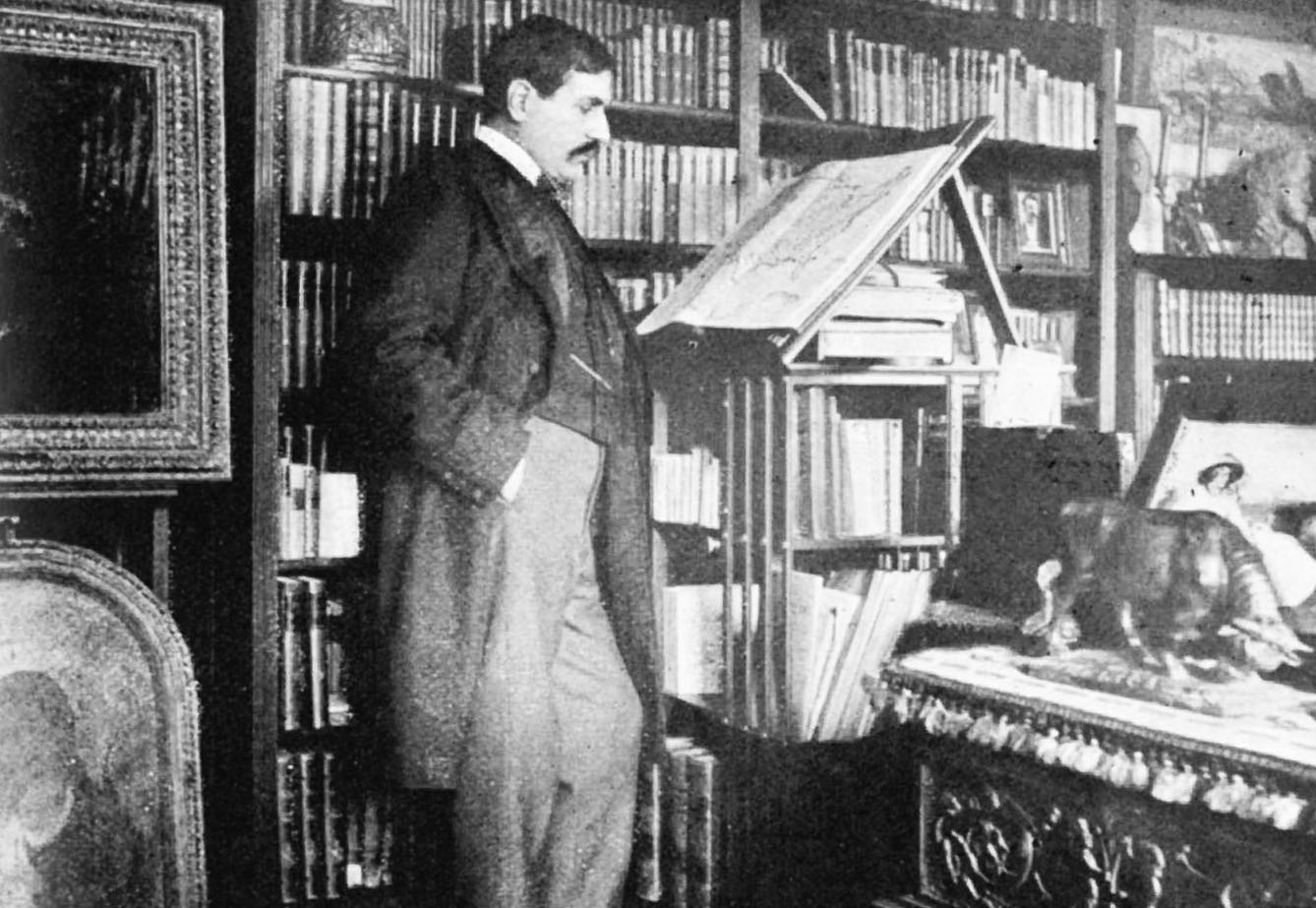
Paul Bourget examinant, rue Barbet-de-Jouy, une carte du continent nord-américain, en 1893, alors qu'il s'apprête à partir huit mois outre – Atlantique.

En 1890, lorsqu'il a épousé Minnie David qui était comme la pupille de Louise Cahen d'Anvers, Bourget croit bon de prendre ses distances à l'égard de son ancienne muse (« sa muse alpha » selon ses propres termes) ; de cette manière, il compte assurer la tranquillité de son ménage. Mais les Cahen d'Anvers ne dissimulent pas leur mécontentement au romancier. D'où un refroidissement de leurs relations qui n'est pas sans donner corps à un certain antisémitisme chez Bourget, antisémitisme que, du reste, l'écrivain se garde toujours de manifester publiquement. Cette relative modération permet à Paul Bourget d'atténuer le ressentiment de ses anciennes relations dans la haute société juive lors de l'Affaire Dreyfus. Ernesta Stern, qui reçoit souvent l'écrivain chez elle, 68 Faubourg Saint-Honoré, où elle tient salon, ne perd de vue le romancier anti-dreyfusard qu'un moment au plus fort de l'Affaire.
On distingue traditionnellement deux périodes dans l'œuvre littéraire de Paul Bourget, avant et après son retour au catholicisme (il se « convertit » en 1901),, ce retour s'effectuant progressivement dans les années 1890. Les transformations intérieures de l'écrivain sont perceptibles dans ses lettres et son Journal intime ou l'inquiétude morale et religieuse est visible à tout instant. Il adopte sincèrement « les opinions conservatrices de Taine et de Balzac, dont il s'était fait l'écho sans véritable conviction ». Il avait abandonné le catholicisme en 1867, avant d’y revenir à partir de 1889 et d’une façon toujours approfondie jusqu’à sa mort. Un roman significatif de sa conversion définitive au catholicisme, « peut-être son chef-d'œuvre » selon Henry Bordeaux, est L'Échéance, paru en 1900. L'écrivain y expose un des dogmes catholiques les plus mystérieux, la réversibilité des mérites, en mettant en scène un jeune médecin qui apprend que son éducation est le fruit d'un vol de la part de ses parents qui ont jadis détourné un héritage. Le jeune homme va alors se dévouer aux autres hommes, il méritera son destin pour ses parents indélicats. Sous le pseudonyme de Junius, il s'attaque au prêtre moderniste Alfred Loisy, qu'il déteste, dans L'Écho de Paris notamment le 27 avril 1908.
Sont représentatifs du « premier » Paul Bourget et de son talent à étudier la psychologie humaine : Cruelle énigme, Cosmopolis, André Cornélis, Mensonges — inspiré du calvaire amoureux d'Octave Mirbeau — et du « second » Paul Bourget : L'Étape, Le Démon de midi, Nos actes nous suivent. Le Disciple (1889) est considéré comme le roman faisant la transition entre ces deux périodes.

### Paul Bourget, conservateur du domaine de Chantilly

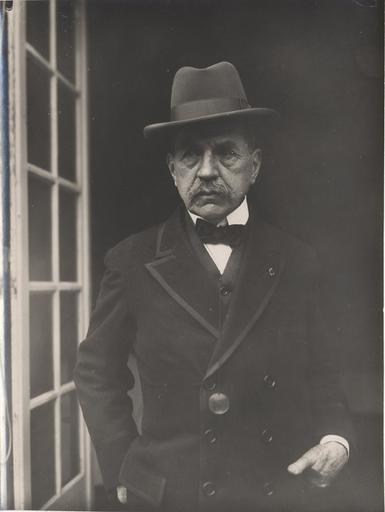
Paul Bourget à la maison Sylvie (Chantilly) en 1924.

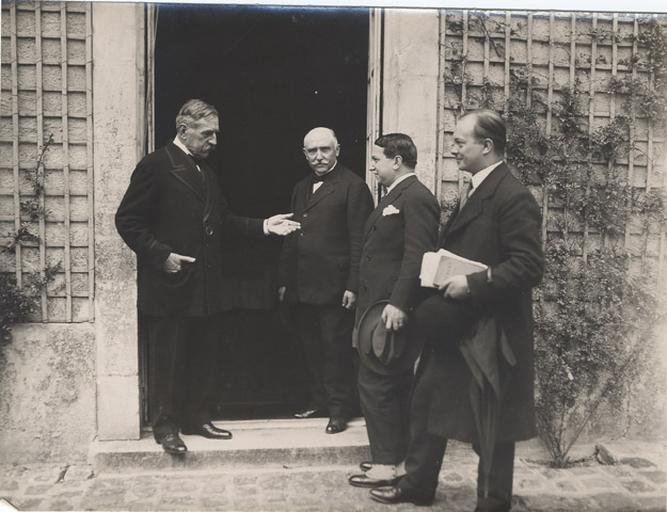
P. Bourget, Gustave Macon, Francis Carco et Tristan Derême en août 1924 à la maison Sylvie.

L'auteur du Disciple est reçu dans la propriété du duc d'Aumale lors de grands dîners dans la Galerie des Cerfs en compagnie d'Émile Zola, Edmond de Goncourt, Ernest Renan ou Pierre Loti. Sa qualité d’homme de lettres réputé permet à Paul Bourget de rendre un hommage au conservateur du domaine de Chantilly, Élie Berger, pour son attitude courageuse lors du passage des troupes allemandes au château, durant la Première Guerre mondiale,. Il y exerce la charge de président du collège des conservateurs du domaine de Chantilly de 1922 à sa mort, en 1935 en tant que membre de l’Académie française où il avait été élu en 1894. Nommé commandeur dans l'Ordre de la Légion d'honneur par décret du 31 juillet 1925, Pierre de Nolhac en reçoit les insignes, le 8 octobre suivant au château de Chantilly, des mains de Paul Bourget. En 1926, le musée Condé subit un important vol avec l'enlèvement du diamant rose, le « Grand Condé », d'un poignard et d'une boucle de ceinture, sertis de pierres précieuses et d'autres bijoux, ayant appartenu à Abd el-Kader. Paul Bourget relate ce malheureux événement dans le rapport annuel du musée. Il travaille avec Gustave Macon, premier conservateur-adjoint, désigné par le duc d'Aumale et s'investit dans les projets de réhabilitation du château, du parc, des canaux et des étangs. Il dispose d'un appartement de fonction dans le bâtiment XVIIIe siècle situé sur la terrasse du château et appelé « château d’Enghien » ou « pavillon des conservateurs ». Cet appartement a ensuite été occupé par Alain Decaux jusqu’en juin 2009.
À partir du Démon de midi (1914), Paul Bourget écrit la plupart de ses œuvres dans sa propriété du « Plantier », à Costebelle (domaine qu'il a acheté en 1896 à la famille Husson de Prailly), près d'Hyères, propriété où il passe tous ses hivers. Il y reçoit notamment le vicomte Eugène-Melchior de Vogüé qui y écrit Jean d’Agrève, ainsi qu’Edith Wharton, la disciple d’Henry James, qui y est très souvent reçue en compagnie de son époux Teddy Wharton. Les Bourget ont fait sa connaissance en 1893, en Amérique, à Newport et la voient souvent à Paris, Faubourg Saint-Germain. À cette époque, les ambitions littéraires d'Edith Wharton sont encore modestes, elle écrit essentiellement pour échapper à la monotonie de sa vie de femme mariée. « Ce premier séjour parisien est l'occasion pour elle de traduire en français sa nouvelle The Muse’s Tragedy avec son amie Minnie Bourget, épouse de l’homme de lettres. Pendant qu’elles traduisent à quatre mains, les deux femmes deviennent des amies intimes. » Dans sa biographie d’Edith Wharton, R. W. B. Lewis (en) rapporte que la traduction était « plutôt grossière ». Elle paraît néanmoins en juillet 1900 dans la Revue hebdomadaire, avec une préface enthousiaste de Paul Bourget, dans laquelle il félicite les traductrices.

### Le Plantier de Costebelle
L’installation de Paul Bourget à Hyères date de l'achat, à Costebelle, le 29 janvier 1896, d'un domaine qui s'appelle alors « La Villa des Palmiers », et qui appartient à madame Berthe de Guichen, veuve du comte du Bouëxic de Guichen et fille de Hortense Husson, baronne de Prailly. Cette maison a été construite en 1857 sur les instructions de la baronne de Prailly, par l'architecte hyérois Victor Trotobas suivant les plans d'une villa italienne de type palladien.
Les photographes toulonnais Marius Bar et Marcellin Solia ont immortalisé l'écrivain dans sa vie quotidienne au Plantier vers 1923 : devant la chapelle en compagnie de Minnie, de l'abbé, du jardinier et du maître d'hôtel. Le personnel domestique occupe tout le rez-de-chaussée de la maison et un escalier de service en excroissance sur la façade nord, destiné à permettre l'accès à l'étage noble, a été ajouté par l'architecte Pierre Chapoulard sur les ordres de l'académicien en 1896. La ferme du Plantier, où se trouvent les écuries, est une grande bâtisse, plus ancienne où a vécu quelque temps madame de Prailly pour superviser les travaux de construction de la maison en 1857. C'est dans cette annexe que logent les invités du romancier. Jean d'Agrève y fut achevé et Henry James y enflamma par mégarde les rideaux de sa chambre.
Les sites hyérois, proches du Plantier de Costebelle, ont servi de décor à quatre romans : Lazarine (1917), Laurence Albani (1919), Le Danseur Mondain (1926) et à une partie du roman Le Fantôme (1901). De plus, le Roman des quatre (1923), écrit en collaboration avec Henri Duvernois, Pierre Benoit et Gérard d'Houville (Marie de Heredia, fille de José-Maria de Heredia), se déroule à Hyères, à Giens plus précisément.
Plusieurs nouvelles ont également pour cadre les environs du Plantier : Voyageuses, Les Pas dans les pas, L'Eau Profonde ou Le Justicier. L'écrivain se mettait au travail dès sept heures le matin et jusqu'à l'heure du déjeuner. L'après-midi était consacré aux visites, aux réceptions et souvent aux promenades à cheval durant lesquelles madame Bourget se révèle une amazone confirmée. Dans un des derniers articles de sa vie, Edith Wharton, la romancière américaine, évoque les promenades des Bourget : « C'était toujours le même ! Le sentier qui longe la plage et qui conduit à travers les pins vers la Capte ». À côté de la ferme, les écuries abritent deux ou trois chevaux et même un poney du Pays de Galles qu'affectionne Paul Bourget. Il a écrit et préfacé, en collaboration avec Ernest Molier, l'ouvrage L’Équitation et Le Cheval (1913).
En raison sans doute de l'abondance des végétaux exotiques et précieux (palmiers, cactées, arbousiers de Chypre (Arbutus andrachne) ou encore bulbes de tulipes des Indes offertes par la reine Victoria lors de son séjour à Costebelle et au Plantier en 1892), Paul Bourget rebaptise son domaine hyérois « Le Plantier de Costebelle ».

Le Plantier de Costebelle, lieu de villégiature de Paul Bourget, hivernant hyérois entre 1896 et 1935
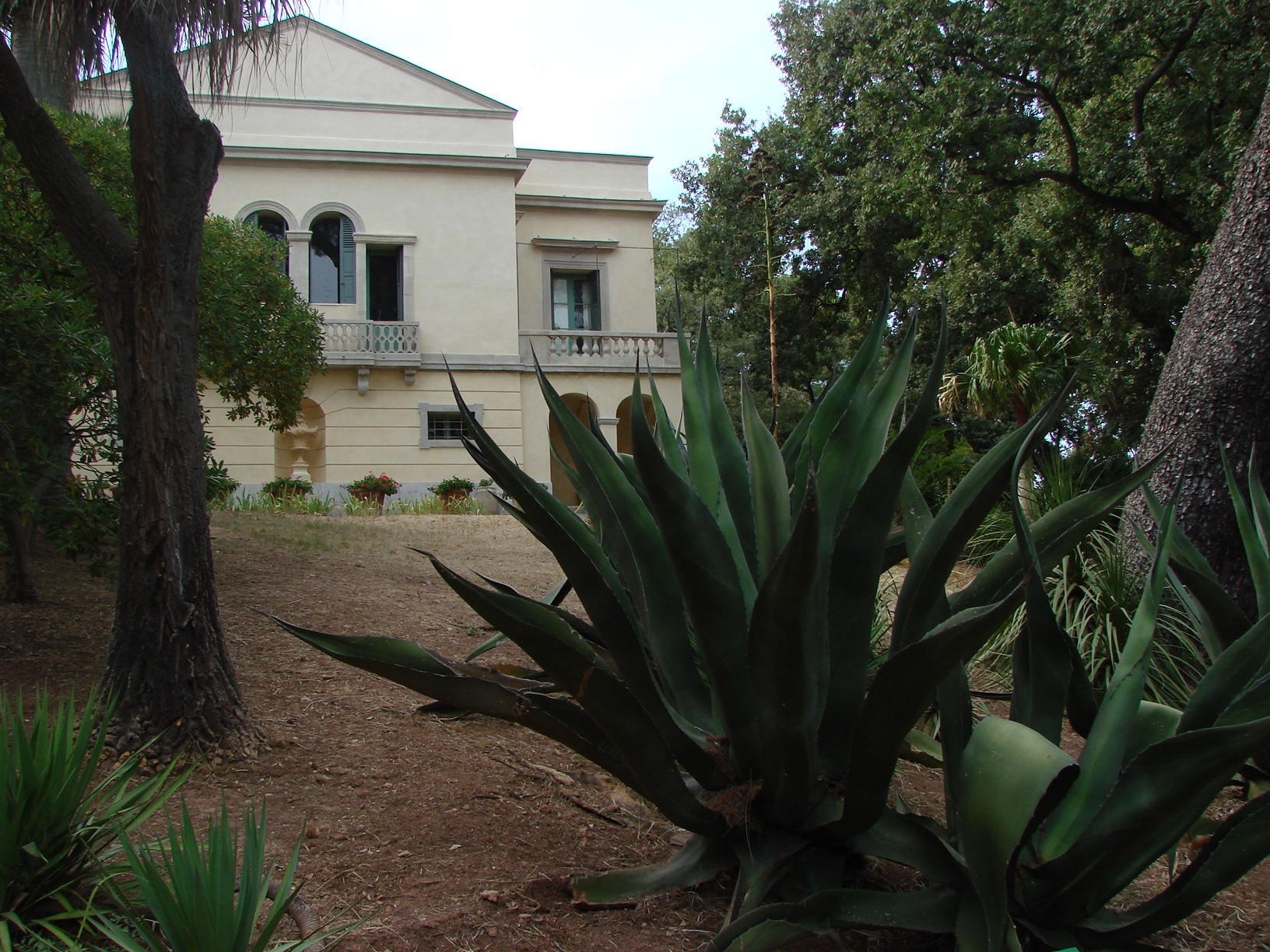
Le Plantier de Costebelle, où le romancier et académicien reçoit de nombreuses personnalités entre 1896 et 1935 : André Gide, Maurice Barrès, Bordeaux[72].
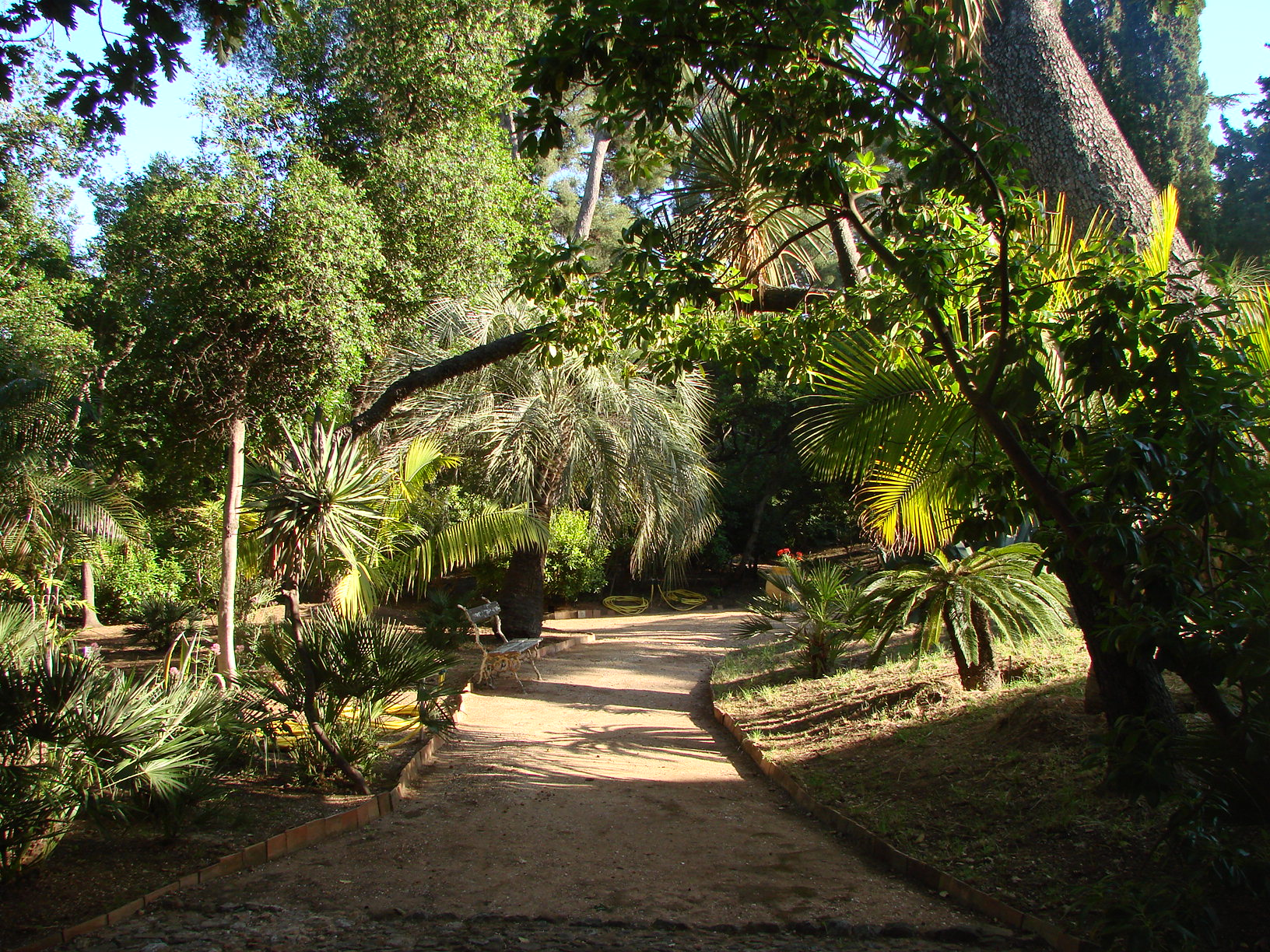
Le parc exotique du Plantier de Costebelle, ermitage hyérois où Paul Bourget accueille Eugène-Melchior de Vogüé, Edith Wharton, et Henry James[72].
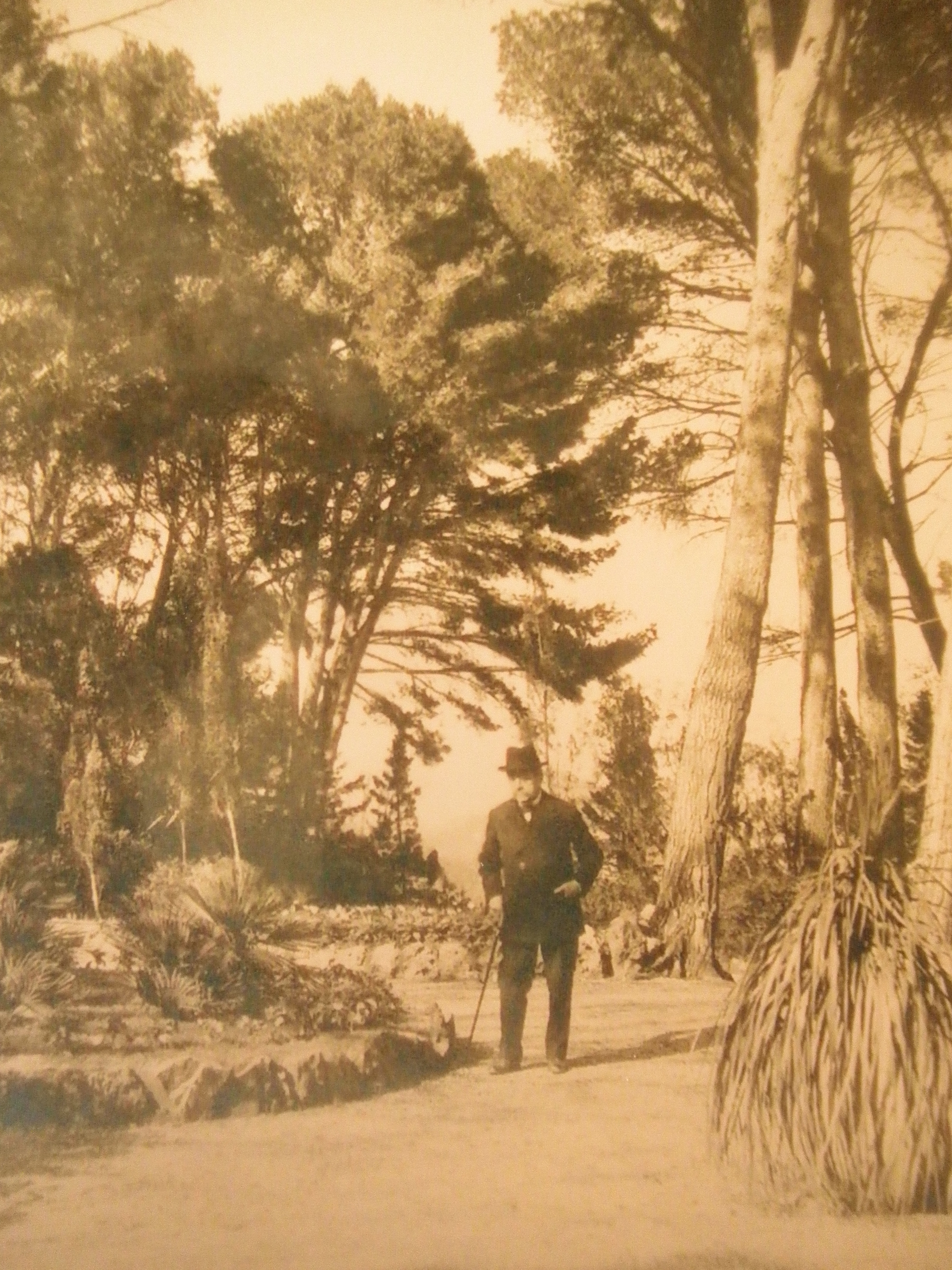
Paul Bourget dans son parc au Plantier de Costebelle (vers 1919).
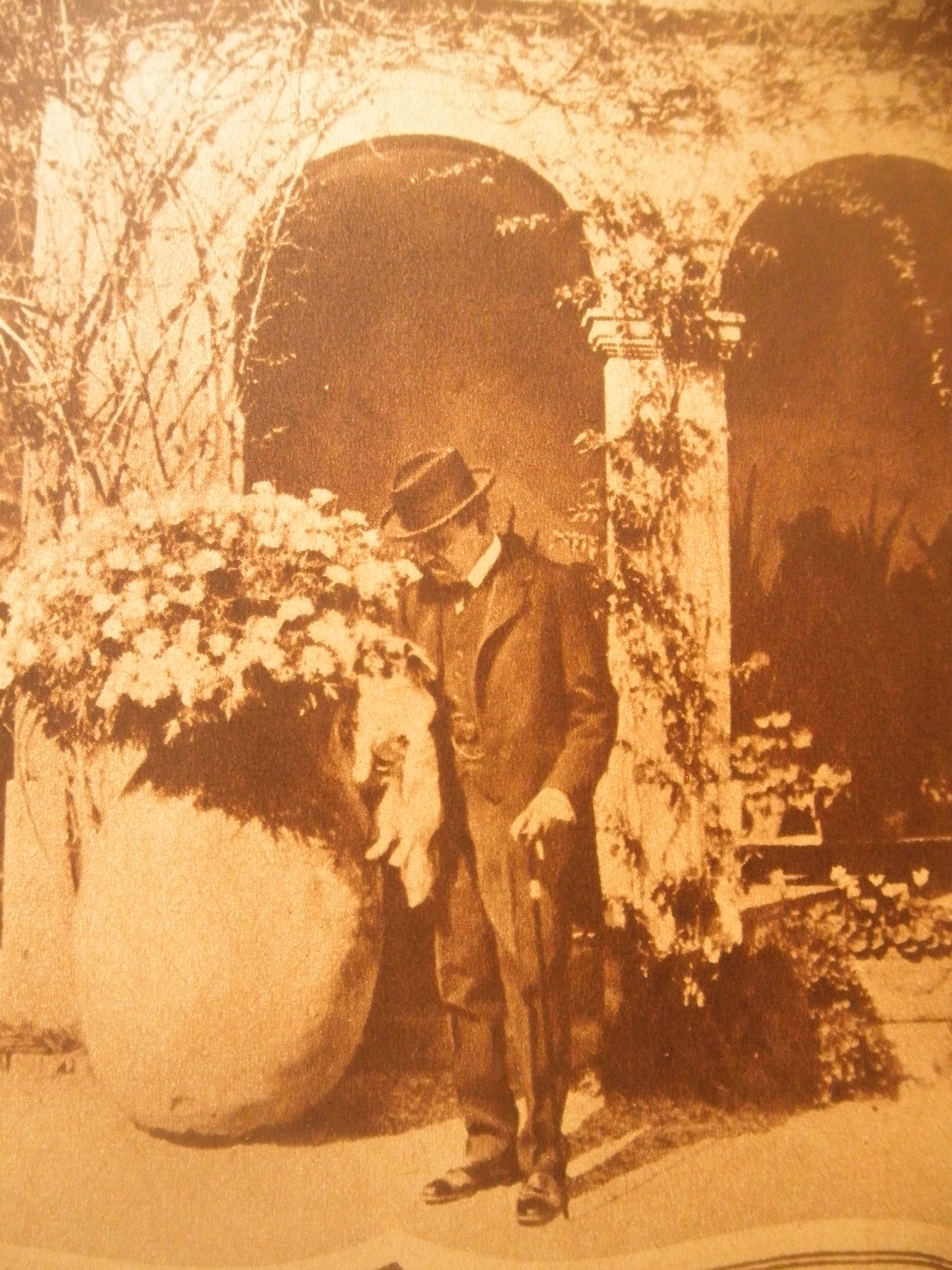
Paul Bourget au Plantier de Costebelle (vers 1923, photo Marius Bar).
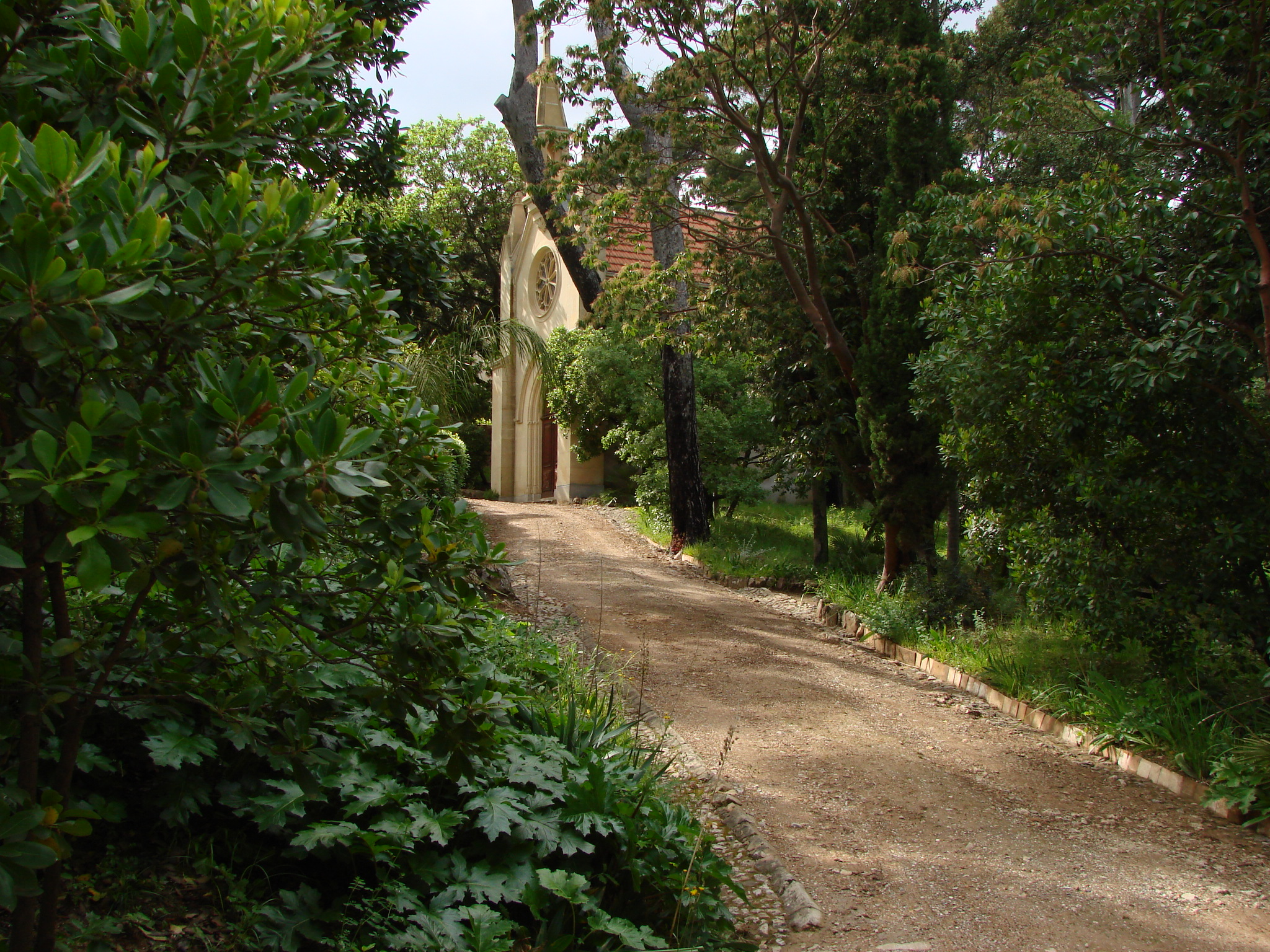
La chapelle du Plantier de Costebelle, édifiée en 1857 par la baronne de Prailly et ou était exposé Le Retable de la Trinité de Bartolo di Fredi[72].
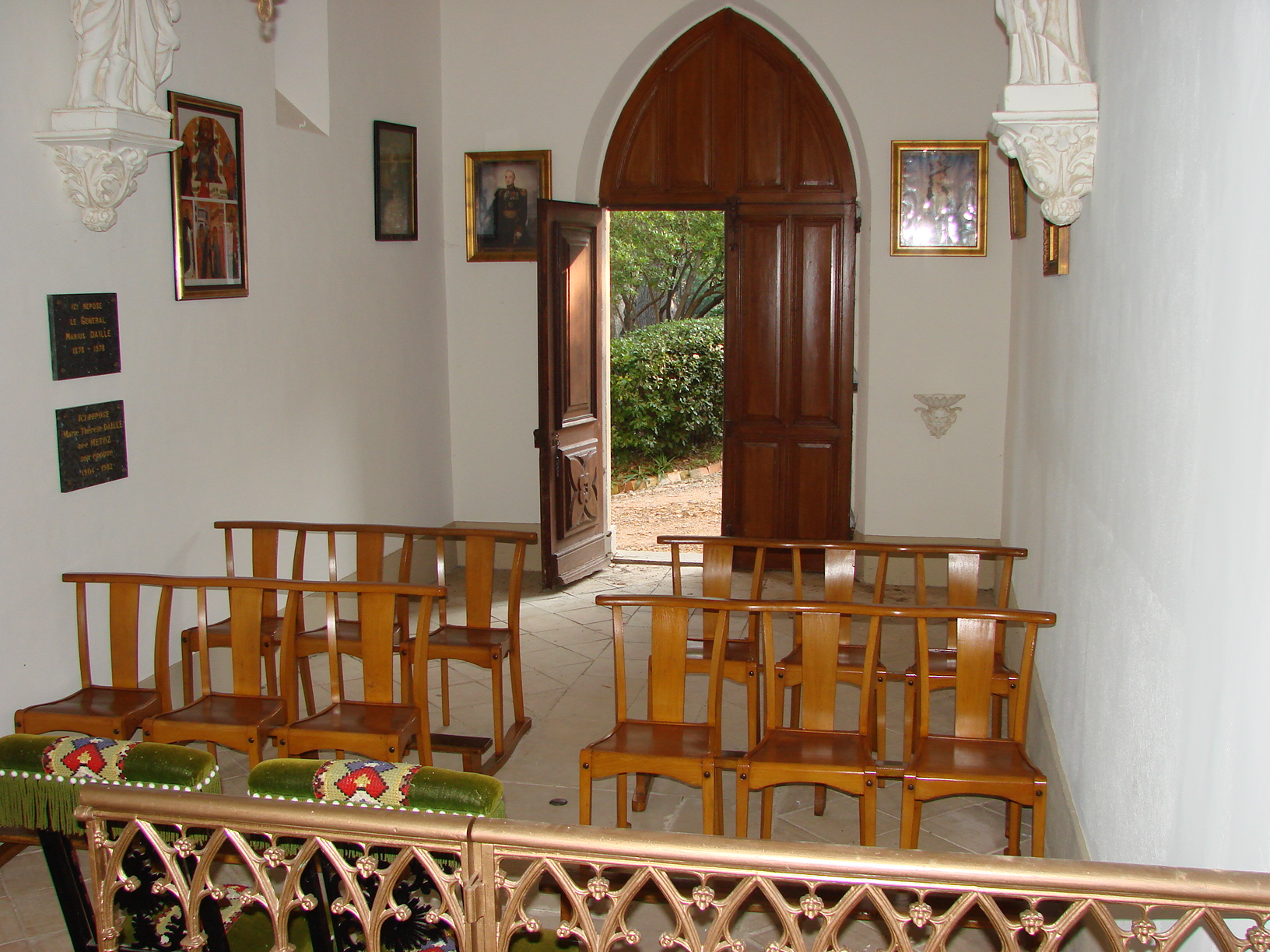
La chapelle du Plantier et la sépulture du général Daille, son portrait et une reproduction du Retable de La Trinité.

C'est sans doute l'endroit où il a le plus et le mieux travaillé. Il réside au premier étage du bâtiment où son bureau avait été autrefois la chambre de Monseigneur Dupanloup (évêque d'Orléans et habitué des lieux). Latiniste distingué, le romancier disait de cette maison : « Parva sed apta mihi » (« elle est petite mais me convient ») reprenant le début d'un célèbre distique gravé sur le frontispice de la maison de l'Arioste à Ferrare. Paul Bourget reçoit au Plantier nombre de personnalités (littéraires, politiques, médicales, militaires) : Edith Wharton, Maurice Barrès, Edmond Jaloux, le professeur Grasset, Pierre Benoit, Jean-Louis Vaudoyer, Henry Bordeaux, Charles Maurras, Francis Carco qui relate dans Bohème d'artiste le cambriolage que subit son hôte au plantier, Matilde Serao, André Beaunier, le compositeur Paul de Richard d'Ivry, Gabriel Hanotaux, alors ministre des Affaires étrangères, le professeur Charles Richet, Émile Ripert, William James, en 1900, José-Maria de Heredia, André Gide, le maréchal Joffre, le général Nivelle, Henry James, Gérard Bauër, Gaston Jollivet ou même Lady Randolph Churchill. Très proche des milieux aristocratiques parisiens qu'il fréquente au travers des salons (notamment celui d'Isabelle d'Harcourt, marquise d'Argenson), il poursuit ces relations mondaines en hiver à Costebelle en rendant souvent visite aux voisins immédiats du Plantier : le comte et la comtesse de Léautaud Donine qui habitent la Villa Léautaud.

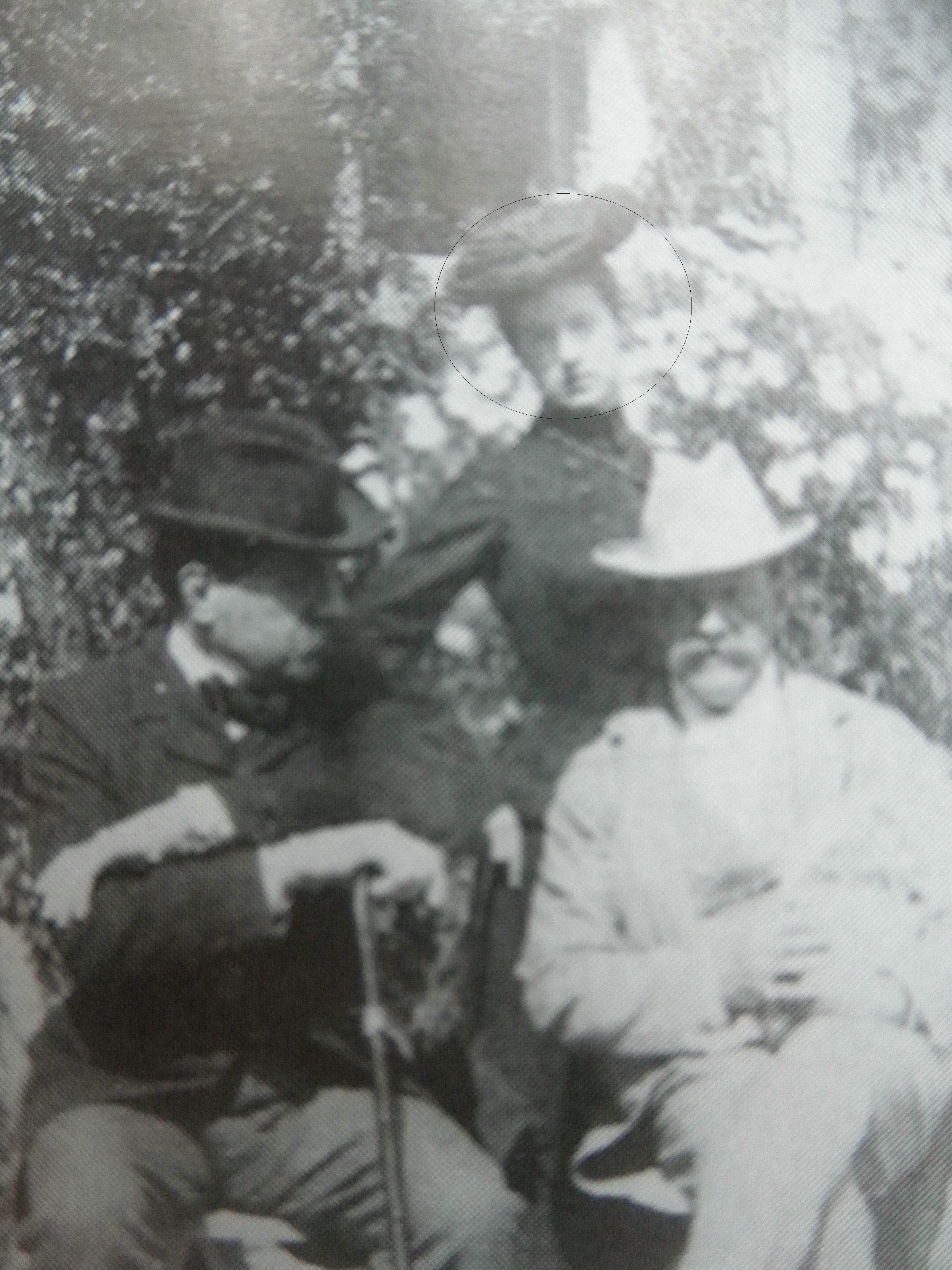
Paul Bourget, Teddy Wharton et Minnie Bourget (cercle) au Plantier de Costebelle en janvier 1904.

Charles Maurras décrit l'univers de la propriété hyéroise dans lequel Bourget se retire du monde pour se livrer à de profondes réflexions :

« […] Encore n’est-ce pas Hyères que Bourget a choisie, c’est Costebelle. Costebelle est un admirable pli d’une montagne couverte de pins, qui interdit aux hôtels et aux casinos la vue des îles et de la mer. On a laissé à Costebelle presque toute la sauvagerie primitive. Son enceinte de vieux bois résineux n’a souﬀert d’aucune impiété. Quelques jardins y sont enclavés avec discrétion et prudence. La maison de M. Bourget s’appuie à cette molle pente que la nature a chargée de bois. Elle est entourée de parterres faits de main d’homme. Là, vingt essences, étrangères ou indigènes fraternisent. J’ai remarqué qu’elles se mélangent sans se heurter et cependant sans se confondre. Quelqu’un a senti qu’il ne fallait rien outrer, et ménager les transitions. Aloès et palmiers accueillent les yuccas et raccordent l’étrangeté de ces Africains avec les arbustes naturels au pays. De grands cèdres tournoient paresseusement vers le ciel. Enﬁn, au milieu des aubépines presque géantes, de vastes champs de roses font une nappe de parfum. Parmi ces roses de toutes sortes et de toutes nuances, le soufre et le feu jusqu’au blanc pur et au rouge vif, M. Bourget me montre, dans un calice qui s’effeuille, de grandes cétoisnes bronzées [sic], mortes de plaisir dans la nuit : « Voilà, dis-je, des roses, prises du jardin d’Épicure » […] et voilà Paul Bourget qui me conduit au détour d’une allée devant un petit monument novo-gothique en pierre du pays : c’est la chapelle du jardin. La messe y est dite chaque dimanche et, tous les jours de la semaine, l’auteur du Disciple mesure le degré de ses analyses à l’ombre austère de cette croix. […] »

— M. Paul Bourget dans son jardin, Charles Maurras, « La Chronique des livres », tome I, juin - décembre 1900, p. 35-38.
Paul Bourget ne désespère pas de recevoir à Costebelle son ami Jules Claretie. Lorsque le romancier offre à ce dernier ses Œuvres complètes, il y joint un envoi autographe avec un dessin original à la plume avec la légende suivante : « Caricature de ma maison de Costebelle, Le Plantier, pour prier mon ami Claretie d'y venir voir son dévoué. Paul Bourget ».

### Paul Bourget, collectionneur d'art

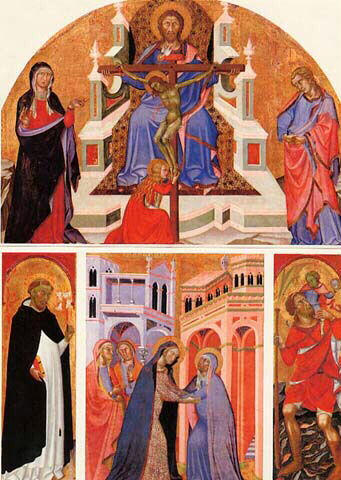
Bartolo di Fredi, Retable de la Trinité (1397), collection Paul Bourget.

La chapelle du Plantier, construite en 1857 mais d'un style néogothique bien différent de l'architecture italienne de la maison est bénie pour la première fois par le père Lacordaire, directeur de conscience de la baronne de Prailly. Cinq statues religieuses sont à remarquer à l'intérieur : saint Joseph, saint Dominique, saint Vincent de Paul, la Vierge et sainte Catherine d'Alexandrie. Cet édifice ogival sert d'écrin à plusieurs tableaux primitifs italiens de l'école siennoise, acquis par l'écrivain lors de ses voyages en Italie. Paul Bourget est en effet un amateur d'art et un expert en histoire de l'art. Ainsi, par exemple dans une de ses nouvelles les plus connues, La Pia, il relate sa découverte d'une œuvre siennoise dans une église de la région de Castelfiorentino (le couvent San Sébastiano de Montajone). Bourget, en parfait professionnel date cette tablette de Biccherna de 1471 et propose des noms d'artistes de l'époque pour l'attribuer. Il agit par conséquent en historien d'art plus qu'en amateur. C'est avant tout un collectionneur. Paul et Minnie Bourget fréquentent les antiquaires de Pérouse et de Rome, et sont de grands admirateurs de la collection de Victor Martin Le Roy.
Le Retable de la Trinité (1397) de Bartolo di Fredi, panneau provenant de la Basilique San Domenico de Sienne, est la pièce majeure de sa collection. Cette œuvre a été offerte en dation au musée des beaux-arts de Chambéry par le descendant par alliance de Paul Bourget, le général Marius Daille, inhumé dans cette même chapelle.

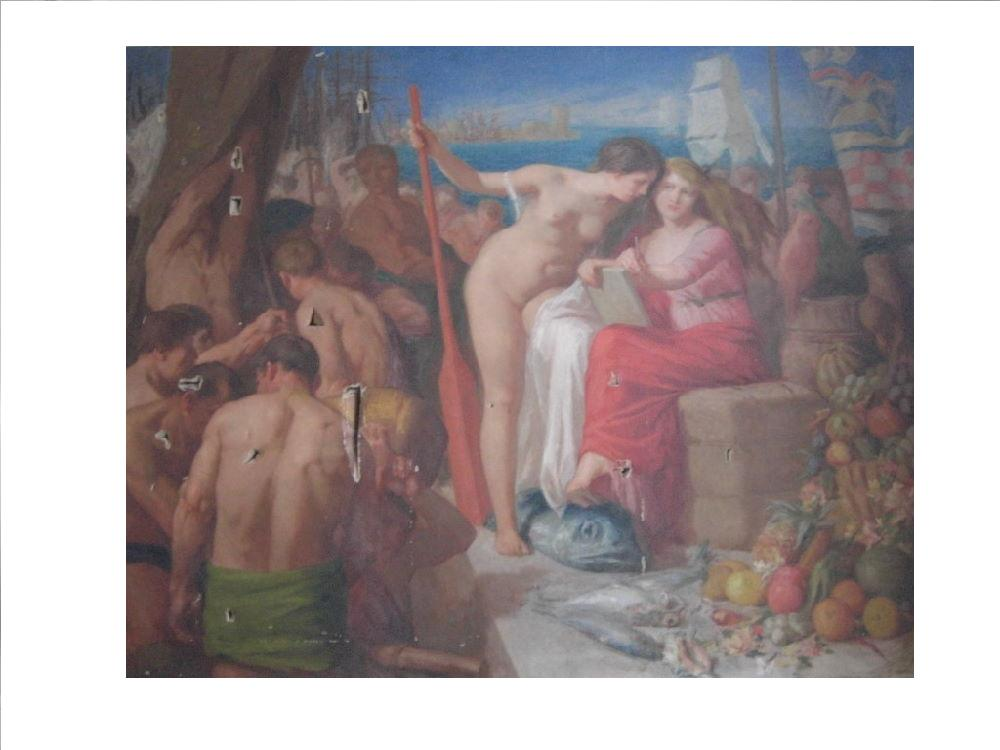
Peinture de 1900, Camille Bourget.

Tout au long de sa production littéraire, le romancier évoque cet attrait de la « collection », notamment de tableaux anciens italiens : dans Une idylle tragique (1896), les héros visitent la collection d'antiques du prince Fregoso alors que dans la nouvelle L'Adoration des mages (1897), Bourget met en scène un pittoresque collectionneur de primitifs italiens. Dans Le Fantôme (1901) il évoque un vieux célibataire entouré d'une collection d'objets italiens du XVe siècle. Ce sont encore des collectionneurs que l'on croise en lisant Monique (1902) ou L'Émigré (1907), dans le cadre du château des Claviers-Grandchamps ou un expert, croyant reconnaître un Vinci, dans la nouvelle La Dame qui a perdu son peintre (1910). La Seconde Mort des Broggi-Mezzastris, nouvelle parue en 1904, semble prédire de façon prémonitoire et inconsciente l'avenir de la collection de tableaux de Paul Bourget lorsque l'écrivain évoque l'histoire d'une collection privée léguée à la ville de Bologne. Enfin, le hall d'entrée du Plantier est orné de peintures de Camille Bourget, demi-frère de Paul. Le romancier a déjà eu recours au talent de Camille Bourget lorsqu'il lui commande un portrait de Jules Barbey d'Aurevilly en 1889.

### Dernières années

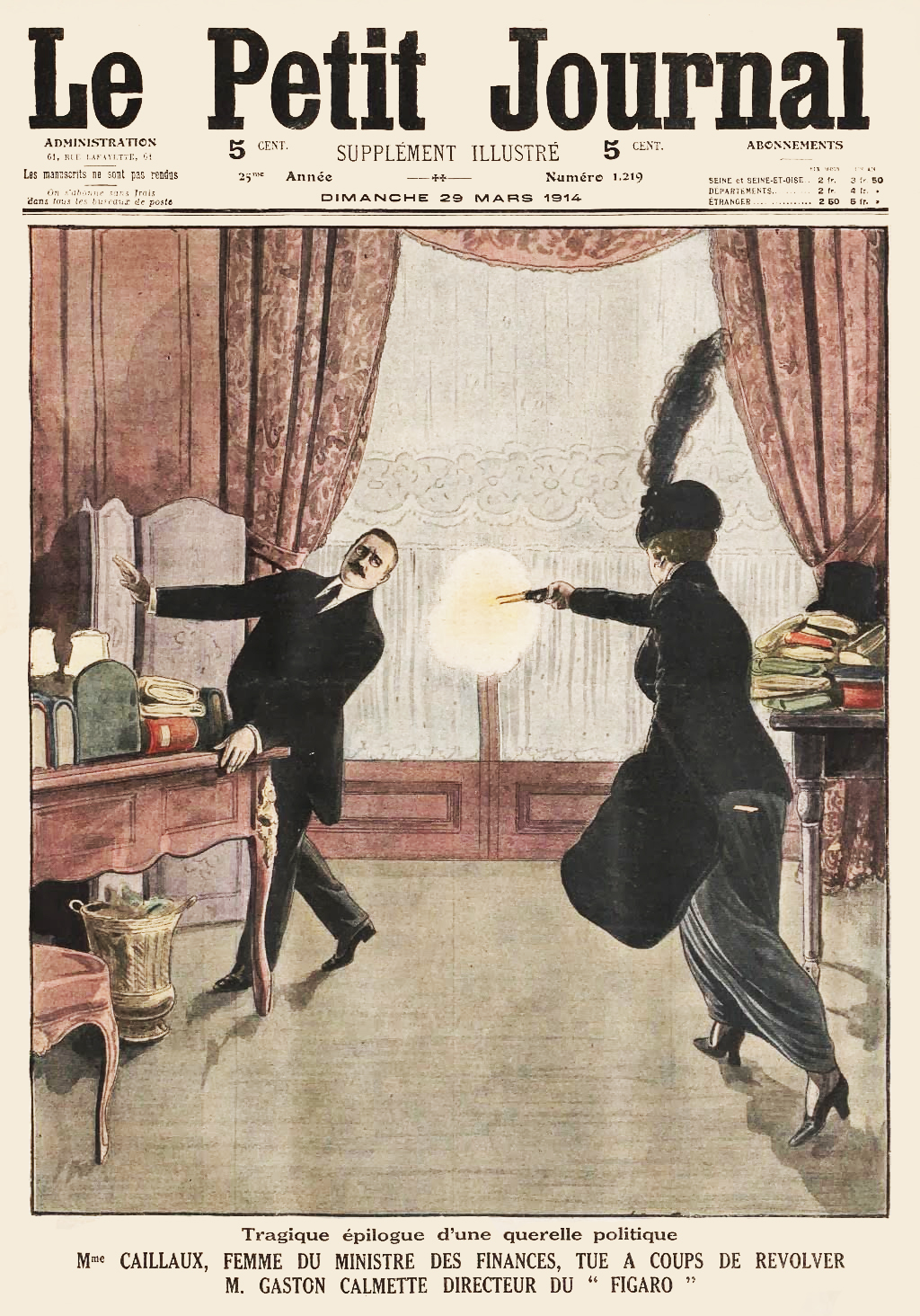
Le 16 mars 1914, Paul Bourget est témoin de l'assassinat du directeur du Figaro, Gaston Calmette par Henriette Caillaux.

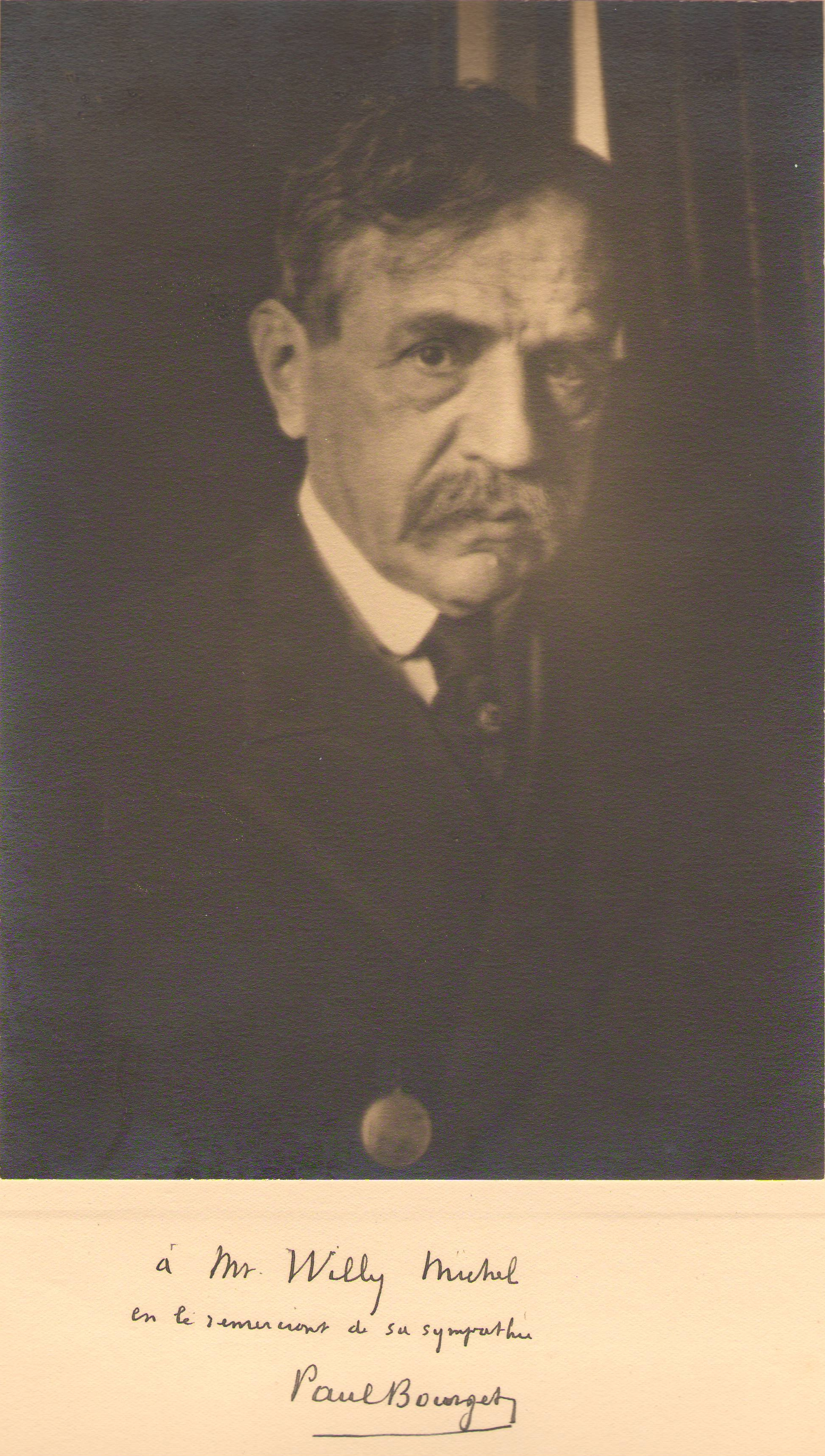
Paul Bourget dans ses dernières années.

Paul Bourget est le témoin involontaire de l'assassinat du journaliste Gaston Calmette, dans les bureaux du Figaro, en mars 1914, tué par Mme Caillaux, ulcérée par la campagne de dénigrement lancée contre son mari, le ministre des Finances du gouvernement Doumergue, Joseph Caillaux.

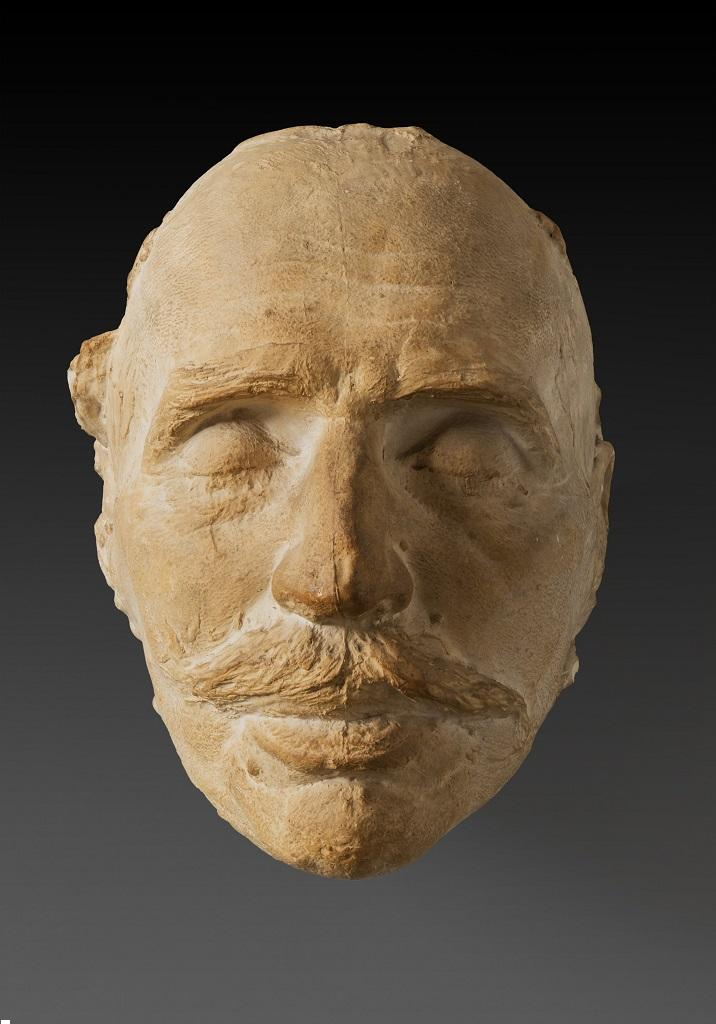
Masque mortuaire de Paul Bourget au Plantier de Costebelle.

Bourget ne quitte plus son appartement de la rue Barbet-de-Jouy à Paris durant ses dernières années, appartement décrit par Henry Bordeaux qui explique que « Le fond du cabinet de travail, au-dessus de la cheminée, était occupé par une copie, par son frère Camille, de la fresque de Luini qui représente l'Adoration des rois mages et qui est au musée du Louvre. Sur la cheminée s'entassaient des photographies de ses amis. Contre les fenêtres, les parois étaient consacrées aux lettres : une belle copie de la George Sand de Delacroix, un portrait d'Hippolyte Taine, un Melchior de Vogüé, qu'il avait eu en grande amitié, le masque mortuaire de Tolstoï ». Il ajoute : « Les livres avaient mangé tout le reste : un Balzac complet, un Taine, un Walter Scott, et les chefs de file préférés, Bonald, Joseph de Maistre, Le Play, Fustel de Coulanges. La littérature contemporaine s'entassait comme elle pouvait sur les meubles : elle n'avait pas ses préférences, elle n'avait pas servi à la formation du cerveau ». Eugène Marsan remarque lui des tableaux anciens de Pietro Longhi, représentant des personnages de carnaval. Il s'agit en fait de fixés sous verre vénitiens du XVIIIe siècle.
Le 28 juin 1920, aux côtés du sénateur Raymond Poincaré, l'écrivain inaugure le buste de Stendhal et prononce à cette occasion un discours. Le 14 octobre 1923, il préside l'inauguration d'une plaque commémorative à la gloire de Jules Barbey d'Aurevilly, un de ses maîtres, rue Rousselet à Paris. Le 15 décembre 1923, le théoricien du roman psychologique réunit amis et admirateurs à la Maison de Balzac. Il y prononce un discours à l'occasion de son jubilé littéraire : « Cinquante années dévouées au service des Lettres ». C'est encore à Paul Bourget que l'on fait appel pour inaugurer au Jardin du Luxembourg un monument à la mémoire de Gabriel Vicaire. En 1924, il parraine l'abbé Henri Bremond lors de sa réception à l'Académie française. Le 19 novembre 1925, Paul Bourget et le maréchal Lyautey parrainent Louis Bertrand, reçu à l'Académie française au fauteuil de Maurice Barrès. En novembre 1926, il est sacré « Maréchal des Lettres françaises » par la société des Amis de Pascal. Le 28 juin 1931, il inaugure une stèle commémorative à la gloire d'Hippolyte Taine dans le petit square des Invalides (devenu depuis le square d'Ajaccio) sous la forme d'un médaillon de bronze dû à Oscar Roty (1928). C’est sa dernière apparition en public.

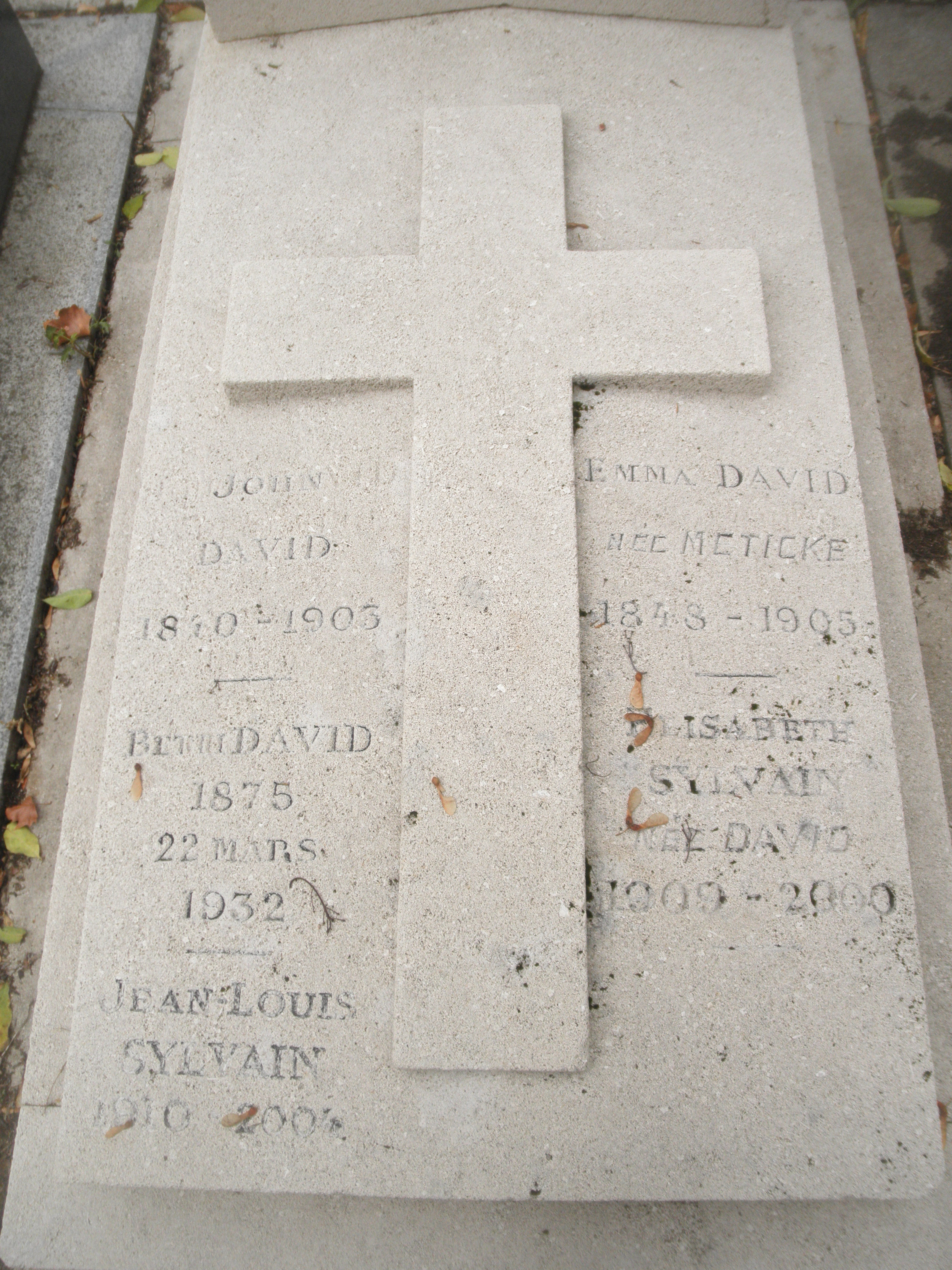
La tombe de John, Emma et Betti David au cimetière du Montparnasse,.

Durant l'hiver 1925, Minnie Bourget se casse le col du fémur en descendant de voiture sur l'esplanade du Plantier. Les Bourget y sont immobilisés pendant une grande partie de l'année 1926. Bourget y écrit Le Danseur mondain. À cette chute succède une dégénérescence mentale. Paul Bourget, pour se rapprocher de la clinique du Vésinet où Minnie Bourget est hospitalisée, ne revient plus à Hyères. Il écrit son dernier roman, Le Diamant de la Reine, à dimension autobiographique. Mme Bourget meurt en octobre 1932. C'est l'année ou le sculpteur Paul Roussel lui offre pour ses 80 ans une médaille de bronze représentant le romancier de profil.
Très gravement malade à partir de septembre 1934, à Chantilly, Paul Bourget vit ses derniers mois à la maison de santé des Frères de Saint-Jean-de-Dieu, rue Oudinot, à Paris. Il meurt chez lui, dans le 7e arrondissement de Paris, le matin de Noël 1935. Le 27 décembre 1935 ont lieu ses obsèques. La cérémonie religieuse se déroule en l'église Saint-François-Xavier où la messe est célébrée par l'abbé Pellerin et présidée par le cardinal Verdier, en présence du garde des Sceaux, Léon Bérard. Le cortège funèbre passe devant l'Hôtel des Invalides ; les professeurs Maurice Chevassu et Charles Fiessinger qui l'avaient soigné, Lucien Corpechot, René Doumic, Henry Bordeaux, le maréchal Pétain, et Saint-René Taillandier tiennent les cordons du poêle. Bourget est inhumé au cimetière du Montparnasse à Paris, aux côtés de son épouse.

Photographies de la bibliothèque numérique Gallica (Bibliothèque nationale de France) et de la revue L'Illustration
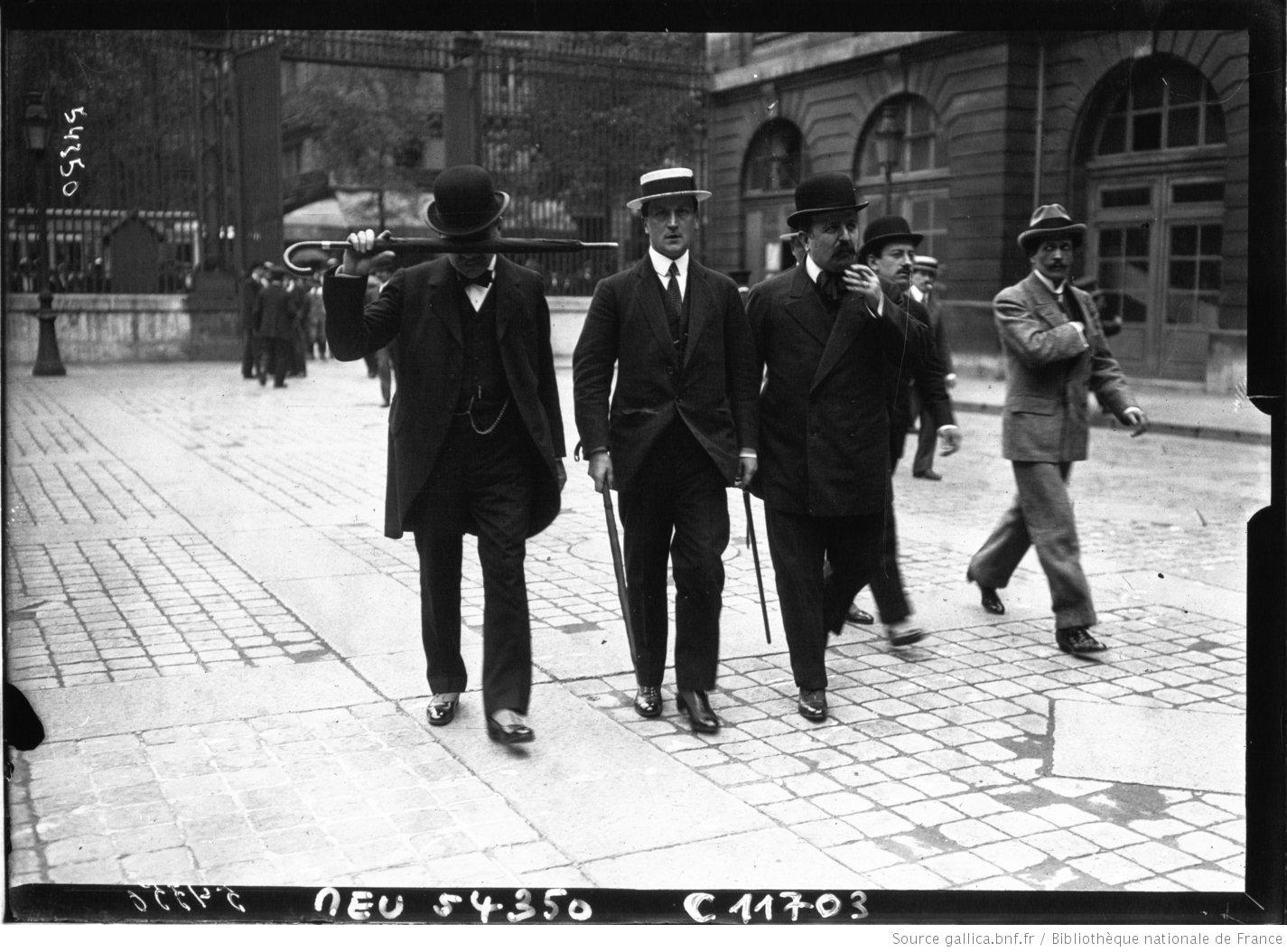
Le procès Caillaux : Paul Bourget et Latzarus du Figaro, 1914 (Bourget se protège du photographe au moyen de son parapluie).
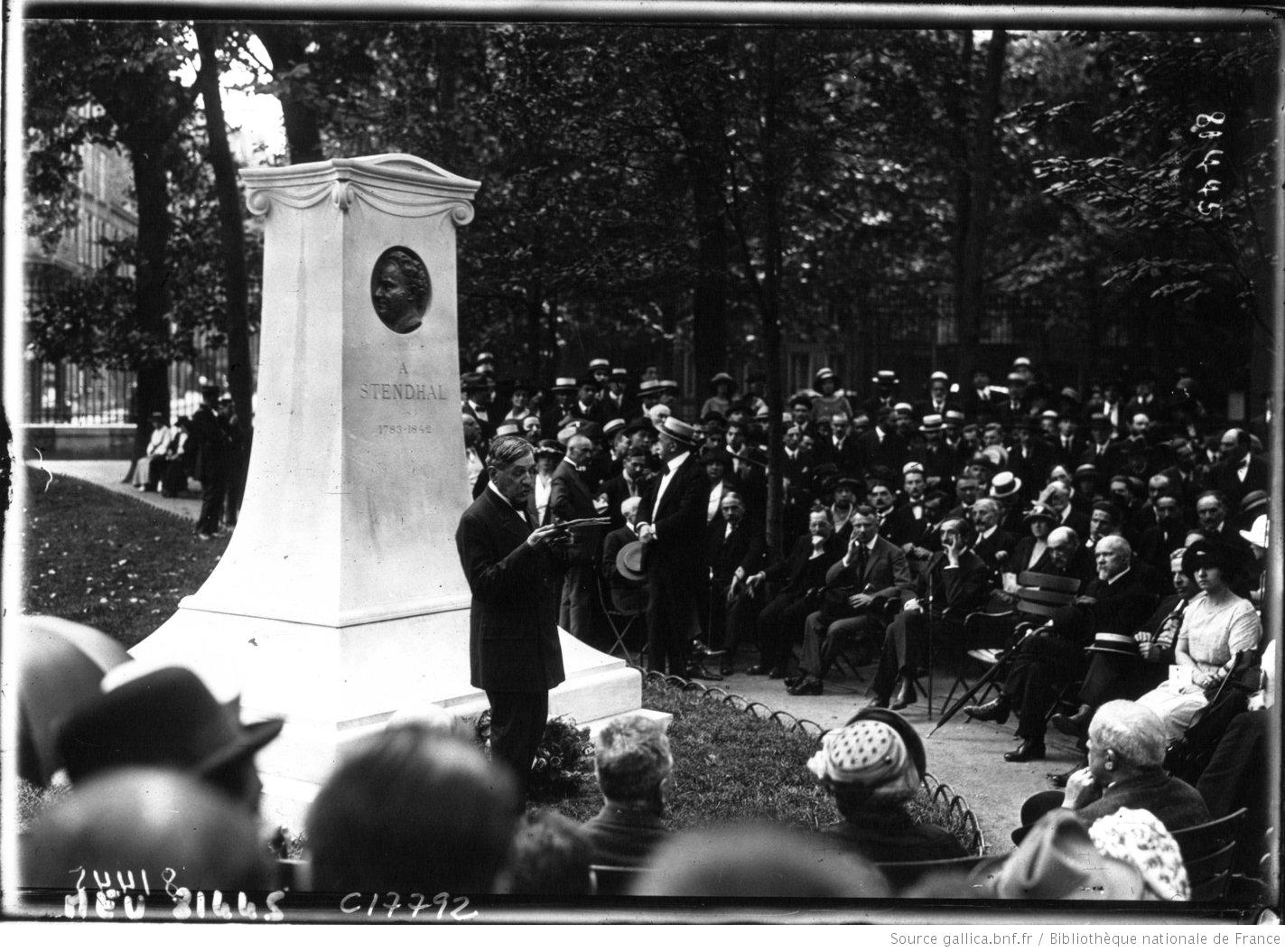
Inauguration du monument médaillon à Stendhal au Luxembourg par Paul Bourget en présence de Raymond Poincaré, 1920.
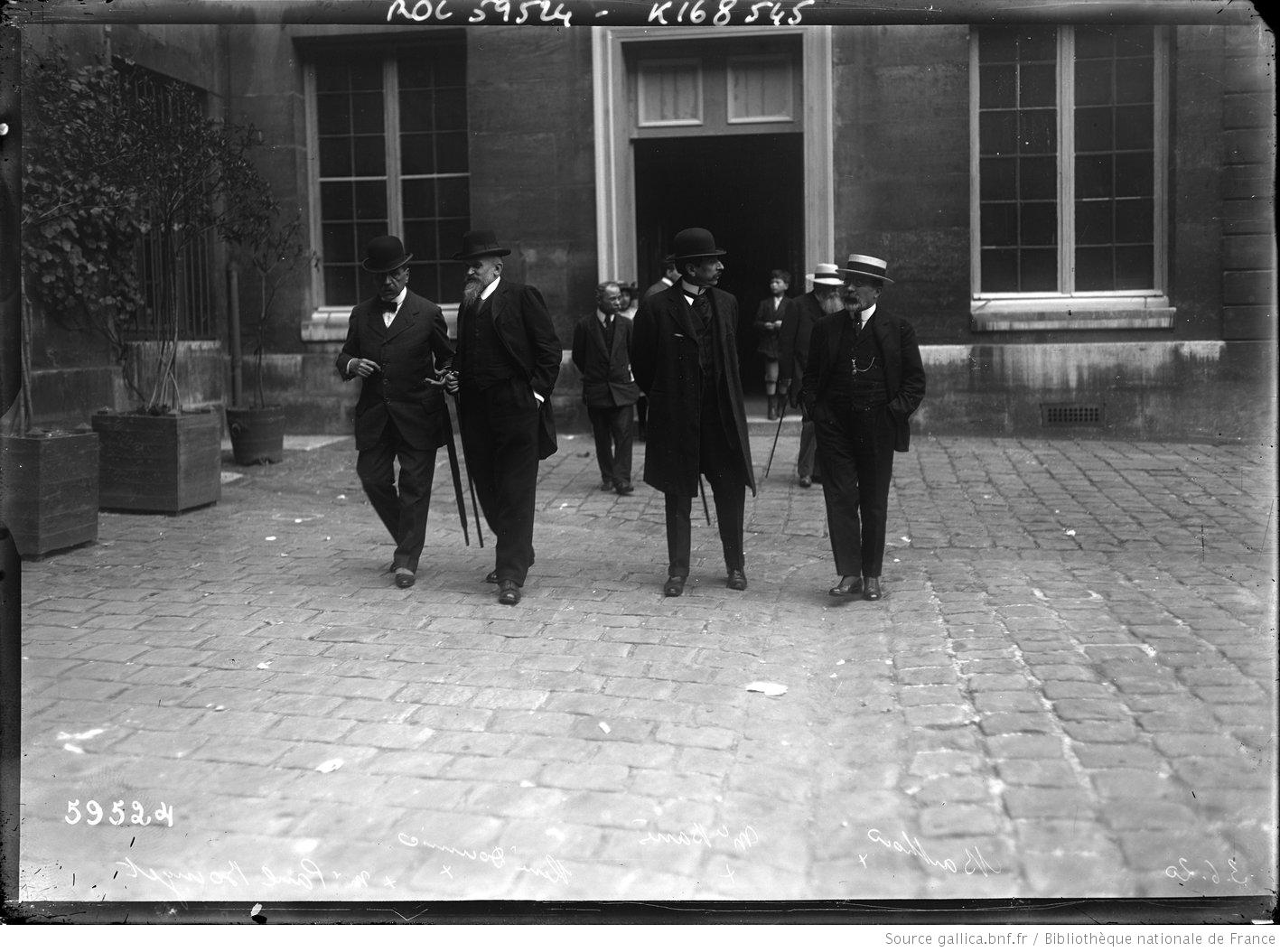
P. Bourget, René Doumic, Maurice Barrès et Louis Barthou le 3 juin 1920 sortant de l'Académie française.
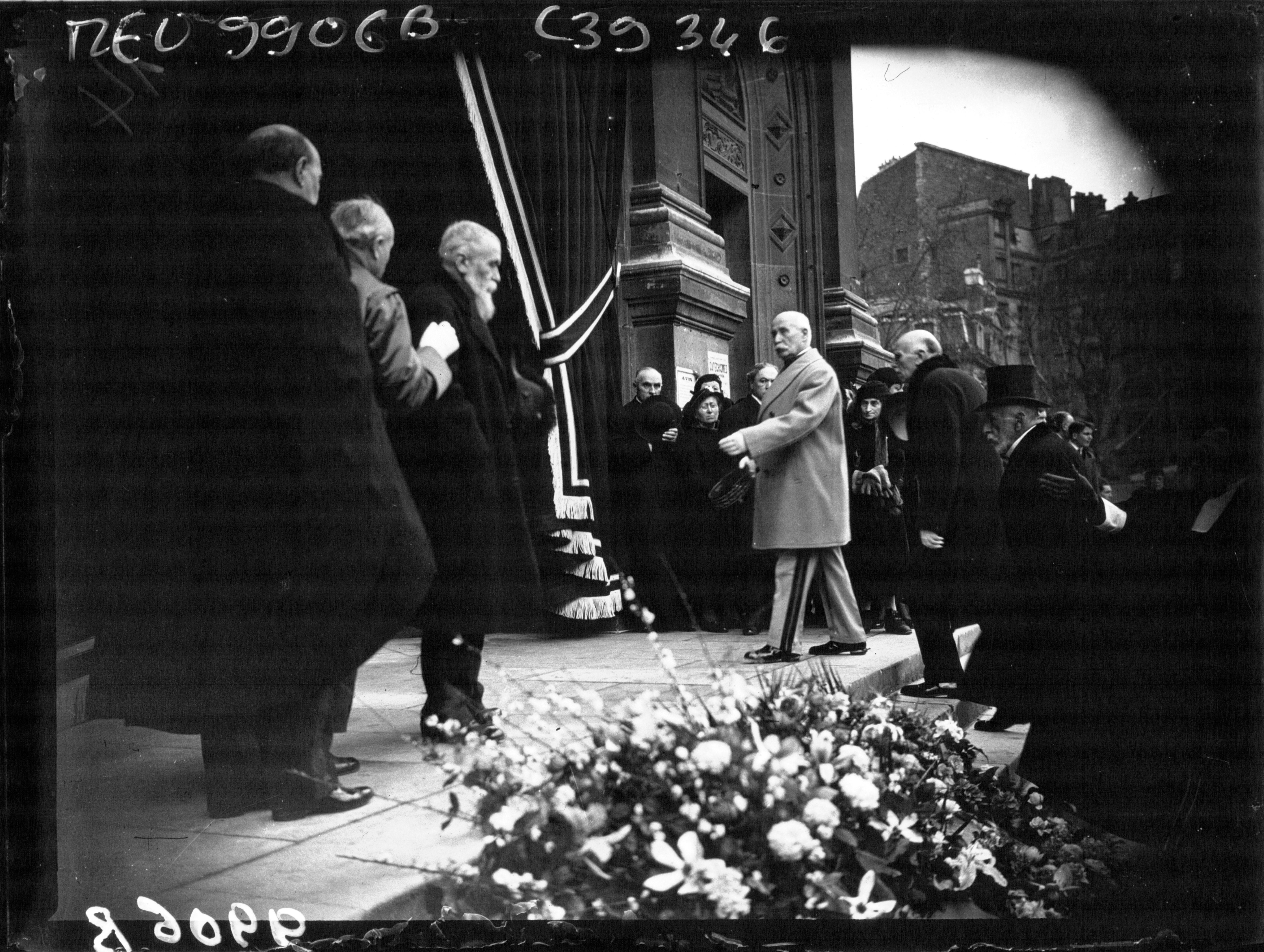
Le maréchal Pétain aux obsèques de Paul Bourget avec René Doumic (barbe blanche, de profil), 1935.
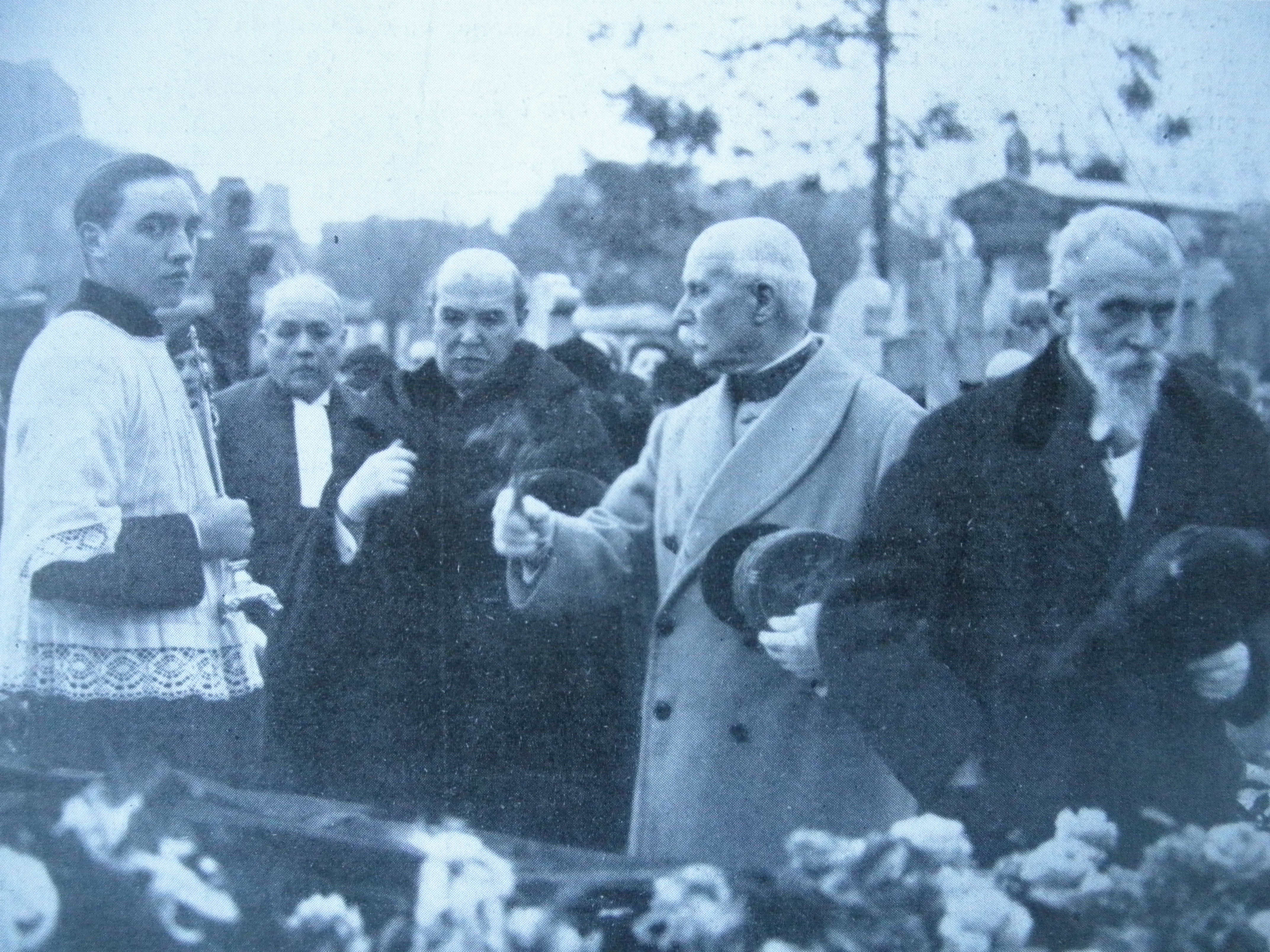
H. Bordeaux, le maréchal Pétain et R. Doumic au cimetière du Montparnasse devant le cercueil.

### Décorations
Paul Bourget est nommé chevalier de la Légion d'honneur par décret du 11 juillet 1889 rendu sur rapport du ministre de l'Instruction publique. Il est promu officier de Légion d'honneur, parrainé par François Coppée, le 10 octobre 1895, puis promu commandeur de la Légion d'honneur et reçu en cette qualité par le maréchal de France Joseph Joffre le 10 août 1923. Paul Bourget est élevé à la dignité de grand officier de la Légion d'honneur le 2 septembre 1931, parrainé par le maréchal de France Philippe Pétain et à celle de grand-croix, le 27 août 1935.
- Parrainage de Coppée, Joffre et Pétain[102]

Parrainage de Coppée, Joffre et Pétain
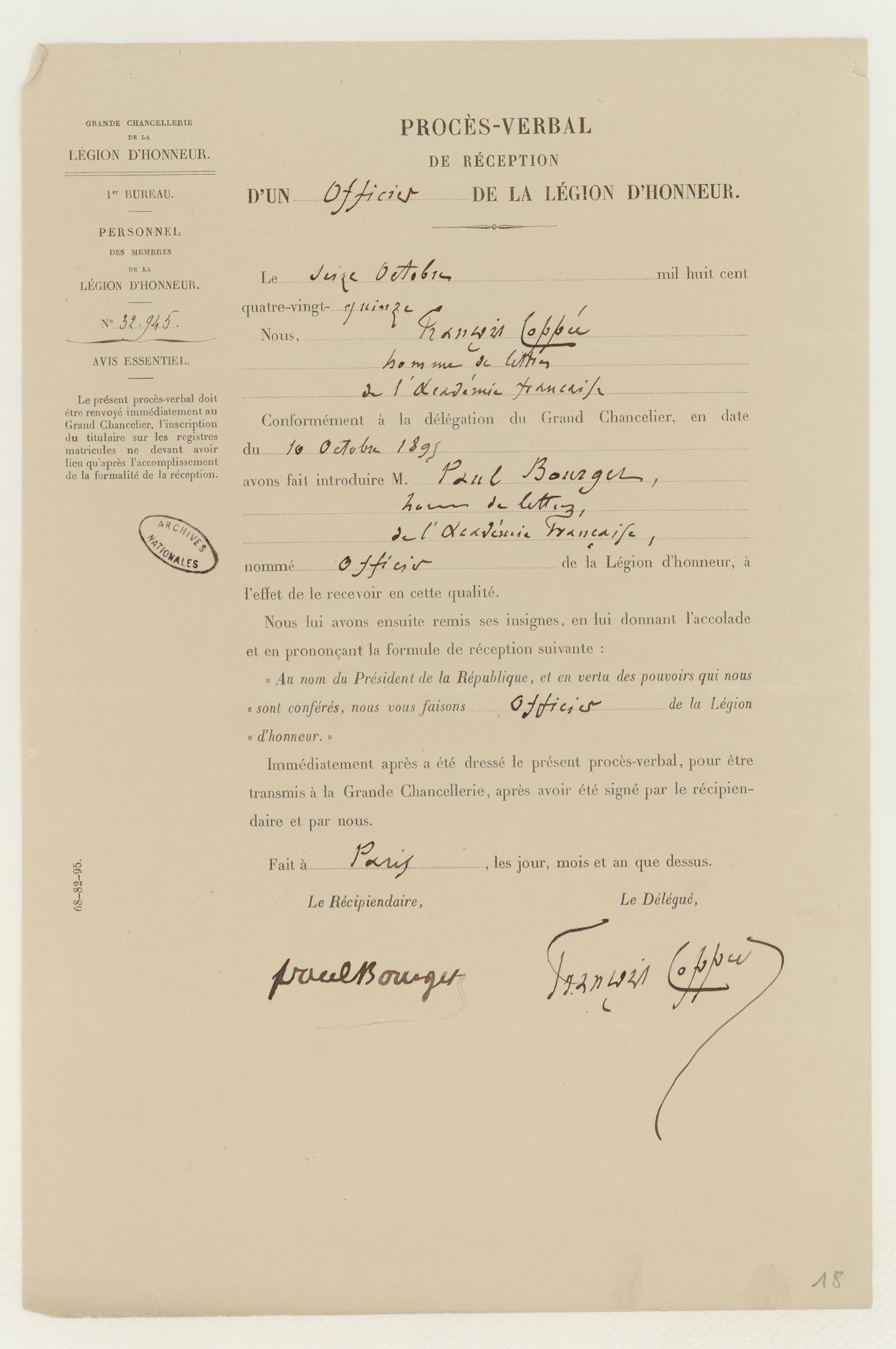
1895.
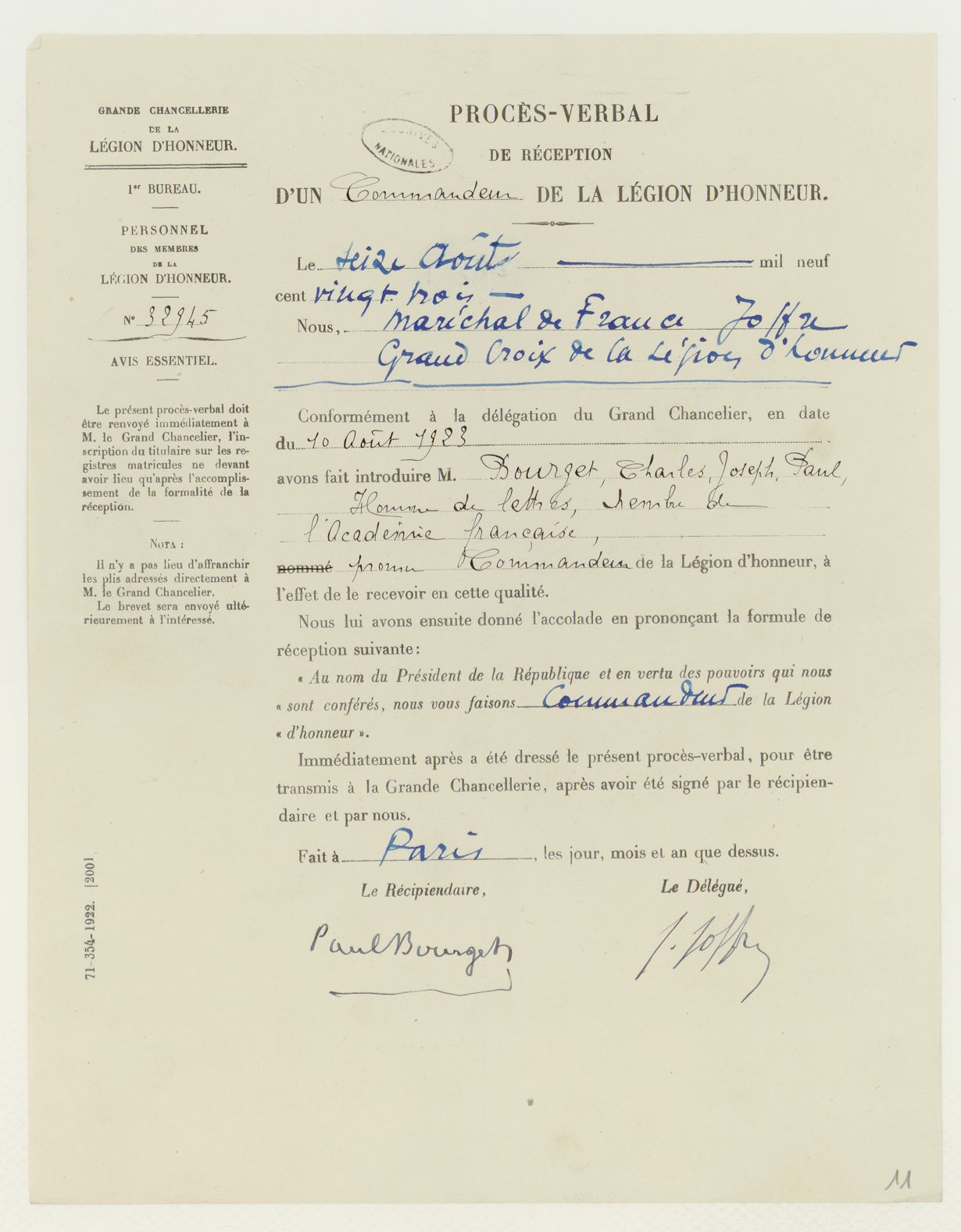
1923.
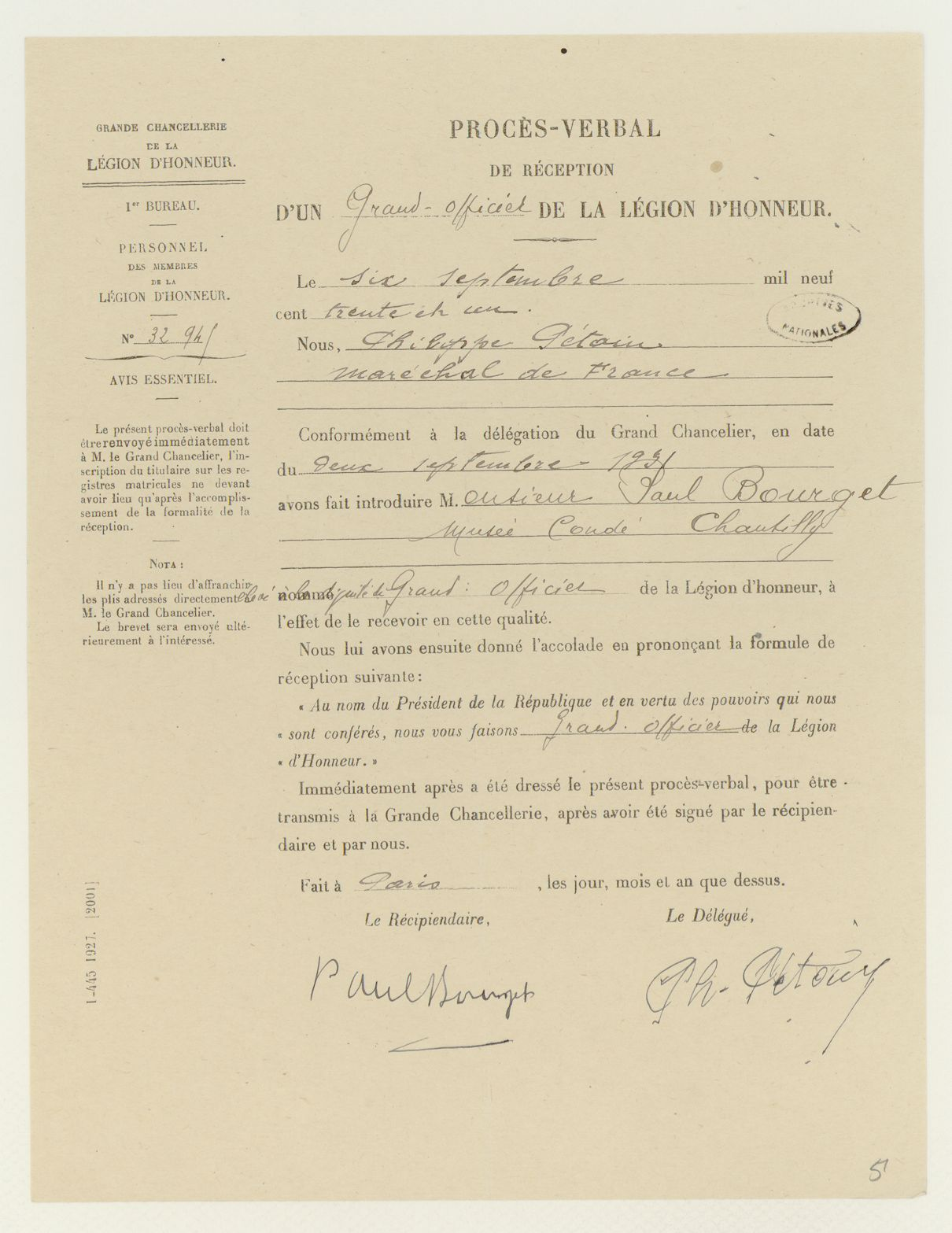
1931.

## Opinions de Paul Bourget
La pensée politique de Paul Bourget trouve sa source d'inspiration et ses fondements dans les idées développées par les chefs de file français et théoriciens de la contre-révolution et de la pensée chrétienne du XIXe siècle. Les philosophes Louis de Bonald et Joseph de Maistre, l'historien Fustel de Coulanges, le sociologue Frédéric Le Play et l'écrivain Honoré de Balzac,, disciple de Bonald,, sont à la base des choix doctrinaux traditionalistes du romancier. Dans un numéro de la Revue hebdomadaire consacré à Paul Bourget, Marcel Bouteron a analysé le culte de cet homme de lettres pour Balzac : « Paul Bourget est balzacien ; il l'est comme il est catholique : il croit en raisonnant avec toute la force de son intelligence, mais il pratique avec tout le zèle de son cœur ».

### Traditionalisme social par l'engagement politique
Avec Henry Bordeaux et René Bazin, Paul Bourget est, selon Frédéric Fabre, l'un des « 3B », ces auteurs dits de référence pour les milieux catholiques et traditionalistes du début du XXe siècle. Anti-scientisme, défense de la culture classique contre les « barbares », selon ses mots, de l'école républicaine, refus de la liberté de l'art au profit de la responsabilité sociale, autant d'éléments qui entrent en résonance avec le rôle que tient l'Église dans la conservation de l'ordre social et des valeurs classiques. Cette configuration contribue à rapprocher, parfois jusqu'à la conversion, plusieurs écrivains, dont Léon Bloy (1879), Paul Claudel (1886), Bourget (1889), Joris-Karl Huysmans (1892), François Coppée (1897) et Brunetière (1905).

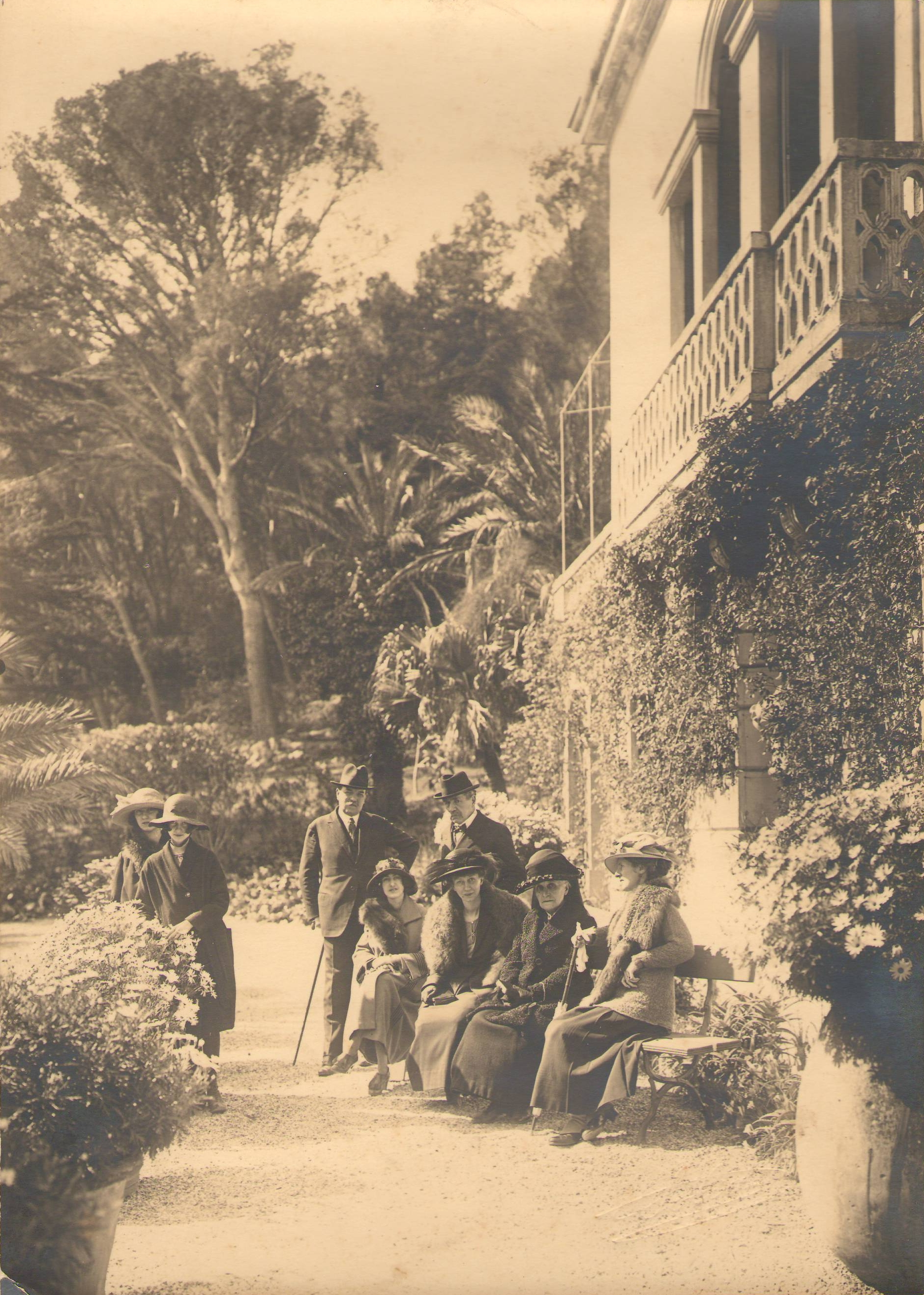
Paul Bourget (à droite) et Henry Bordeaux (avec une canne) au Plantier de Costebelle. Minnie Bourget est assise au premier plan.

 Ces conversions sont suivies dans les années 1900 – 1910 du retour à la foi de plusieurs dizaines d'artistes. Le ton sentencieux et les positions traditionnelles adoptés par Paul Bourget dans ses romans (Charles Maurras dans son Triptyque de Paul Bourget, en 1931, retrace la jeunesse de Paul Bourget et évoque son combat contre le naturalisme) attirent de nombreuses inimitiés dans le milieu littéraire, notamment, chez les écrivains catholiques, parmi eux, celle de Léon Bloy. D'autres, plus compréhensifs, voient en lui un « Zola chrétien [sic] ». Dès 1900 en effet Bourget devient un écrivain engagé, auprès des thèses nationalistes et conservatrices. Dans la pièce de théâtre La Barricade, il exhorte les patrons à poursuivre leur rôle d'exploiteurs et appelle à reprendre la lutte de classe au profit de la bourgeoisie.
Ainsi donc, peu à peu, à partir de 1889, Paul Bourget se met à l'école du traditionalisme politique, social et religieux. Il se fait, progressivement, le défenseur de la famille, de l'Église et de la monarchie (contre la république et la démocratie), ceci parallèlement au long cheminement de son retour au catholicisme, de 1889 à 1902. Cette évolution est doublée d'une adhésion politique d'abord, en 1898, à la Ligue de la patrie française, puis, en 1900, à l'Action française. Il est également aux côtés de l'abbé Georges de Pascal dans le mouvement Tradition et Progrès.
Son élection sous la Coupole du quai de Conti en 1894 et sa vision européenne de la politique lui font dire que les quatre grandes forteresses européennes de défense contre la Révolution sont : la Chambre des lords, la Papauté, le grand état-major prussien et l'Académie française.
Pour certains, sa collaboration à l'Action française reste un engagement « strictement restreint à l'expression littéraire » (selon le mot de Yehoshua Mathias). Il n'est pas un tribun ; le fait qu'il se présente en 1904 en tête de liste (liste Massel), aux élections municipales de Hyères, contre la liste du bloc des gauches, apparaît comme l'exception dans une vie consacrée à la littérature. Les prises de position politiques du romancier n'en demeurent pas moins notoires. Le romancier est devenu en effet un anti-dreyfusard convaincu. Il soutient en 1904 la création de l'Entente nationale pour la reconstitution intégrale des libertés de France et en 1930, il est président d'honneur, lors de sa fondation, du Cercle Augustin Cochin dont l'objectif est de « lutter contre l'esprit démocratique et révolutionnaire et contre la franc-maçonnerie, le socialisme et le bolchévisme ». Les intellectuels communistes le considèrent par ailleurs comme une menace car il représente « une force sociale, avec ses huit cent mille lecteurs », lectorat considérable pour l’époque.

### La «solution monarchiste»

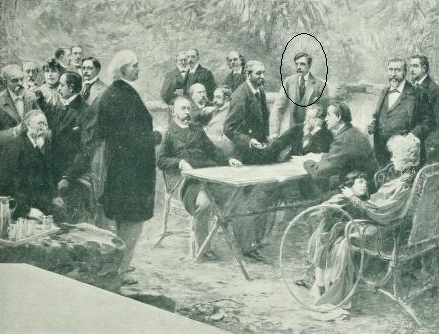
Paul Bourget (cercle) chez l'éditeur Alphonse Lemerre, avec les poètes du Parnasse, peint par Paul Chabas (1895).

Paul Bourget se rapproche de la famille royale à partir de 1894. En septembre 1894 en effet, à la mort du comte de Paris, les Bourget se rendent à Stowe House pour présenter leurs condoléances au duc d'Orléans et à son épouse et sont parmi les rares personnes reçues en audience privée par la famille. Le comte d'Haussonville, qui a été nommé représentant accrédité du comte de Paris en France et qui cherche à renforcer le parti orléaniste, est le parrain de Bourget à son élection à l'Académie française. Proclamé par Charles Maurras « prince de la jeunesse », Bourget est en 1900, le seul des grands auteurs de l'époque à se déclarer en faveur d'un mouvement monarchiste philosophique et positiviste. Lorsqu'il répond à « l'Enquête », lancée par Maurras auprès des intellectuels de droite sur l'éventualité de l'établissement d'un régime monarchiste, Paul Bourget est très clair : « la solution monarchiste est la seule conforme aux enseignements les plus récents de la science ». Favorable à une révolution monarchiste sur le plan politique, le « maître à penser des cercles monarchistes » estime que celle-ci doit être d'abord préparée moralement et socialement au travers des œuvres littéraires. L'adhésion de Paul Bourget à la cause monarchiste est, selon Maurras, comparable à celle de Chateaubriand à la cause de la Restauration : « Son adhésion avait valu pour sa cause une armée de cent mille hommes ».

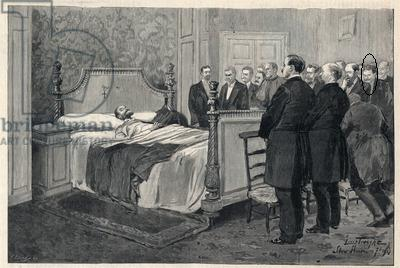
Paul Bourget (cercle) à Stowe House en septembre 1894.

En 1902, il reçoit, dans sa propriété hyéroise du Plantier de Costebelle, Anatole de Cabrières, évêque de Montpellier et connu pour ses convictions monarchistes, en compagnie de Gaston Jollivet (directeur du Gaulois) et de Maurice Barrès. Il propose même la candidature de ce prélat pour un fauteuil vacant à l'Académie française. Paul Bourget, pour « légitimer le recours au monarque », s'appuie sur les travaux de Joseph Grasset, proche de Monseigneur de Cabrières et neurologue montpelliérain qui place la Tradition au centre de ses préoccupations médicales et qui donne une conférence sur « L'Idée médicale dans les romans de Paul Bourget » en 1904 en insistant sur l'attachement du romancier à la notion d'hérédité. Ainsi le romancier qui défend ces idées conservatrices au sein du mouvement royaliste de Charles Maurras, encore embryonnaire, ne se montre pas insensible aux considérations rationnelles et scientifiques qui « permettent d'éviter délibérément la démagogie ». La science a donc droit de cité, « mais uniquement dans le but de légitimer les valeurs de la tradition » précise Philippe Secondy. En 1911, Paul Bourget préface une biographie élogieuse sur le duc d'Alençon.
Le but est donc clair : il convient de « défaire systématiquement l'œuvre meurtrière de la Révolution française ». L'écrivain adhère aux idées favorables à la décentralisation, en réaction aux conceptions du pouvoir centralisateur « jacobin ». Mais la conversion spirituelle de Bourget incite le romancier à se rapprocher aussi de mouvements aux objectifs larges, dirigés par des personnes modérées et « attirées par le catholicisme ». Bourget analyse alors sa relation avec Maurras : « Ce puissant esprit n'entend rien au christianisme ; là est sa limite, il ne voit que la société ». À la demande de son président Émile de Marcère, magistrat et républicain, Paul Bourget devient vice-président de la Ligue républicaine de décentralisation.

### Paul Bourget et la question juive

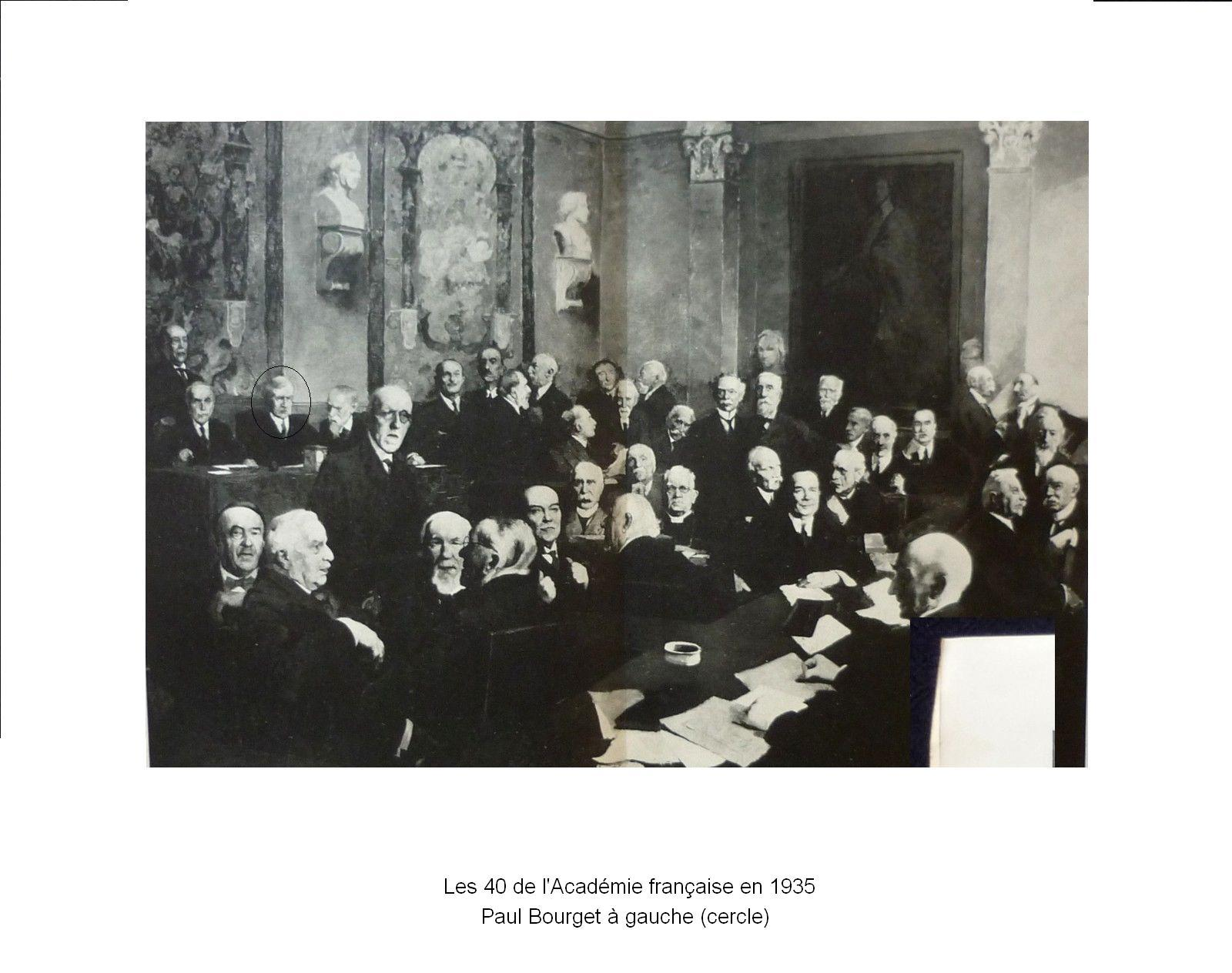
L'Académie française en 1935, tableau peint par André Devambez.

Entre fin décembre 1898 et janvier 1899 et après de longues hésitations, Bourget devient l'un des nombreux signataires de la première déclaration de la Ligue de la patrie française (LPF),, un manifeste antidreyfusard mais modérément nationaliste et dépourvu de tout antisémitisme. L'attitude de l'écrivain vis-à-vis de la LPF, qu'il qualifie « d'opportuniste », est critique car Bourget reste réservé et méfiant sur ses dirigeants : « Lemaître n'est qu'un anarchiste par bien des portions de son esprit […] et Coppée, un jacobin typique ».
Si le romancier met ses espoirs dans l'Action française, une formation politique nationaliste farouchement antidreyfusarde, antisémite, antiprotestante et xénophobe, participant aux banquets de L'Appel du soldat et prononçant souvent les discours d'ouverture de l'assemblée annuelle de ce mouvement, il s'oppose cependant à ceux qu'il traite de « fanatiques », Maurice Pujo et Henri Vaugeois en particulier, et reproche à Charles Maurras son « impuissance à refréner leurs ardeurs ».
La question juive et la défense de la race demeurent néanmoins « une obsession » pour l'écrivain. Le ressentiment qu'il éprouve vis-à-vis de ses amis juifs de naguère (Cahen d'Anvers, Ephrussi, Kann, Stern, Bischoffsheim), « dont j'ai été pour un long temps, dupe », transparaît dans ses journaux. Certaines œuvres aussi trahissent la colère et le dégoût du romancier contre les juifs de la Haute Banque à travers notamment la figure du baron Hafner, juif affairiste cosmopolite dans la préface de Cosmopolis (alors que L'Étape illustre au contraire un juif idéaliste). En 1899, lors du séjour de Henry James au Plantier de Costebelle, l'Affaire Dreyfus est évoquée et les deux écrivains constatent l'abîme qui sépare leurs positions respectives.
Il refuse cependant de s'engager et de prendre part à quelque réunion que ce fût « où seraient entendus des slogans antisémites », : Charles Maurras et Maurice Barrès se plaignent d'ailleurs de l'attitude prudente de Bourget dans leur correspondance et tentent à plusieurs reprises, sans succès, d'exercer des pressions sur l'auteur du Disciple. Paul Bourget manifeste donc des scrupules moraux et bien qu'antidreyfusard, en 1898, il refuse de se déclarer contre Zola lors du procès, donnant la primauté à ses fidélités personnelles. Lorsque les cendres de l'écrivain dreyfusard sont transférées au Panthéon, Paul Bourget, se démarquant de la campagne hostile à ce transfert menée par Barrès au Parlement, publie une série d'articles élogieux sur Émile Zola. Barrès constate que Paul Bourget « reste bien centre gauche ou centre droite […] dans ses ressources et sa sensibilité ». C'est pour cette raison qu'Yehoshua Mathias évoque le « refus de l'antisémitisme de Bourget par choix doctrinal ». De même dans son essai de 1936 qui évoque longuement l'amitié qui la lie à Paul Bourget depuis quarante ans, la romancière américaine Edith Wharton explique que les positions antidreyfusardes du romancier français « n'étaient pas dues à de l'antisémitisme, mais plutôt à la certitude que l'armée française ne pouvait pas se tromper ».

### Réflexions sur la notion de race
La race est un thème central dans l'œuvre de Paul Bourget. Amateur de voyages, il décrypte cette notion en abordant l'étude du cosmopolitisme qui alimente à son époque la chronique mondaine. Le romancier évoque à ce sujet, dans Outre-Mer, les grands noms qui illustrent et cautionnent ce mode de vie dilettante de la haute société européenne qui se déplace dans les capitales au gré des saisons : Lord Byron, le prince de Ligne, Stendhal, madame de Staël, Goethe ou Heinrich Heine. Bourget a déjà évoqué l'influence des voyages, la découverte d'un pays nouveau et le contact avec une civilisation différente dans ses Essais de psychologie contemporaine dès 1883. Dans Cosmopolis, le personnage de Dorsenne, considéré généralement comme le double de l'auteur, analyse les mœurs futiles de cette société aristocratique et cosmopolite et conclut, selon Michèle Fontana, que « la race de chaque personnage définit la capacité à survivre » :

« […] Vous vous trouvez dans un salon, vous êtes avec une dizaine de personnes qui toutes parlent la même langue, sont habillées par les mêmes fournisseurs, ont lu le même journal le matin, croient avoir les mêmes idées et les mêmes sentiments. Vous les étudiez avec tout ce que vous savez de leurs origines et de leurs hérédités et, petit à petit, sous le vernis du cosmopolitisme, vous démêlez la race, l'indestructible race […] »

— Cosmopolis, Paris, Plon, 1925, volume I, page 33.
Paul Bourget s'interroge aussi sur le mélange des races lors de son voyage outre-Atlantique. Il pose d'entrée comme une évidence l'existence d'une race américaine et met en scène dans Outre - Mer le cas réussi d'un métissage : l'Américain blanc, Maitland, fils d'une Anglaise et d'un Américain. Mais il note les différences de modes de vies des Noirs américains et leur propension à revenir à des coutumes africaines.

« […] New - York est bien la vrai Cosmopolis, non plus celle des oisifs et des dilettantes mais un monstrueux creuset où tous les aventuriers et tous les besogneux du monde entier, viennent se heurter, se mêler, se fondre, pour former un peuple nouveau - mais lequel ? 
Se fondre ? Cette intime mixture de ces éléments si peu réductibles, qui sont les races, s'accomplit-elle réellement ? […] »

— Outre - Mer, Paris, Lemerre, 1895, volume I, page 272.
En février 1894, Ludwig Schemann fonde la Société Gobineau, qui connait un grand succès et accueille notamment les Français Florimond de Basterot, Paul Bourget, Édouard Schuré et Georges Vacher de Lapouge. Joseph Arthur de Gobineau doit sa notoriété posthume à son Essai sur l'inégalité des races humaines (1853-1855), qui le range parmi les pères de la pensée racialiste.

## Du roman d'analyse au roman à thèse
Paul Bourget énonce dans ses Nouvelles Pages de Critique et de Doctrine (1921), les quatre vertus cardinales du roman : la crédibilité qui naît de la conviction du romancier, le don de présence dû aux détails significatifs qui crédibilisent les personnages, l'importance du sujet et le naturel du style. Cet « idéal bourgetesque [sic] du roman » s'impose pendant de longues années à toute la critique qui reprend les analyses de Bourget.
Une controverse entre Paul Bourget et Albert Thibaudet sur le roman permet également de préciser cette définition puisque le romancier défend la doctrine d'une stricte composition dans laquelle le narrateur, garant d'un récit bien noué et d'une progression dramatique logique, est toujours présent : « Un roman n'est pas de la vie représentée. C'est de la vie racontée ». Cette composition dramatique serrée, nécessaire à la « mise en place des épisodes », s'oppose à la forme de roman souple et libre, s'inspirant du théâtre et de l'essai, justifiée par Thibaudet.
Ces différents critères sont présents à la fois dans le roman d'analyse, qui caractérise les écrits de Paul Bourget, fin psychologue, jusqu'à la parution du Disciple en 1889 et dans le roman à thèse, que Bourget préférait nommer « le roman à idées », qui devient le vecteur de l'engagement littéraire et des thèses morales du romancier après 1889.

Paul Bourget et Henry Bordeaux (1921) défendent les mêmes thèses.
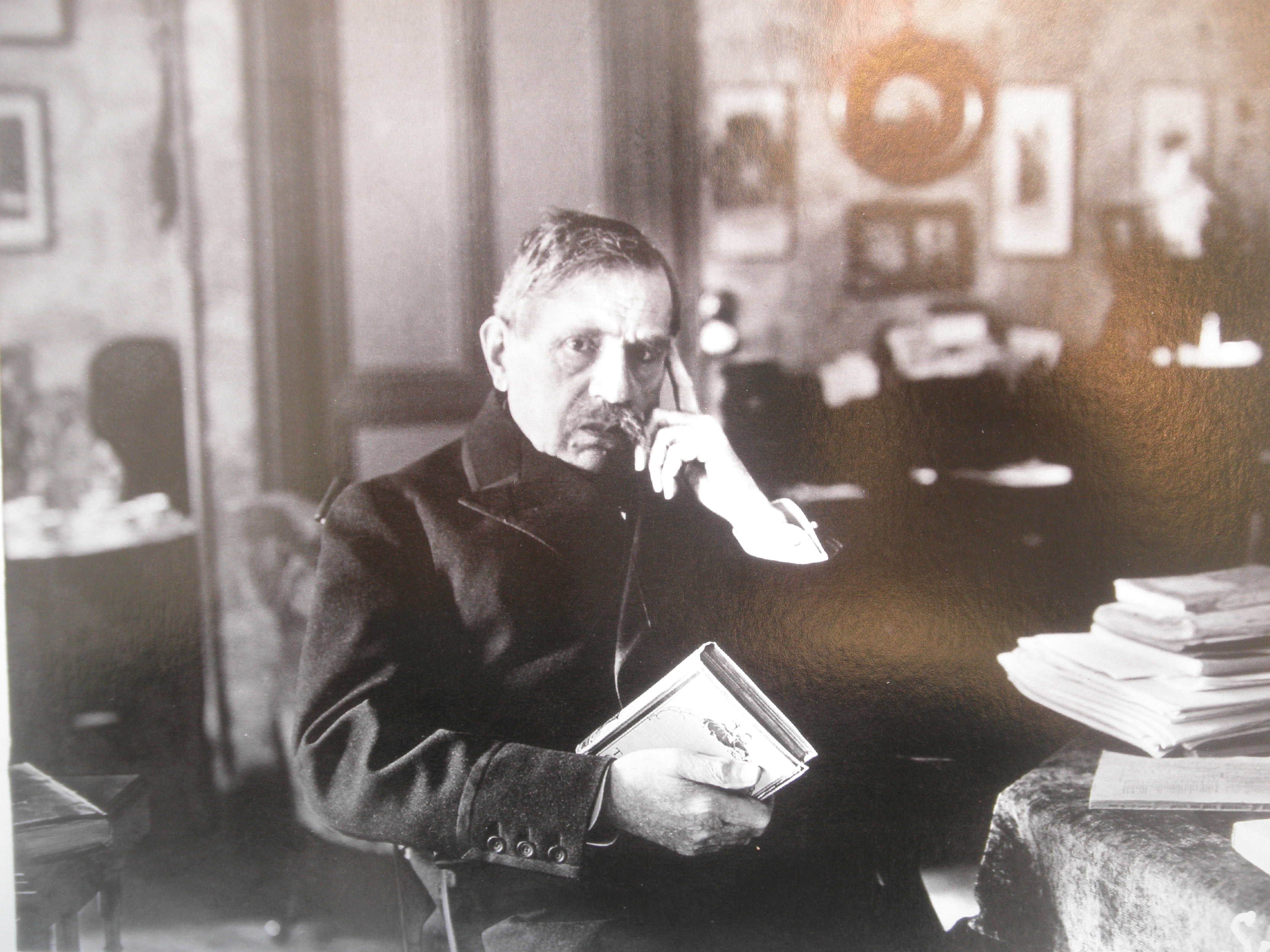
Le bureau de P.Bourget au Plantier.
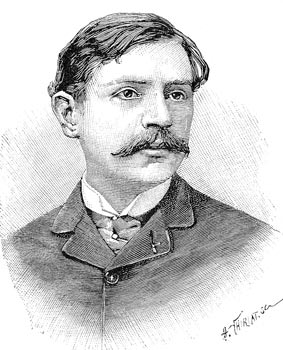
Paul Bourget par A.Thiriat.
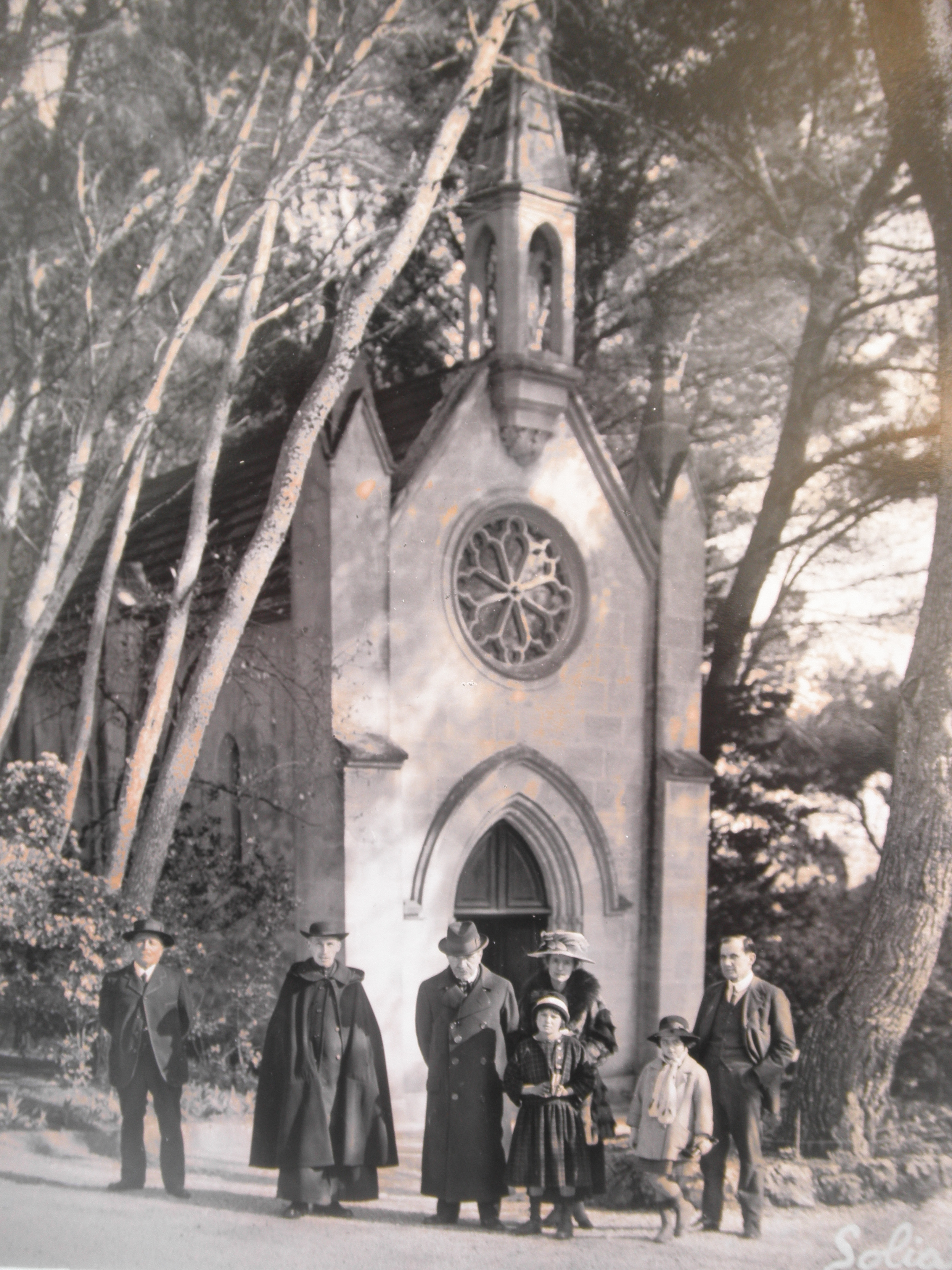
Paul et Minnie Bourget avec leur maître d'hôtel, leur jardinier et un abbé.
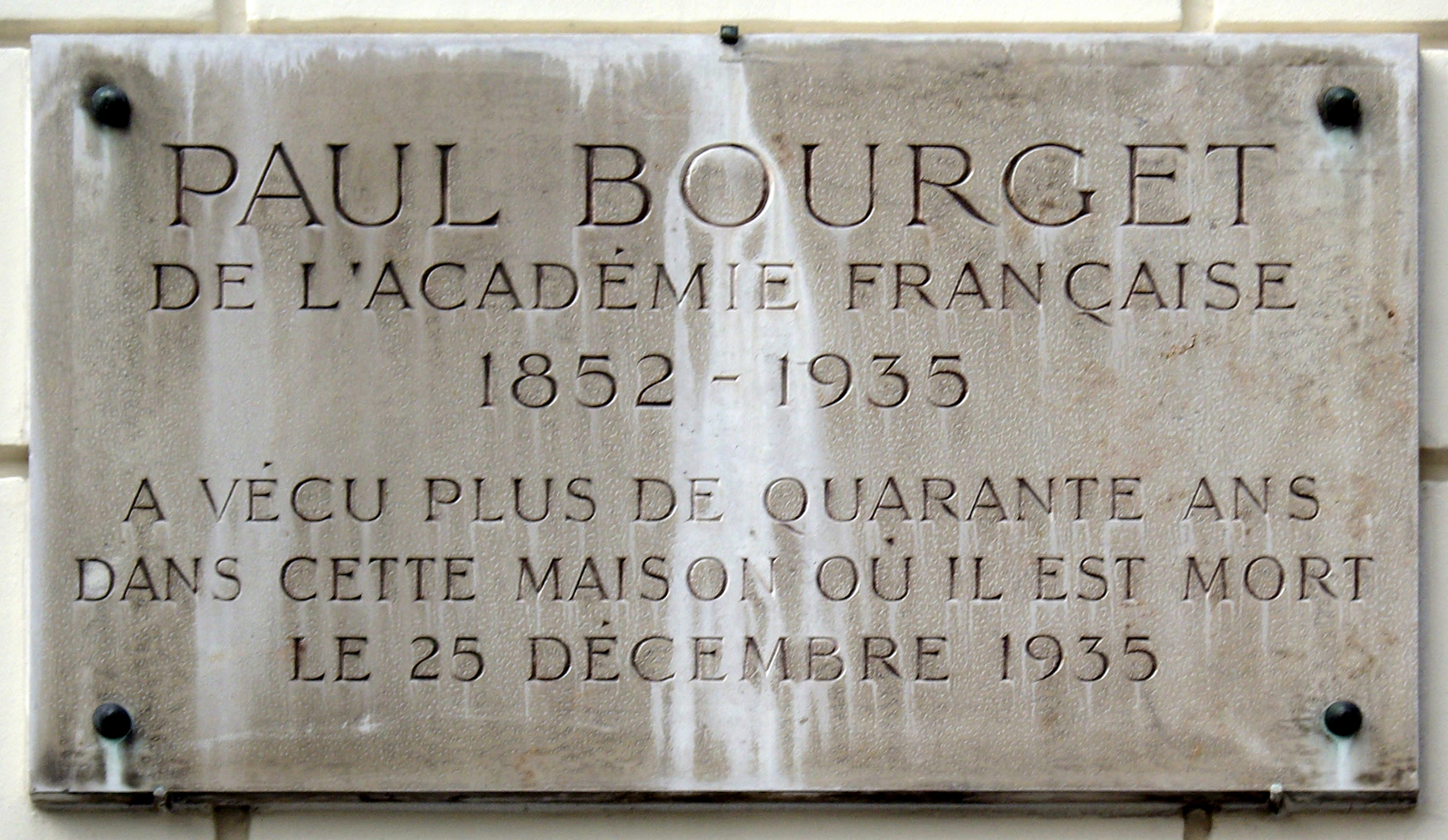
Plaque apposée 20, rue Barbet-de-Jouy.

### Roman d'analyse

#### Analyste des désordres du cœur
Le « premier » Paul Bourget, celui d'avant sa conversion au catholicisme, est moraliste, un analyste des désordres du cœur ; faisant preuve d'un certain relativisme, il accorde moins d'importance aux mœurs qu'à la psychologie et considère ses romans comme « de simples planches d'anatomie morale ». Il accuse en effet une vision souvent pessimiste de la société. Pour Édouard Rod, son contemporain, Paul Bourget apparaît comme « un désabusé, sceptique, pessimiste, indifférent, aristocrate, bien décidé à s'isoler du troupeau vulgaire, curieux de joies et de douleurs plus rares que celles du commun, prêt à aller chercher une consolation au mal de vivre dans d'égoïstes jouissances artistiques ». Par ailleurs Bourget désigne Henry James explicitement comme un « maître » et l'écrivain anglais considère le Français comme son favori français dans sa poursuite d'une profondeur intellectuelle et morale qui lui semble manquer au roman français.
Bourget recherche en effet le style analytique, la précision de l'observation minutieuse et se réfère à la science médicale et anatomique de l'époque. Il s'oppose pourtant au naturalisme. Il définit en effet le moraliste comme étant « l'écrivain qui montre la vie telle qu'elle est » et cette prise de position littéraire est soutenue par une volonté de connaissance psychologique. Dans Mensonges, il dresse ainsi le tableau complet d'une société, avec ses ramifications, y compris ses lisières douteuses. Il ajoute : « Ce que Claude Bernard faisait avec ses chiens, ce que Pasteur fait avec ses lapins, nous devons le faire, nous, avec notre cœur, et lui injecter tous les virus de l'âme humaine. Nous devons avoir éprouvé, ne fût-ce qu'une heure, les mille émotions dont peut vibrer l'homme, notre semblable ». Il écrit par ailleurs dans la préface de Physiologie de l'amour moderne (1889) : « Interdire à l'artiste la franchise du pinceau sous le prétexte que des lecteurs dépravés ne voudront voir de son œuvre que les parties qui conviennent à leur fantaisie sensuelle, c'est lui interdire la sincérité, qui est, elle aussi, une vertu puissante d'un livre […] Imaginons-nous un lecteur de vingt-cinq ans et sincère, que pensera-t-il de notre livre en le fermant ? S'il doit, après la dernière page, réfléchir aux questions de la vie morale avec plus de sérieux, le livre est moral. C'est aux pères, aux mères et aux maris d'en défendre la lecture aux jeunes garçons et aux jeunes femmes, pour qui un ouvrage de médecine pourrait être dangereux, lui aussi. Ce danger-là ne nous regarde plus. Nous n'avons, nous, qu'à penser juste si nous pouvons et à dire ce que nous pensons. Pour ma part, je m'en tiens à ce mot que me disait un saint prêtre : — « Il ne faut pas faire de mal aux âmes, et je suis sûr que la vérité ne leur en fait jamais […] ». Il ajoute : « la peinture de la passion offre toujours ce danger d'exercer une propagande. Rendre l'artiste responsable de cette propagande, c'est faire le procès non seulement à tel ou tel livre, mais à toute la littérature ». Paul Bourget s'est aussi inspiré des avancées de Hippolyte Taine sur la psychologie associationiste (De L'Intelligence, 1870), qui consiste à intégrer dans l'œuvre littéraire les résultats de la science de son temps.

#### Roman et littérature psychiatrique, médecine et psychanalyse

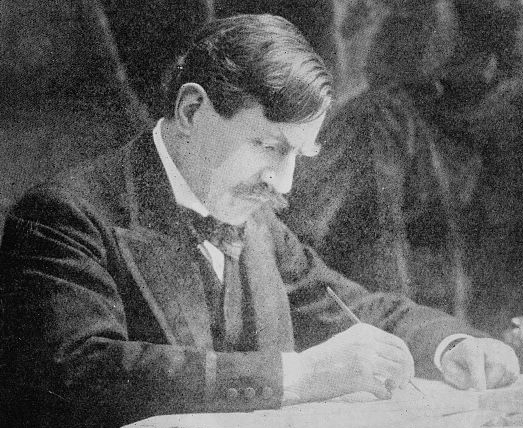
Paul Bourget écrivant, vers 1893.

À la façon d'un scientifique, sans parti pris, Paul Bourget s'interroge sur les passions humaines qui constituent parfois « une cruelle énigme » d'après le titre d'une de ses œuvres. En 1905, fasciné par la médecine, et grâce au professeur Ernest Dupré (fondateur du concept de mythomanie et médecin-chef de l'Infirmerie du Dépôt), il a accès au dépôt de l'infirmerie spéciale qui concentre toute la misère humaine. Il est en effet l'un des très rares écrivains à pouvoir observer les cas psychopathologiques que la Préfecture de police rassemble dans cet établissement psychiatrique. Après lui, seul Georges Simenon a accès au quai de l'Horloge (le rez-de-chaussée de la Conciergerie) pour étayer les enquêtes menées par le commissaire Maigret. En 1925 Bourget écrit la préface à l'ouvrage clinique de Dupré, Pathologie de l'imagination et de l'émotivité. Paul Bourget propose par la suite dans Le Figaro du 5 avril 1928, « la reconnaissance d'un Ordre des médecins ». Il suit avec assiduité les leçons cliniques de Paul Georges Dieulafoy à la Faculté de médecine de Paris et crée à sa demande, en 1908, le terme de « Pathomimie » pour caractériser les simulateurs de maladies. Il préface aussi la thèse de doctorat en médecine de Paul Guérin (futur chroniqueur à Je suis partout), favorable à une reconnaissance de l'Ordre. Durant la Première Guerre mondiale, Bourget fait de fréquents séjours à Clermont-Ferrand, chez son beau-frère le médecin hygiéniste Eugène Gautrez et se rend en sa compagnie à l'hôpital de l'Hôtel-Dieu.
| Envoi à Georges Heuyer, écriture autographe de Paul Bourget. · Le Rouge et le Noir de Stendhal, deux ouvrages reliés. |

C'est à un spécialiste de la psychologie expérimentale qu'il se réfère lorsqu'il écrit en 1883 L'Irréparable. Théodule Ribot a en effet écrit Les Maladies de la mémoire (1881) et Paul Bourget met à contribution ce professeur pour étayer sa nouvelle. Il suit aussi les progrès de l'aliénisme et ceux de la criminologie, dont le premier congrès se tient à Rome en 1885. La psychologie et la morale dans son œuvre, doublées d'un intérêt pour la médecine depuis son adolescence, amènent l'écrivain à lire Sigmund Freud puis à le faire connaître. Ainsi l'entrée de la psychanalyse sur le sol français s'est en effet effectuée avec des œuvres d'auteurs dans un premier temps, tels André Gide (avec Les Faux-monnayeurs) et Paul Bourget. Némésis (1918) est son roman le plus promoteur de la psychanalyse. Eugénie Sokolnicka, amie de Paul Bourget, qui lui fait rencontrer le psychiatre Georges Heuyer (Bourget se rend souvent à Vaugirard dans le dispensaire où le docteur Heuyer poursuit ses études sur les enfants anormaux), fonde ainsi la Société psychanalytique de Paris (« SPP »). Elle choisit pour sa cure Sigmund Freud.
L'intérêt que le « maître » du roman psychologique portait à la médecine mentale lui vaut une grande reconnaissance du corps médical. Le neurologue montpelliérain Joseph Grasset livre en 1904 une étude sur les médecins présents dans les romans de Paul Bourget. Il est pressenti un temps pour siéger parmi les membres de l'Académie de médecine mais malgré l'insistance des professeurs Fiessinger et Maurice de Fleury, son élection ne peut aboutir à cause d'un membre influent de l'académie, qui avait épousé une femme divorcée, et qui ne tolérait pas que Paul Bourget ait écrit un ouvrage hostile au divorce (Un divorce, 1904). Il se voit cependant décerner, sur l'initiative de René Doumic, le très recherché Prix Osiris de l'Institut de France, sur proposition de l'Académie des sciences. Ce prix triennal, crée en 1899 par Daniel Iffla (dit « Osiris »), est une distinction dans le domaine de la biologie humaine. Le romancier se lie aussi d'amitié avec le docteur Albert Robin à qui il dédicace Un cœur de femme en 1890,.

### Roman à thèse

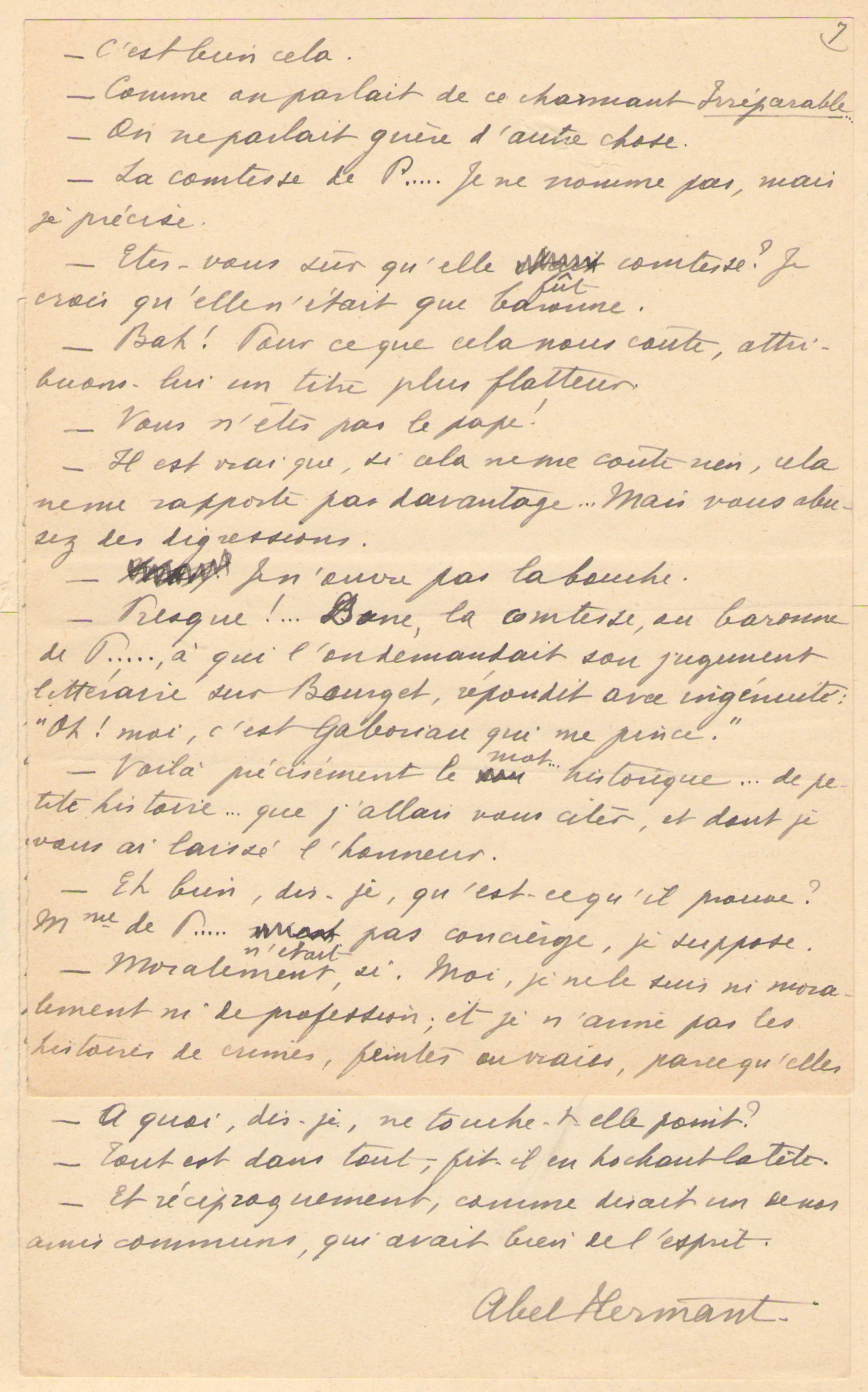
Abel Hermant, manuscrit de La Vie à Paris, vers 1928, où il évoque le souvenir de L'Irréparable de Paul Bourget.

#### Fondements du roman à thèse
Dans la préface de La Terre Promise (1892), Paul Bourget revient longuement sur la notion de responsabilité et sur les critiques adressées aux auteurs de romans d'analyse, ou « romans d'idées » suivant l'expression de Balzac, termes que Paul Bourget choisit de préférence à « romans psychologiques ». Ces critiques développent l'antithèse entre esprit d'analyse et action ; pour elles « l'abus de la pensée, qui aboutit à la multiplication extrême des points de vue, a pour conséquence l'incertitude dans la décision ». Or, écrit Paul Bourget, « l'expérience démontre que l'esprit d'analyse n'est par lui-même ni un poison ni un tonique de la volonté. C'est une faculté neutre, comme toutes les autres, capable d'être dirigée ici ou là, dans le sens de notre amélioration ou de notre corruption […]. La critique eût été plus juste en rappelant aux romanciers d'analyse que leur responsabilité est peut-être plus grande que celle des romanciers de mœurs, car ils parlent plus directement à ces consciences qu'ils prétendent atomiser ». Dès lors, Paul Bourget ne souhaite plus se contenter d'observer et de décrire sans juger. Pour lui, la littérature doit joindre le thérapeutique au diagnostic. Il veut être un directeur de conscience et est persuadé que le romancier doit être un guide pour ses lecteurs, notamment pour les jeunes sur qui il eut l'autorité que possède un bon professeur. Dans des romans où il se fait maintenant plus moralisateur que moraliste, Paul Bourget propose des types de personnages, aux traits parfois poussés à l'excès, dont les actes sont analysés au regard de la morale, le plus souvent chrétienne. Paul Bourget reste alors, jusqu'à sa mort, fidèle au roman à thèse, thèse parfois toute contenue dans le seul titre du livre : Nos actes nous suivent, Le Sens de la mort, ou L’Étape.

#### Le roman à thèse, serviteur de ses idées
L'action des romans de Paul Bourget se déroule généralement sur une très courte durée (quelques jours) et la description minutieuse de la psychologie des principaux personnages y tient une place prépondérante. Ces romans ont le plus souvent pour cadre ce que Paul Bourget nomme « le monde », c'est-à-dire la noblesse ou la grande bourgeoisie (jamais le milieu ouvrier ou paysan), dont il décrit les mœurs et les travers. Pour Pierre de Boisdeffre, les romans à thèse de Paul Bourget sont « autant de plaidoyers en faveur des thèses conservatrices, de la morale et des institutions, autant de romans dont la logique démonstrative est forte, mais dont les héros manquent d'imagination et de spontanéité ». D'autres vont plus loin dans la critique : ils estiment que les thèses de Paul Bourget (et d'autres théoriciens du roman engagé tels que plus tard Jean-Paul Sartre) vont à l'encontre de la liberté de création. Pourtant, durant toute sa vie, Paul Bourget ne cesse de s'interroger sur son travail de romancier. Ainsi dans la préface du Démon de midi (dédié à René Bazin) explique-t-il la genèse de cette étude de psychologie religieuse :

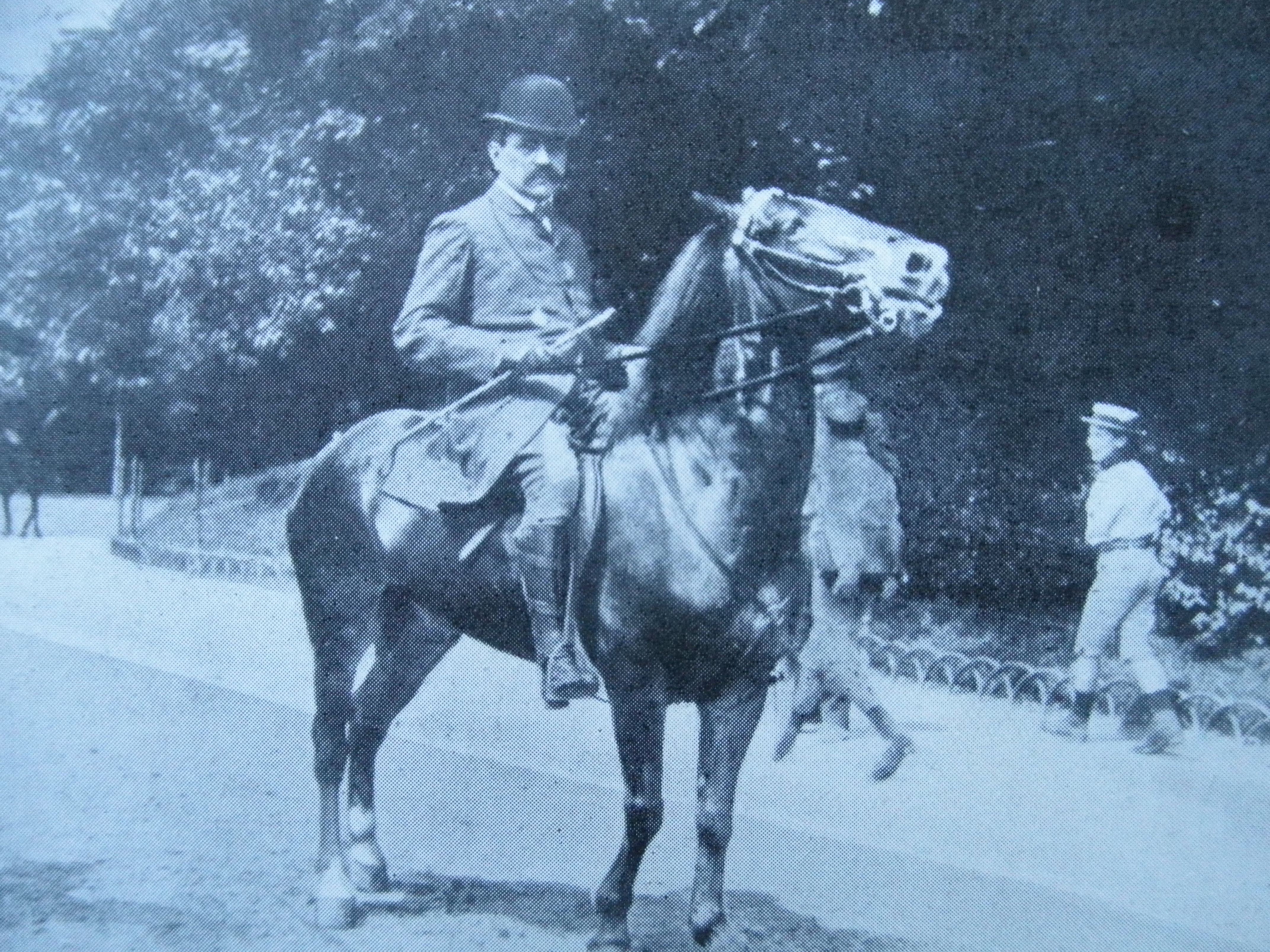
Paul Bourget au bois de Boulogne en 1895.

« […] j'entrevis comme un thème possible à un roman d'analyse, cette douloureuse dualité : de hautes certitudes religieuses coexistant, chez un homme public, avec les pires égarements de la passion. A-t-il le droit de servir -orateur par la parole, écrivain par la plume, homme d'État par l'autorité- des idées auxquelles il croit sans y conformer sa vie ? Oui, puisqu'il y croit. Non, puisqu'il n'agit pas d'après elle. Et si des circonstances impérieuses le contraignent à défendre quand même ces idées, demeurent-elles entières en lui ? Les défaillances de la sensibilité et de la volonté n'atteignent-elles pas l'énergie de l'intelligence ? N'y a-t-il pas une usure lente, une corrosion de la doctrine par les mœurs ? […] Il reste à savoir si, esthétiquement parlant, ce n'est pas une erreur d'introduire dans une œuvre de fiction, et à quelque degré que ce soit, l'élément religieux lui-même. Aussi n'est-ce pas directement que les thèses religieuses peuvent être abordées par un conteur. Elles ne lui appartiennent que dans la mesure où elles ont été soit adoptées, soit rejetées par des hommes vivants, et qu'elles ont été senties, aimées, haïes, agies par eux. »

### Technique narrative et schémas préparatoires
Dans le débat sur la définition du roman qui oppose, au début du xxe siècle, Paul Bourget à Albert Thibaudet, l'auteur du Disciple défend l'idée du schéma du roman français traditionnel, c'est-à-dire une œuvre qui raconte une histoire, une intrigue, et dans laquelle chaque passage concourt au dénouement final. Dans cette suite d'épisodes qui a pour but d'acheminer l'histoire vers sa conclusion, les personnages « sont des exemples habilement choisis » et mobilisés pour la démonstration finale.
L'auteur intervient dans le récit pour expliquer les états d'âme de ses personnages (métalepse narrative). Sans possibilité de laisser au lecteur une activité interprétative, celui-ci a donc « une activité minimale » puisque le but de ce roman est de le rallier à une thèse. Susan Rubin Suleiman a théorisé les fondements de ce genre littéraire dans son étude sur le roman à thèse en remarquant que Bourget, dans L'Étape, s'efforce d'amener son lecteur à se transformer en fonction des valeurs qu'il lui propose. Cette technique, étayée par l'insertion d'éléments d'érudition (principalement les thèses de Théodule Ribot sur les « maladies de la volonté » ou les théories de Eduard Von Hartmann par exemple) pour renforcer l'autorité de la thèse qui prend corps au fil des pages, rend le genre sérieux, austère et l'auteur, le narrateur, les personnages, suivent une voie tracée à l'avance vers la démonstration finale.
Paul Bourget construit aussi une communauté de visées et d'expériences au fur et à mesure que s'affirme sa thèse en utilisant un « nous » de connivence et des épiphrases fréquentes (« comme nous nous rappelons », « vous me direz ») destinés à ménager la mémoire du lecteur. Enfin, cette technique littéraire du discours commentatif sur un ton démonstratif, présente dans L'Irréparable, Cruelle énigme, ou L'Étape entre autres, est, selon Colette Becker, une des raisons de la désaffection contemporaine de l'œuvre de Bourget. C'est cette technique narrative que Charles Maurras évoque déjà dans un article paru en septembre 1952, dans Aspects de la France en posant la question suivante : « Pourquoi Bourget a-t-il froidement immolé les exigences de l’art au seul souci de la construction intellectuelle et logique de ses ouvrages ? ».
Paul Bourget insère dans les manuscrits de premier jet de ses romans les schémas préparatoires, les échafaudages de l'œuvre qui permettent d'en faciliter sa critique génétique ; ce sont des plans et des « anatomies » explique l'écrivain. Les plans et anatomies nous renseignent sur les personnages ; un inventaire de leurs traits moraux apparaît. Bourget n'a cependant pas l'imagination des formes ; comme il craint de ne pas « voir » ses personnages, il dessine leur profil sur des feuillets isolés ou en pleine page comme dans le manuscrit d'Un cœur de femme (1890).

Schémas préparatoires et croquis dans le manuscrit autographe d'Un cœur de femme (1890)
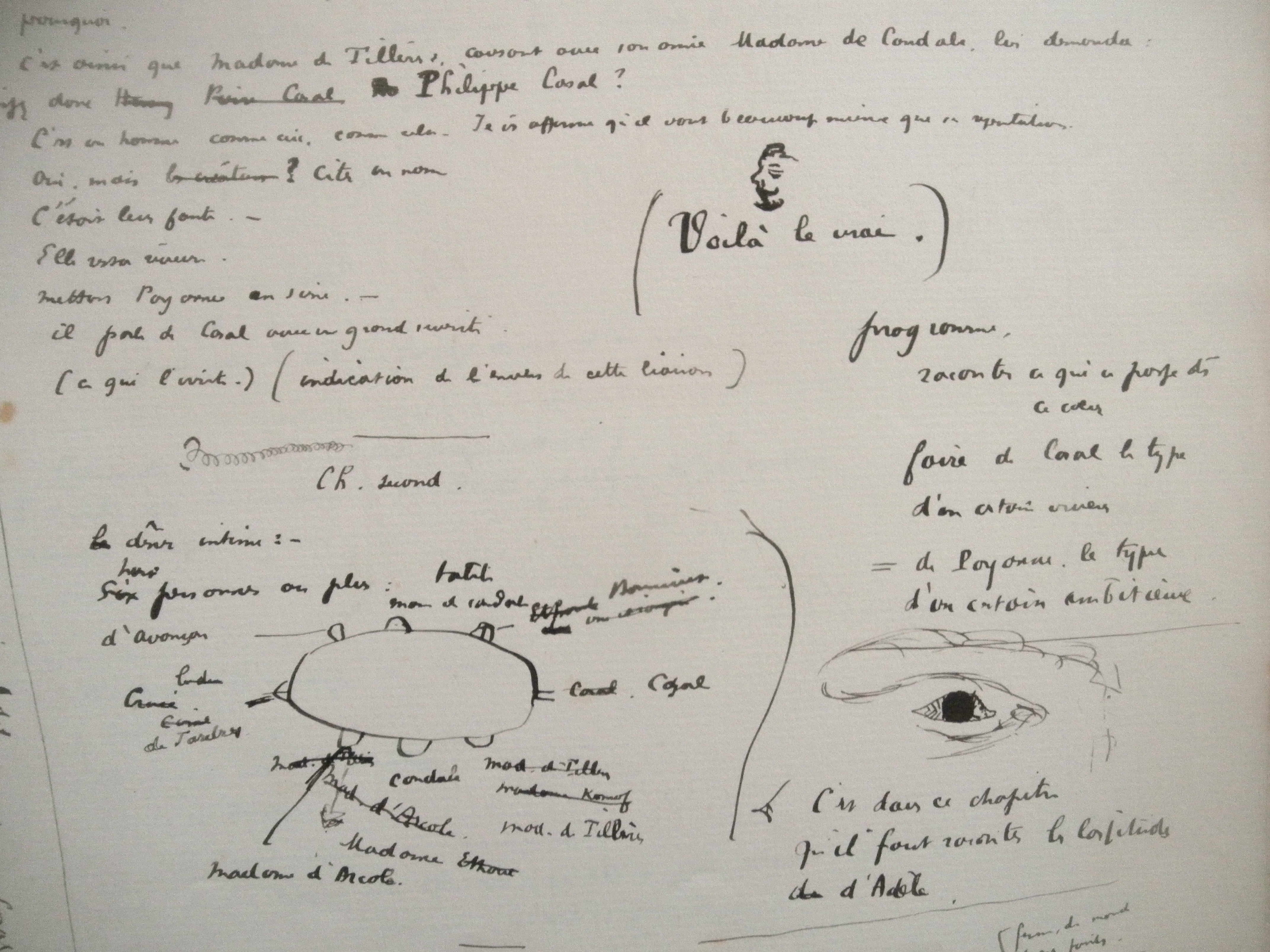
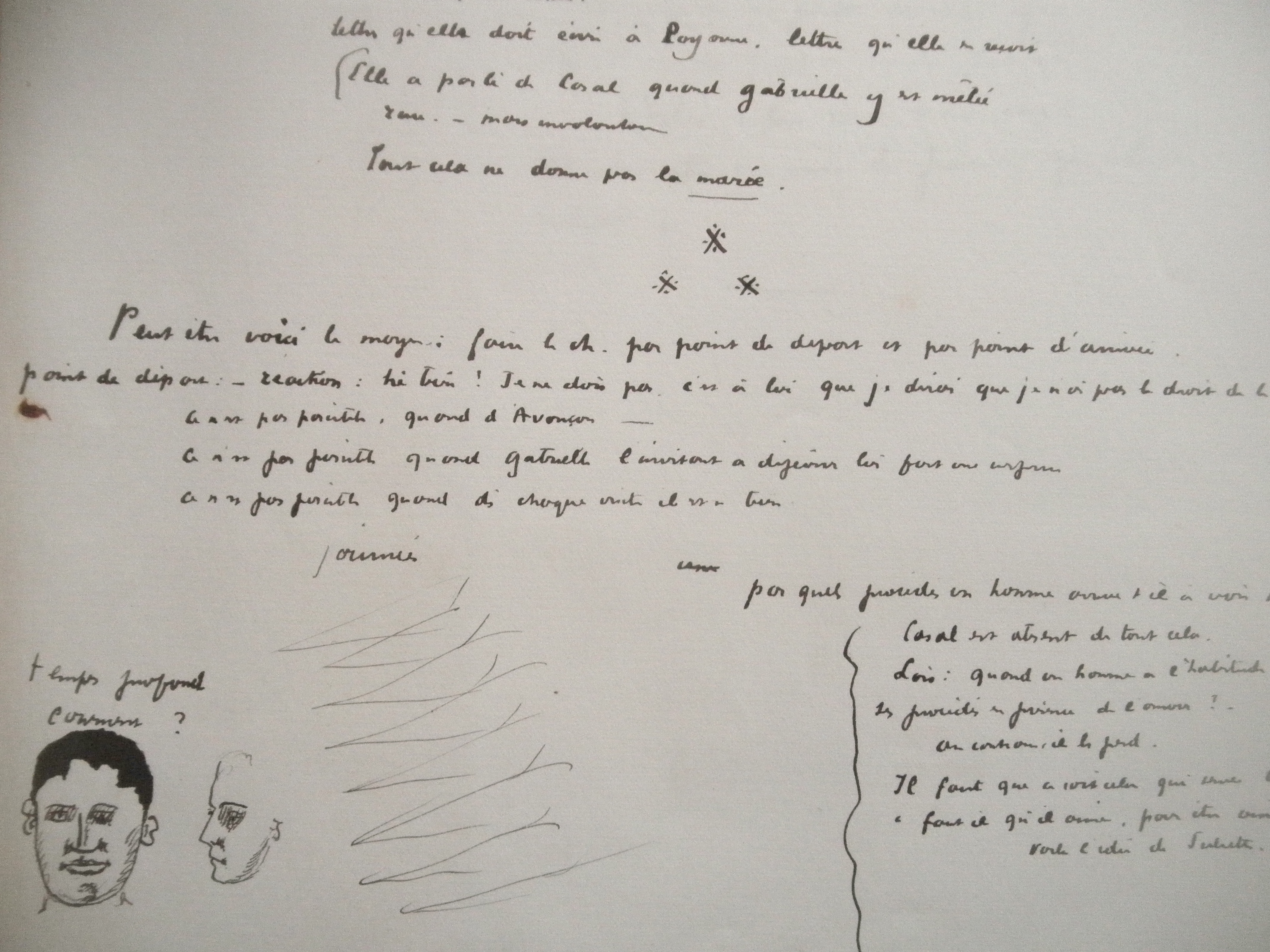
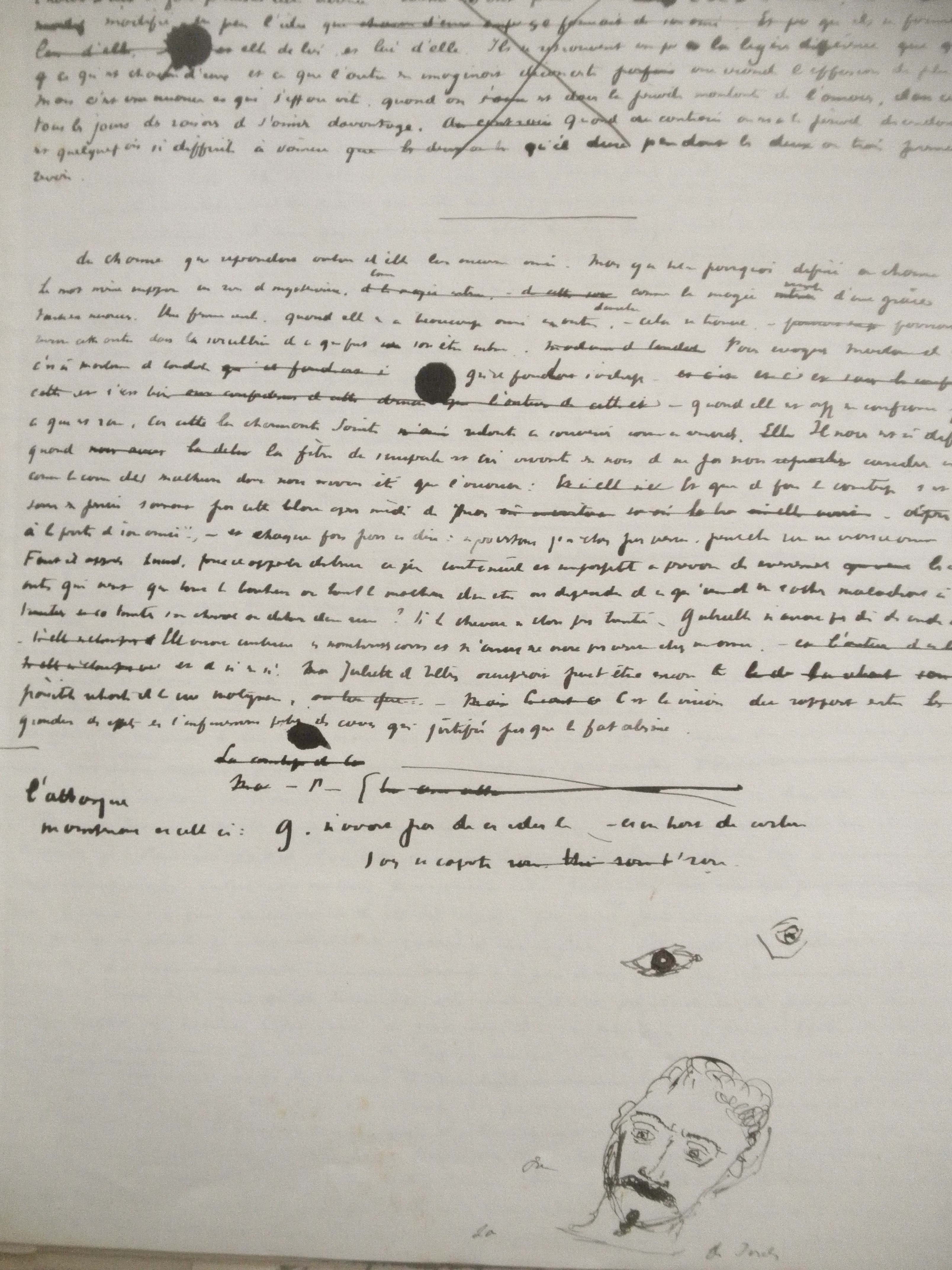
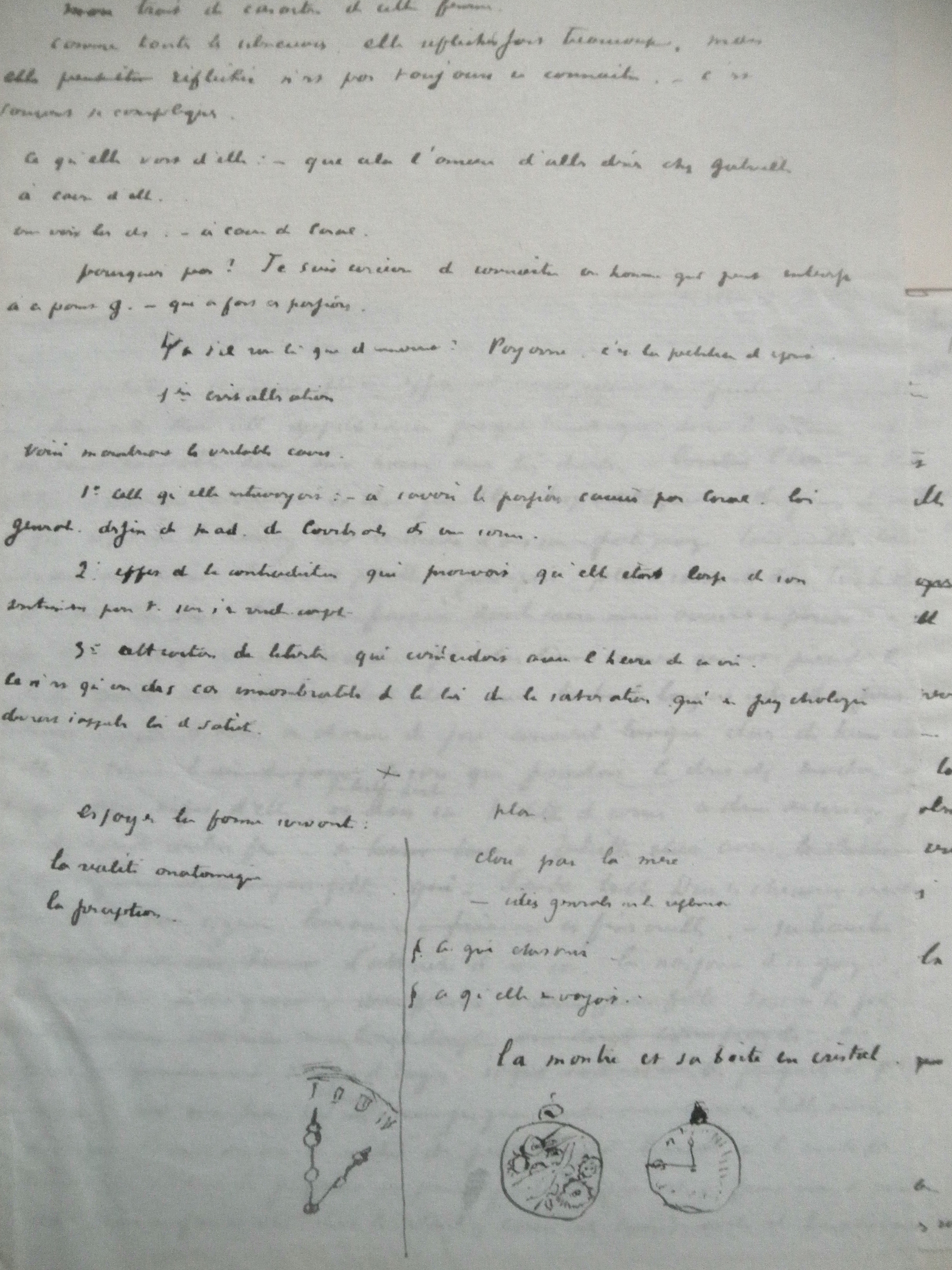
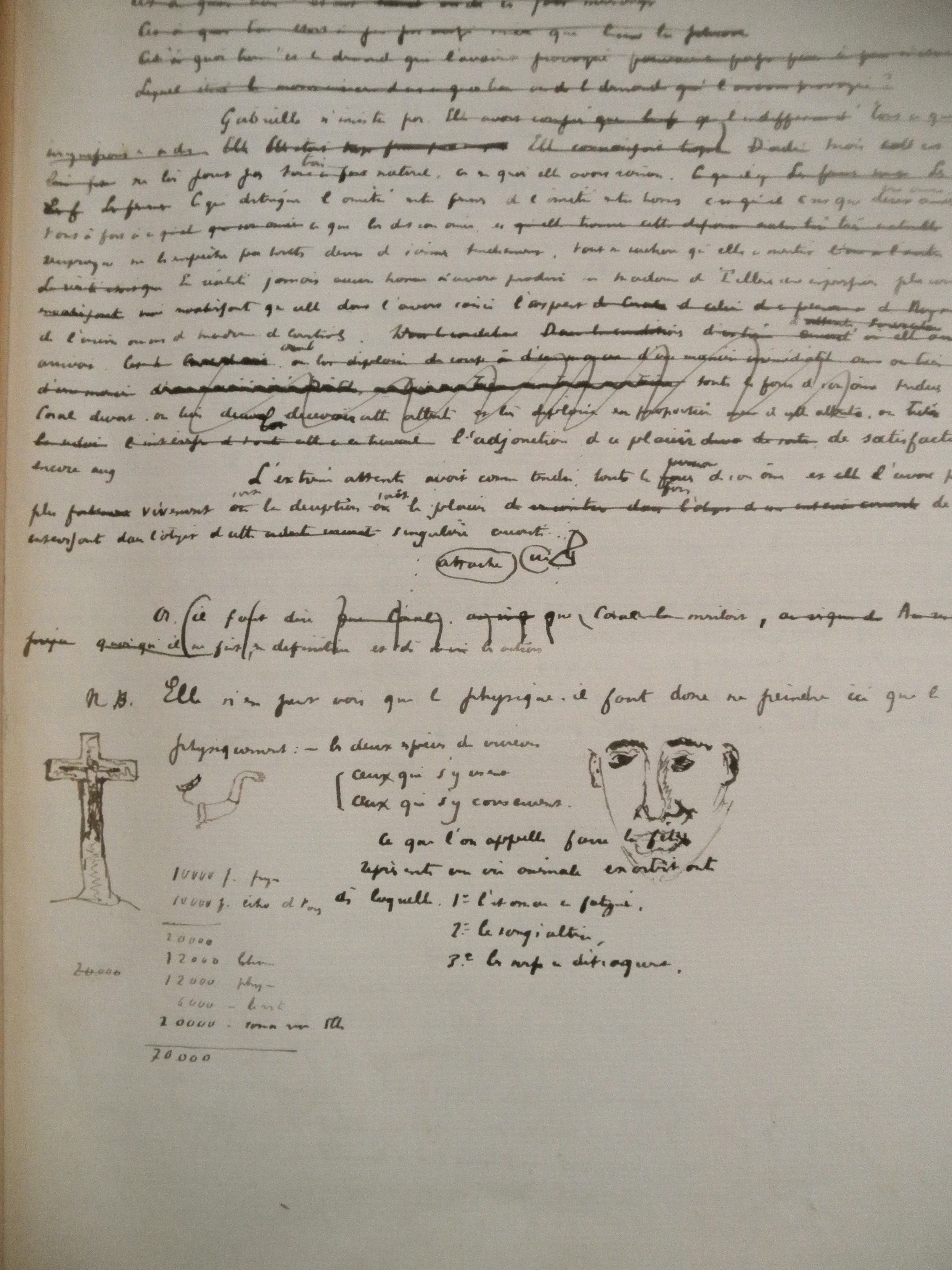
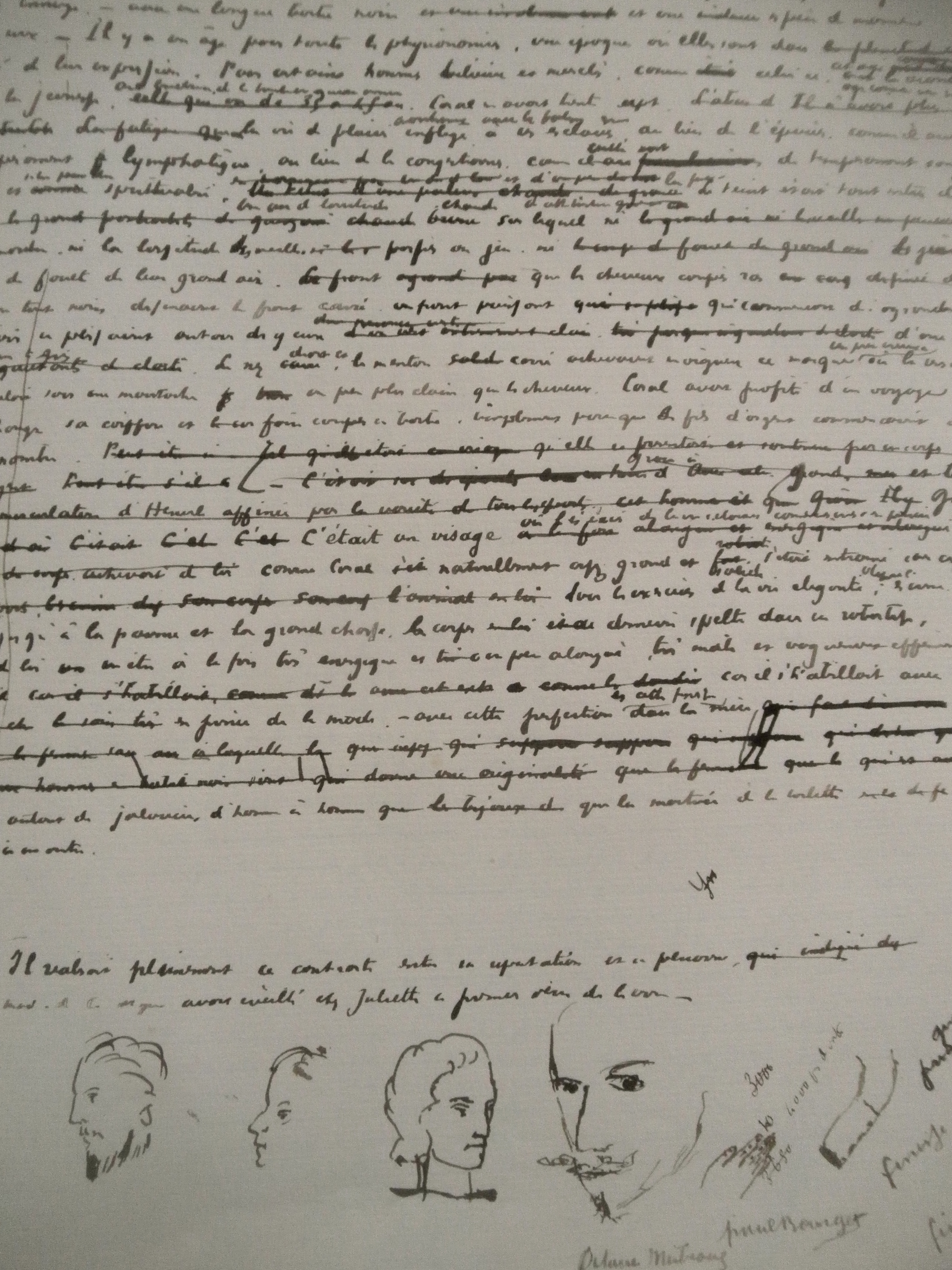
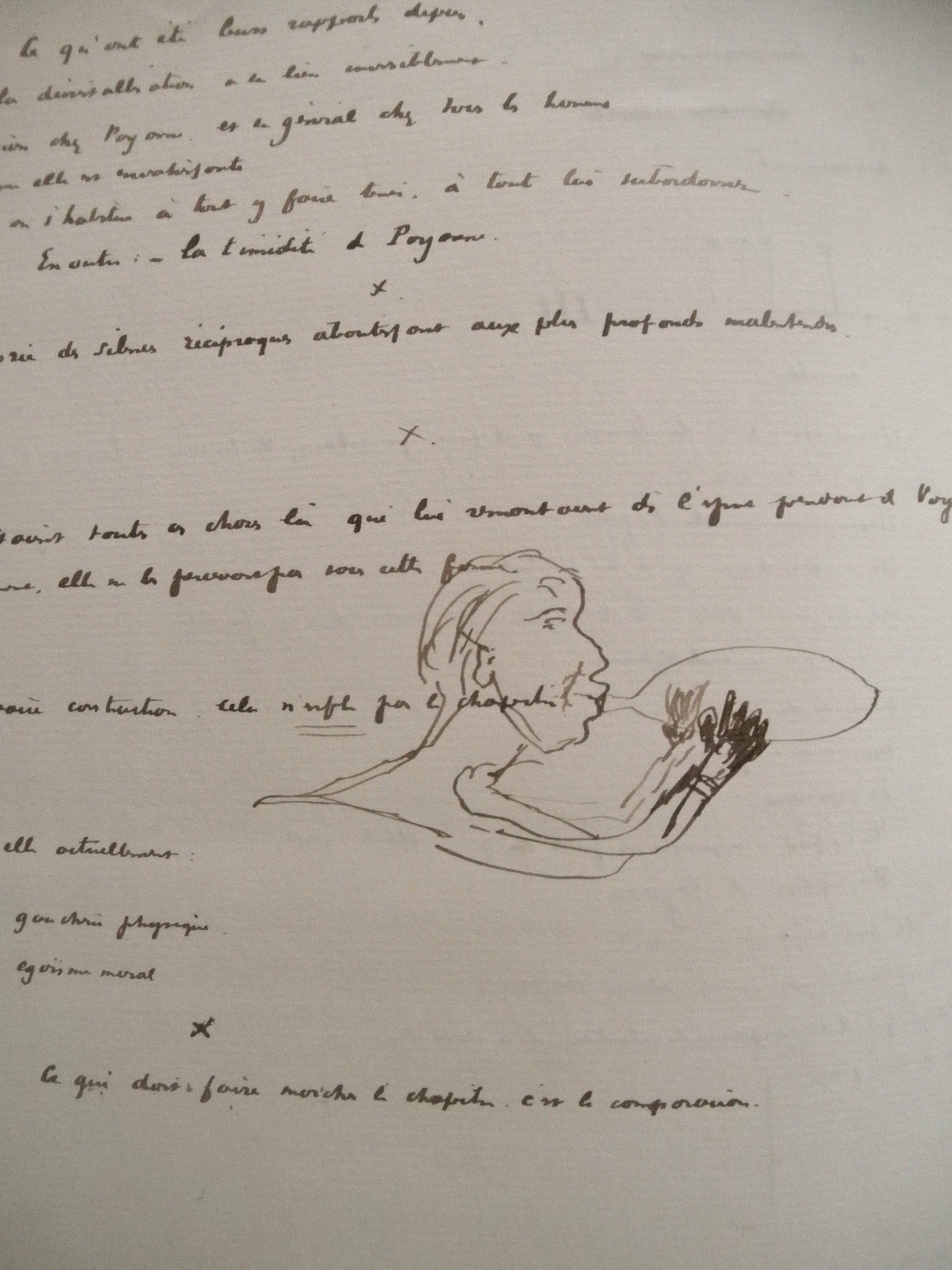
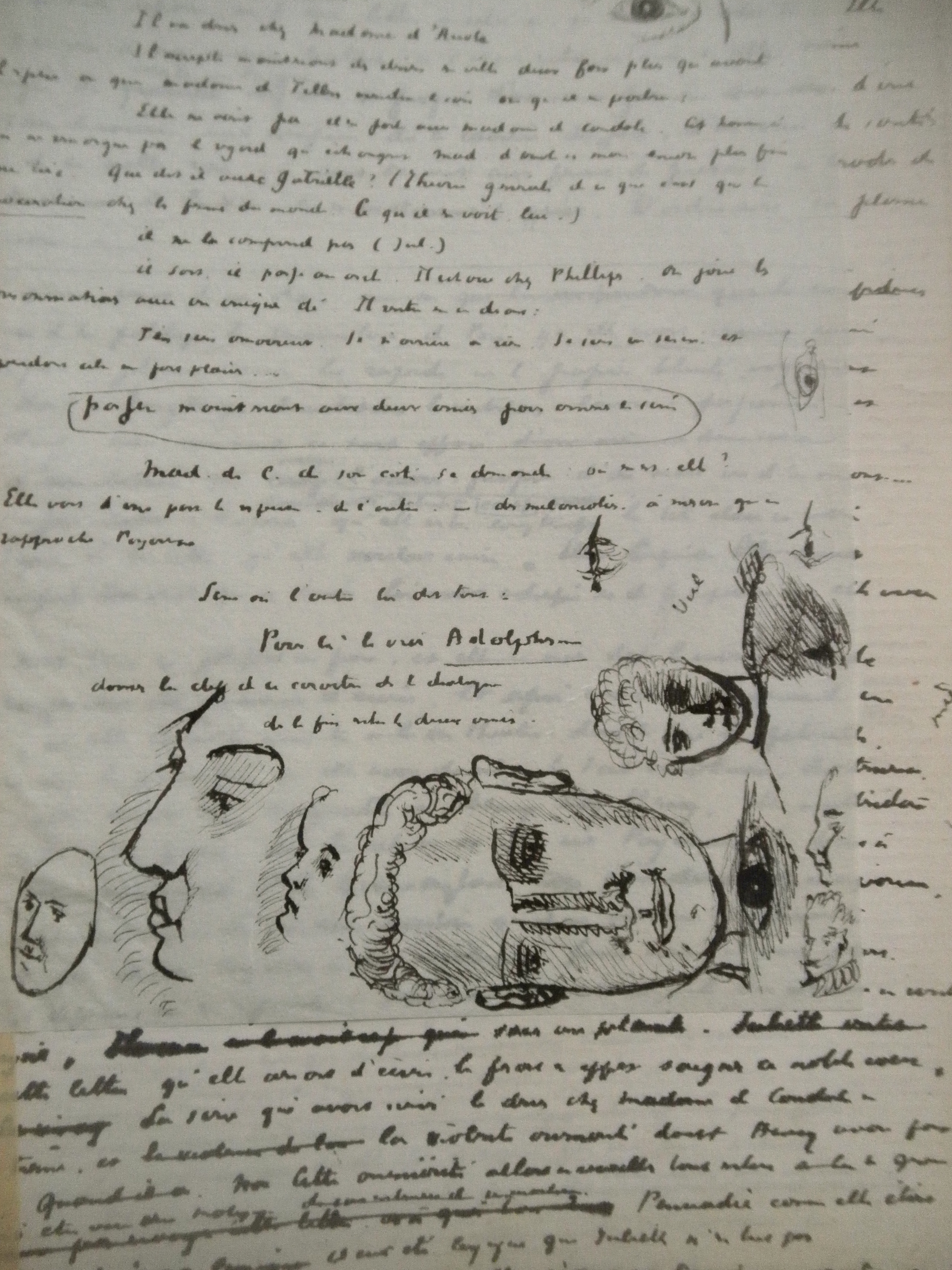

- Schémas préparatoires et croquis dans le manuscrit autographe d'Un cœur de femme (1890)[1]

## Son œuvre

### Poésies

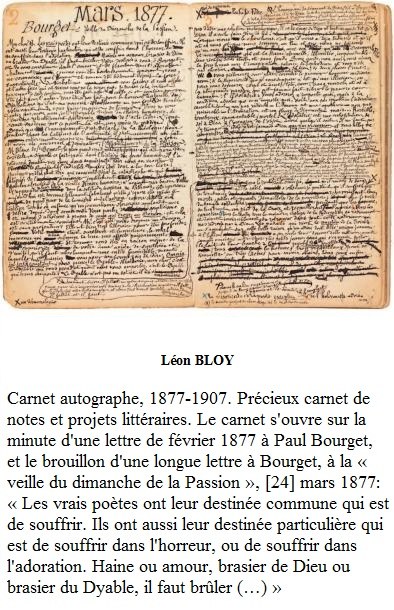
Agrandissez cette image

Paul Bourget a publié six recueils de poésies entre vingt et vingt-sept ans : Au bord de la mer (1872), premier recueil de poésies reprises en 1885 dans Poésies (1872-1876), la poésie Præterita est adaptée musicalement en 1901 (composition) ; La Vie inquiète (1875), ce second recueil de poésies est aussi repris en 1885 dans Poésies (1872-1876), les poésies suivantes sont adaptées musicalement : Très vieux vers (date inconnue), Souvenirs du Levant VIII. Sérénade italienne (date inconnue) ; Edel, recueil de poésies (Alphonse Lemerre, Paris, 1878), ces poésies sont reprises en 1887 dans Poésies (1876-1882) ; Les Aveux, recueil de poésies (Alphonse Lemerre, Paris, 1882), ces poésies sont aussi reprises dans Poésies (1876-1882).
Les poésies suivantes sont adaptées musicalement la plupart du temps par Claude Debussy : L'amour naissant en 1910 (composition), Musique en 1883 (composition), Paysage sentimental en 1883 (composition), et 1900 (édition), Regret en 1884 (composition), Romance (L'âme évaporée et souffrante) en 1891 (composition) et 1906 (édition), Romance (Silence ineffable de l'heure) en 1883 (composition), Soirs d’Été I. Le cœur gai s'enivre de l'heure en 1902 (composition et édition), Romance (Voici que le printemps) en 1884 (composition) et 1900 (édition), Les cloches en 1885 (composition) et 1891 (édition), La romance d'Ariel en 1884 (composition), Beau soir en 1880 (composition) et 1891 (édition), Romance (La mort viendra) 1896 (édition).

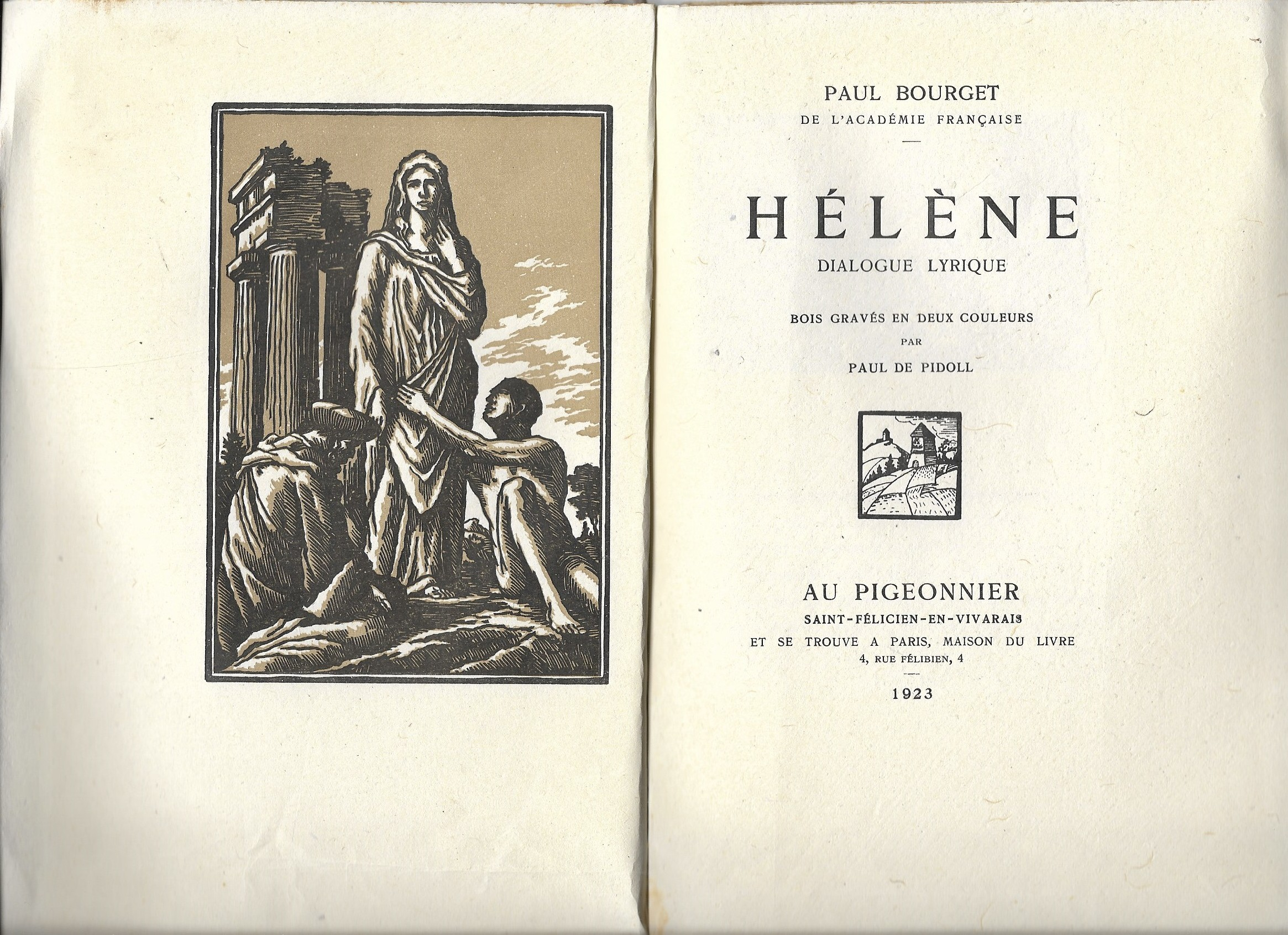
Hélène, dialogue lyrique, 1923.

Le Parnasse contemporain (Alphonse Lemerre, Paris, 1876) est un ensemble de trois volumes collectifs de poésies qui contient dans son troisième recueil 221 poèmes de 63 auteurs. Les poèmes de Paul Bourget sont : Soir d'été et Le sommeil sincère, repris en 1885 dans Poésies (1872-1876) ; Zante et La révolte, repris en 1887 dans Poésies (1876-1882).
- Manuscrit d'un poème de la vingtième année de Paul Bourget[1]

Manuscrit d'un poème de la vingtième année de Paul Bourget
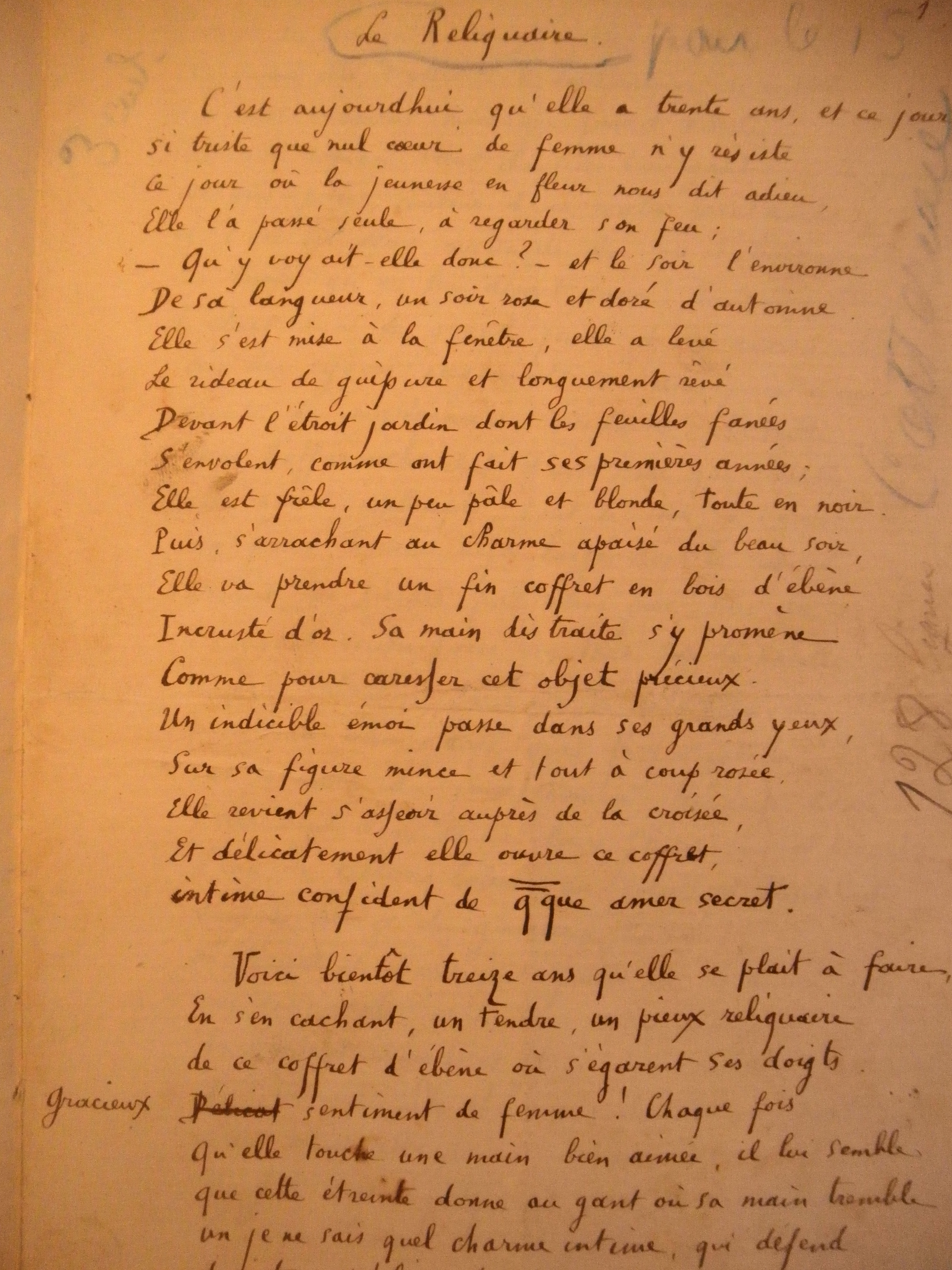
Le Reliquaire page 1.
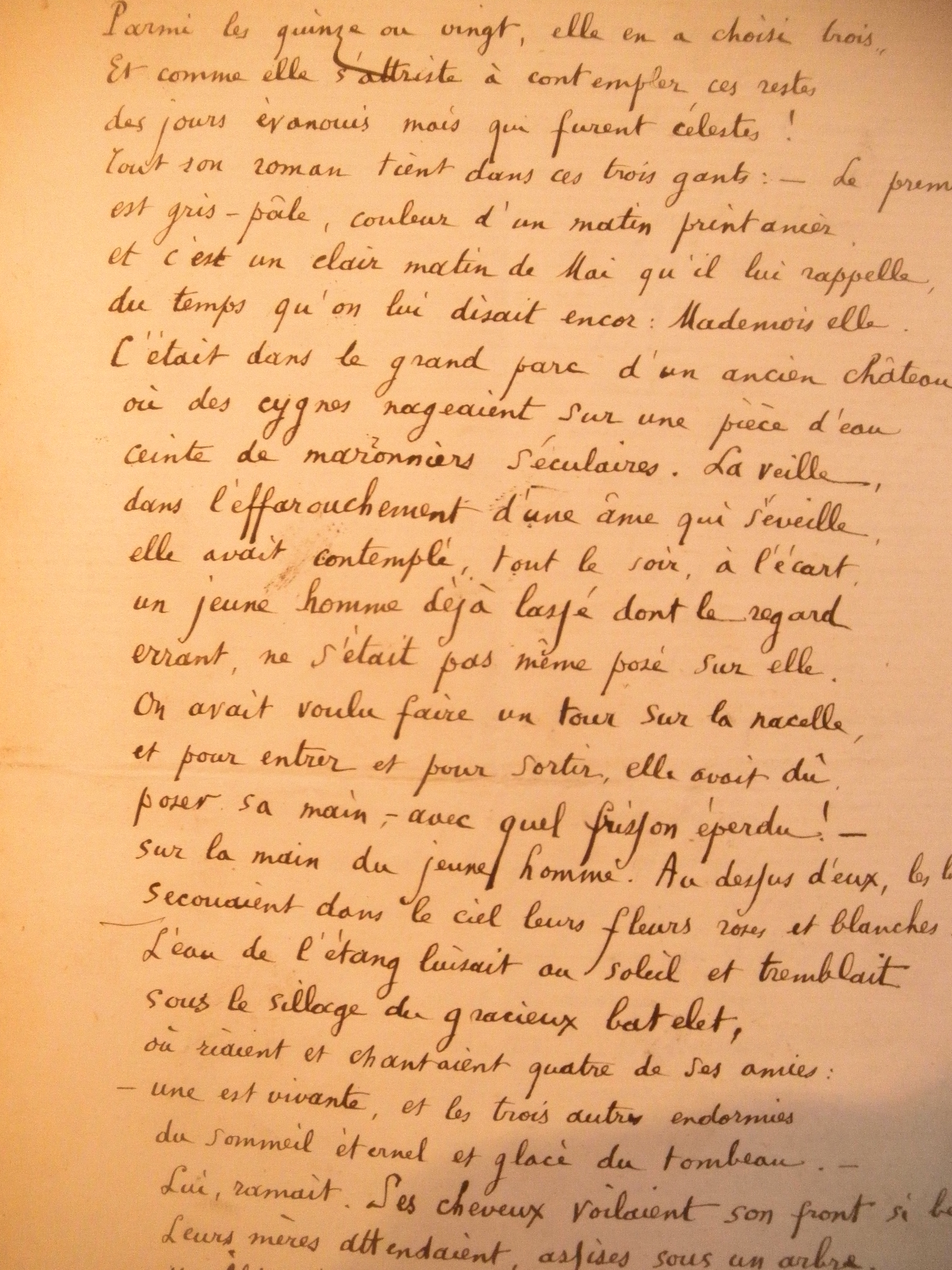
Le Reliquaire page 2.
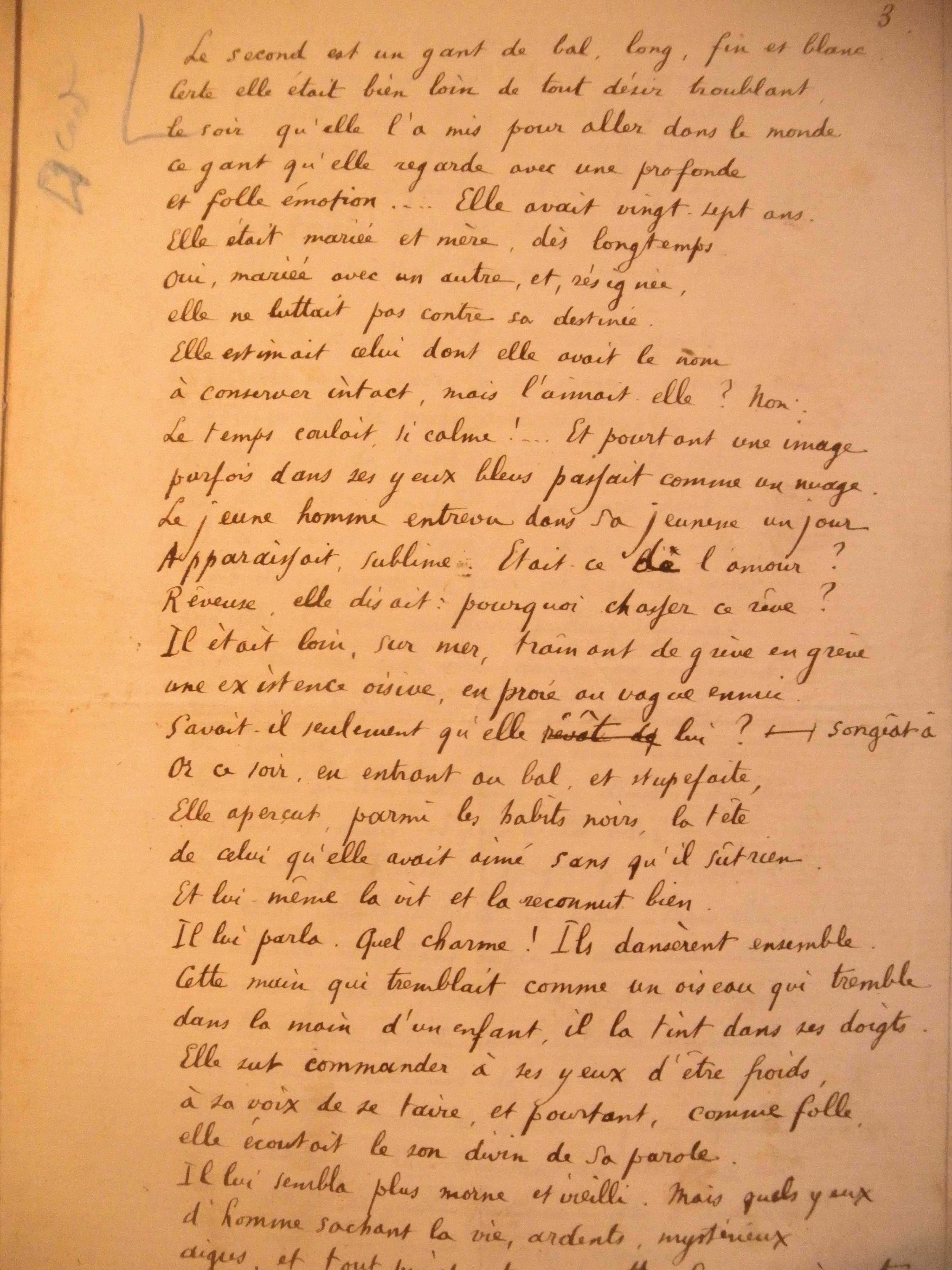
Le Reliquaire page 3.
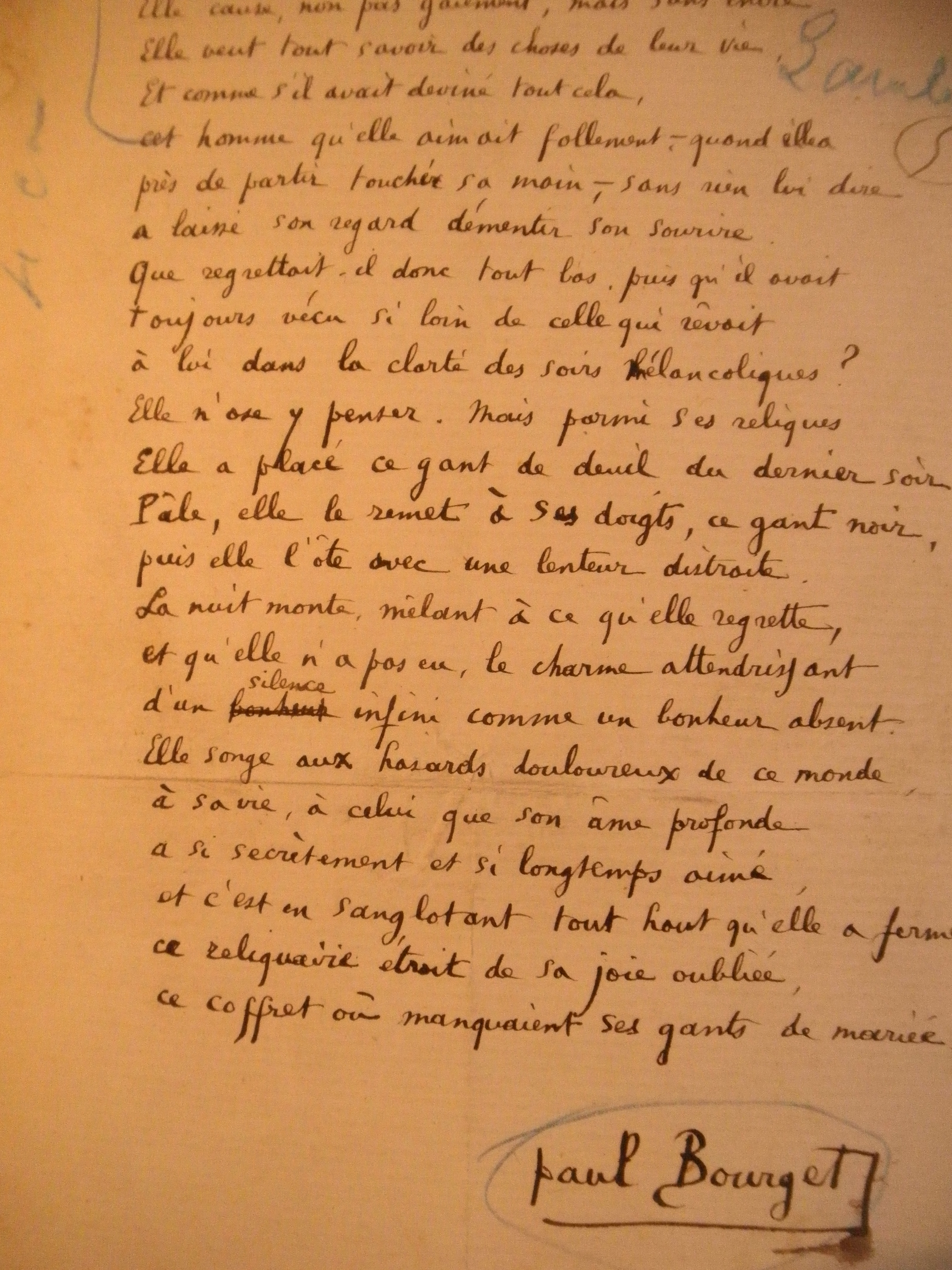
Le Reliquaire page 4.

### Essais

#### Essais de psychologie contemporaine(1883)

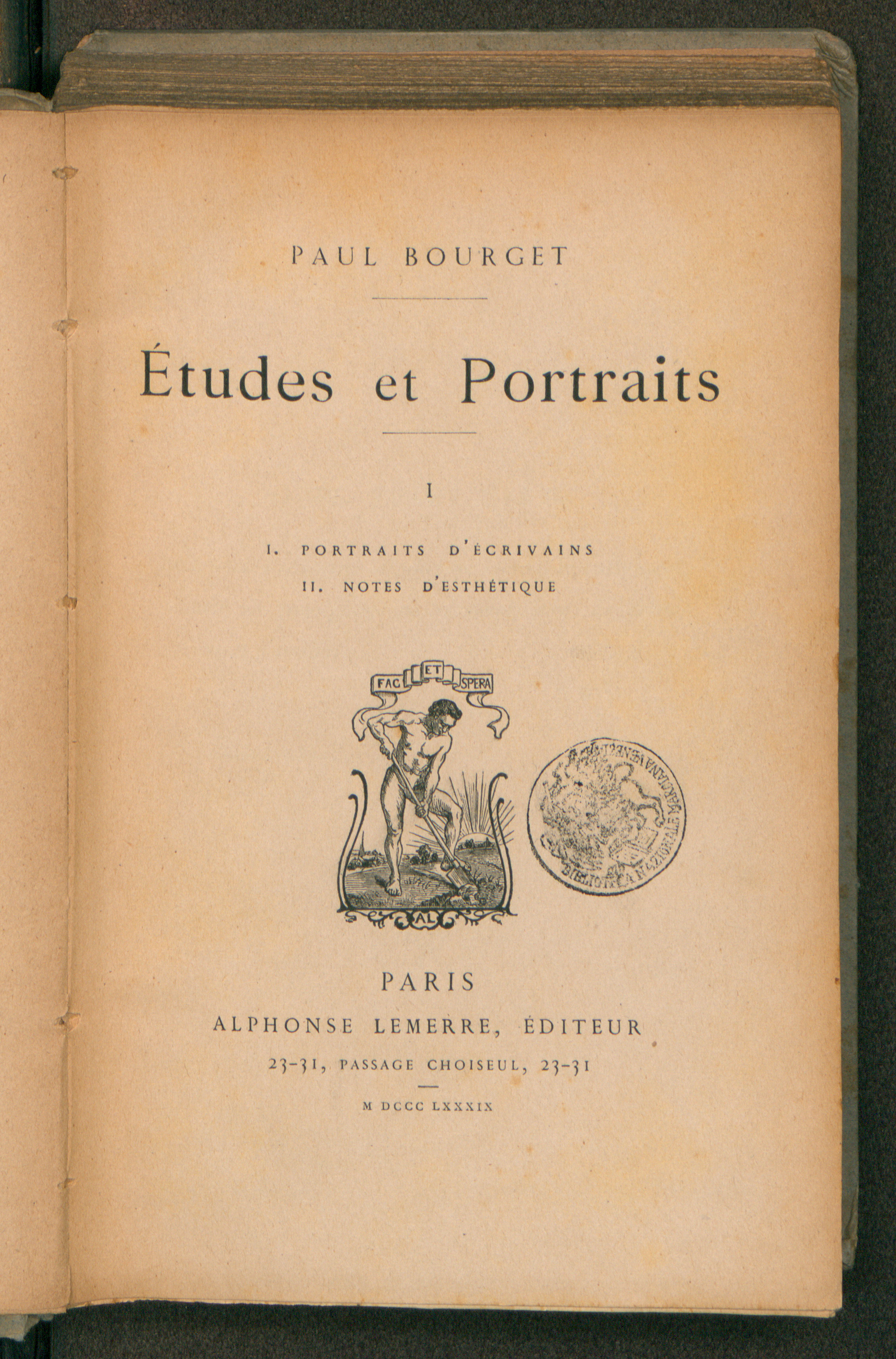
Études et portraits, 1889

Le premier essai de Bourget, issu d'une série d'articles, tente d'analyser les raisons de la décadence en Occident : « Par le mot de décadence, on désigne volontiers l'état d'une société qui produit un trop petit nombre d'individus propres aux travaux de la vie commune. Une société doit être assimilée à un organisme » explique-t-il. Il établit ici les caractères d'un nouveau genre littéraire qu'il oppose à l'omniprésent roman naturaliste. Pourtant, cette théorie de la décadence ne couvre que quatre pages dans les Essais, et elle a contribué à la réputation de l'ouvrage. L'ambition de Bourget est, dans cette vaste étude, d'expliquer en quoi Baudelaire, Renan, Flaubert, Taine, Barrès, Stendhal, Alexandre Dumas fils, Leconte de Lisle, Edmond et Jules de Goncourt, Tourguéniev et Amiel font œuvre d'analyse psychologique dans la littérature mondiale. Pour Bourget ces auteurs sont aussi autant de témoins de la décomposition caractéristique de la fin-de-siècle. Les Essais, republiés en 1885 sous le titre de Nouveaux Essais de psychologie contemporaine sont avant tout, en littérature, une nouvelle approche de la critique littéraire, davantage portée sur la psychologie et considérant que l'œuvre est un organisme vivant.

#### Physiologie de l'amour moderne(1889)

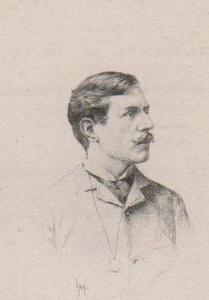
Portrait de Bourget en frontispice de Physiologie de l'amour moderne, 1891.

Dans cet essai, sous-titré Méditations de philosophie parisienne sur les rapports des sexes entre civilisés dans les années de grâce 188-, Bourget expose sa théorie de l'amour moderne. C'est l'œuvre d'analyse du « premier » Bourget, écrite par un véritable physiologiste littéraire à prétention de physiologie scientifique et « qui a pour but d'arriver à la découverte de la loi générale dans le plus individuel des sujets ». Cette histoire de la maladie d'amour en évoque tous les aspects : l'amant, la maîtresse, le flirt, la naissance de la jalousie, la colère, la vengeance, la rupture et les remèdes à l'amour. Paul Bourget aborde ce sujet au travers d'anecdotes, introduisant une foule de personnages et parfois se mettant en scène. Dans cet « ouvrage grouillant de vie », nous découvrons un étalage chirurgical à propos des plus vulgaires sensations, l'ensemble des phénomènes cérébraux qui constituent l'instinct sexuel. En décrivant sur un ton de persiflage la femme, proie naturelle des désirs masculins, Paul Bourget (il a trente-sept ans et vient de clore sa liaison parfois ombrageuse avec Marie Kann, qu'il a fini par détester) nous livre en fait toutes les découvertes qu'il a faites depuis dix ans sur la passion qui domine dans ce monde. Cette enquête sur les mœurs galantes des Parisiens dans les années 1880 apparut parfois comme une intention de libertinage et l'essayiste dut en adoucir plusieurs passages.

### Principaux romans

#### Le Disciple(1889)
C'est peu après Physiologie de l'amour moderne, en 1889, dans le roman Le Disciple, que Paul Bourget met les préoccupations morales au premier plan. Il y développe la question de la responsabilité, notamment celle de l'écrivain ou du philosophe, vis-à-vis des conséquences de ses écrits. « Peu d'ouvrages de cette nature », note Victor Giraud, contemporain de Paul Bourget, « ont eu sur les esprits, sur les âmes et sur les consciences mêmes, pareille action, ont déterminé pareil ébranlement ». Selon Jean-Christophe Coulot « construit selon une rigoureuse progression dramatique, ce roman illustre la préoccupation de Bourget devant le mal, à travers la responsabilité d'une œuvre philosophique sur l'esprit d'un jeune étudiant ». Il ajoute que ce roman constitue plus de « deux cents pages de psychologie expérimentale menée avec méthode ». Notons cependant que si Le Disciple est considéré comme le premier roman du « deuxième » Paul Bourget, il avait déjà, dans Mensonges (1887), et à travers les propos qu'il prête à l'un de ses personnages, l'abbé Taconet, introduit les notions de responsabilité des guides de la pensée humaine, de supériorité de l'action, de salut par la pitié et par la foi.

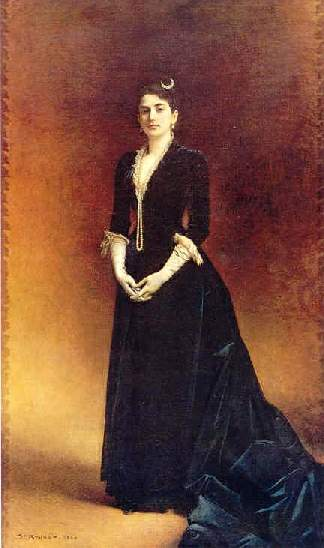
Marie Kann en 1882.

Avec ce roman, Paul Bourget, un des « fils de Taine entre science et morale », accomplit l'essentiel de la réinterprétation spiritualiste du positivisme et dont la figure dans le roman est le philosophe Adrien Sixte, le maître à penser du disciple, Robert Greslou. Le parcours tragique de ce dernier, jeune étudiant précepteur chez le marquis de Jussat, qui devient meurtrier, traverse toute l'œuvre. Ce jeune disciple, issu d'un milieu modeste, et donc incapable de maîtriser le savoir abstrait du savant révéré, se veut la démonstration du nécessaire rejet de la figure du savant prophétique au nom d'un « paradigme de la responsabilité ». L'écrivain ne peut pas par conséquent se placer hors de l'ordre social.

#### Cosmopolis(1892)
La grande nouveauté du roman Cosmopolis, dans la production littéraire de Paul Bourget, est l'importance donnée aux agissements des personnages. Ceux-ci sont en effet systématiquement confrontés aux conséquences de leurs actions. Bourget décrit la société élégante, européenne et cosmopolite, évoluant dans les différentes capitales culturelles incontournables que sont Paris, Rome, Londres, Saint-Moritz ou Venise. Si l'écrivain dépeint les masques de la société bourgeoise, l'entregent et les relations d'intérêt, il explique aussi comment naissent des conflits de caractères, des passions en lutte qui s'éveillent sous la mondanité. On découvre alors des « batailles de race ». Chacun des personnages se conduit selon la nature qu'ont façonnée ses hérédités nationales et suivant les stéréotypes propres à Bourget. Ainsi, dans le personnage de Boleslas Gorka, se retrouve l'irritabilité nerveuse du Slave ; chez madame Gorka, sous l'amabilité souriante, on perçoit le fanatisme de vérité qui a fait les Puritains anglais ; derrière les raffinements artistes d'un Lincoln Maitland, on devine l'Américain invinciblement robuste et brutal, l'être positif, insensible et volontaire comme toute l'Amérique. Le romancier, qui applique tout au long du roman, sa théorie des races, en arrive à la conclusion que « l'Homme fait partie d'un organisme, duquel il reçoit ses impulsions et sur lequel il pèse à son tour ».
Une édition illustrée par Myrbach, Duez (déjà décédé) et Jeanniot parait à Paris chez Alphonse Lemerre Éditeur en 1893.

Complicité littéraire entre Minnie et Paul Bourget dans le manuscrit de Cosmopolis
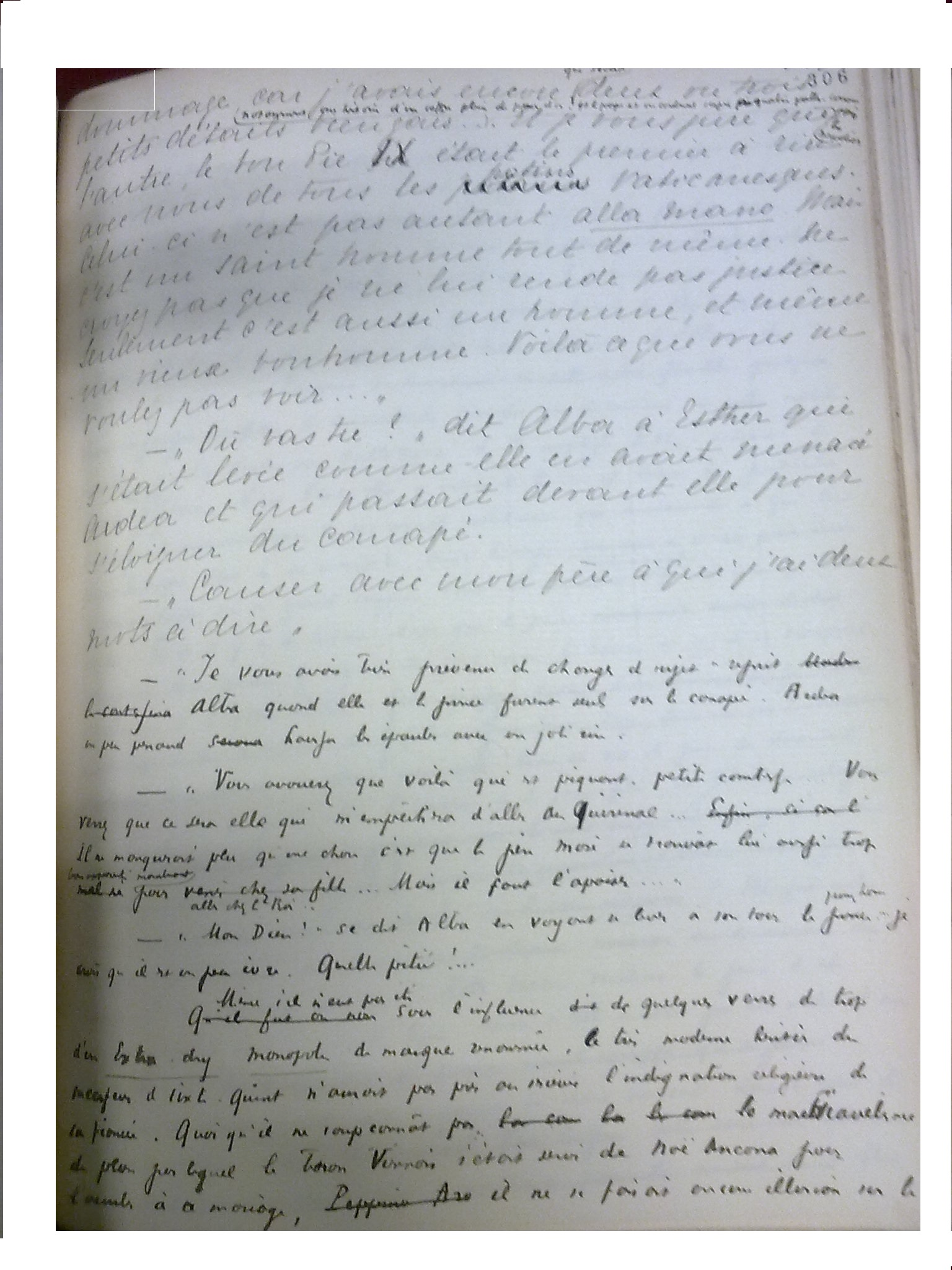
Cosmopolis écrit à deux mains, celles de Minnie et de Paul.
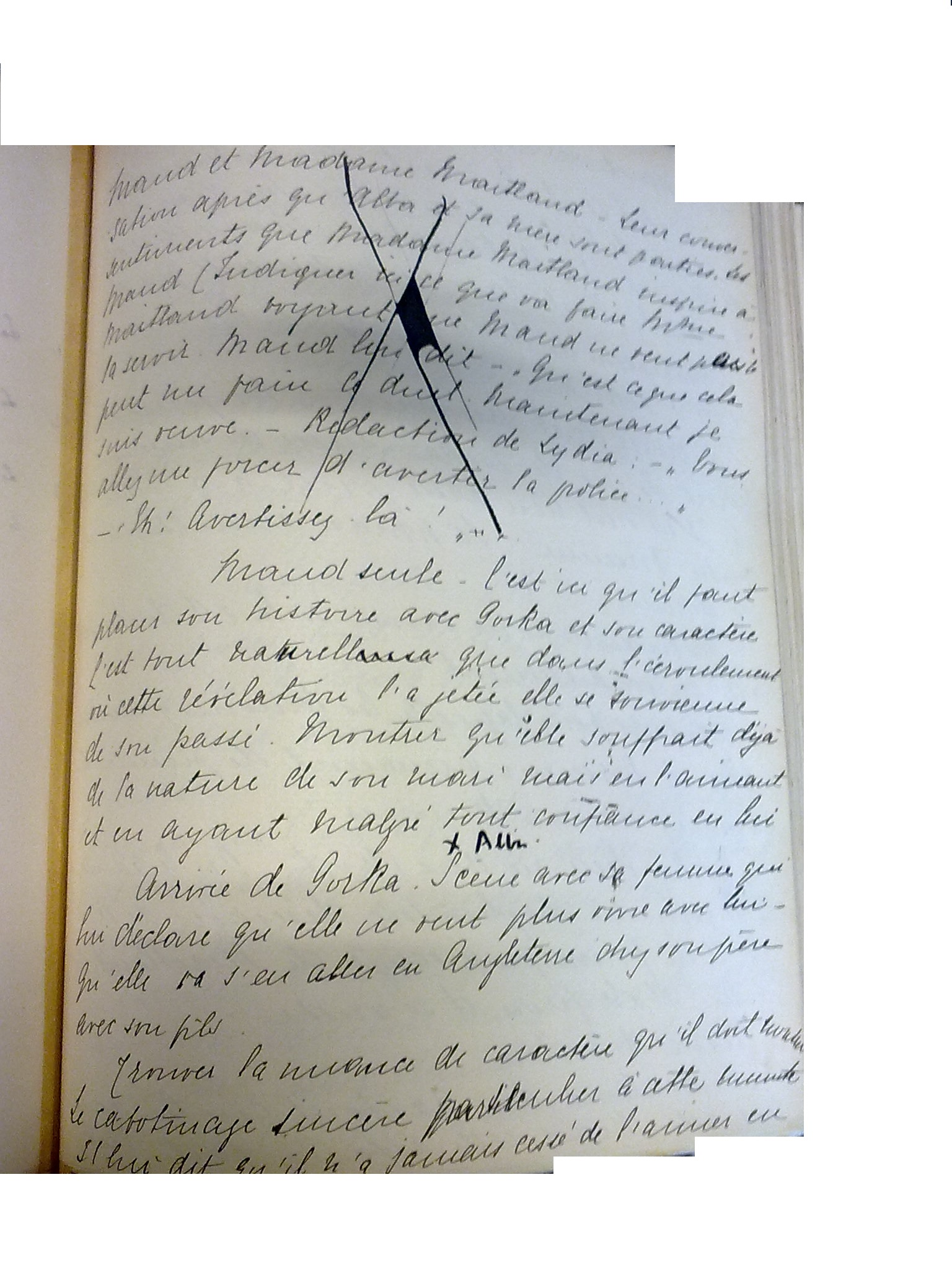
Minnie Bourget, une page manuscrite de Cosmopolis.
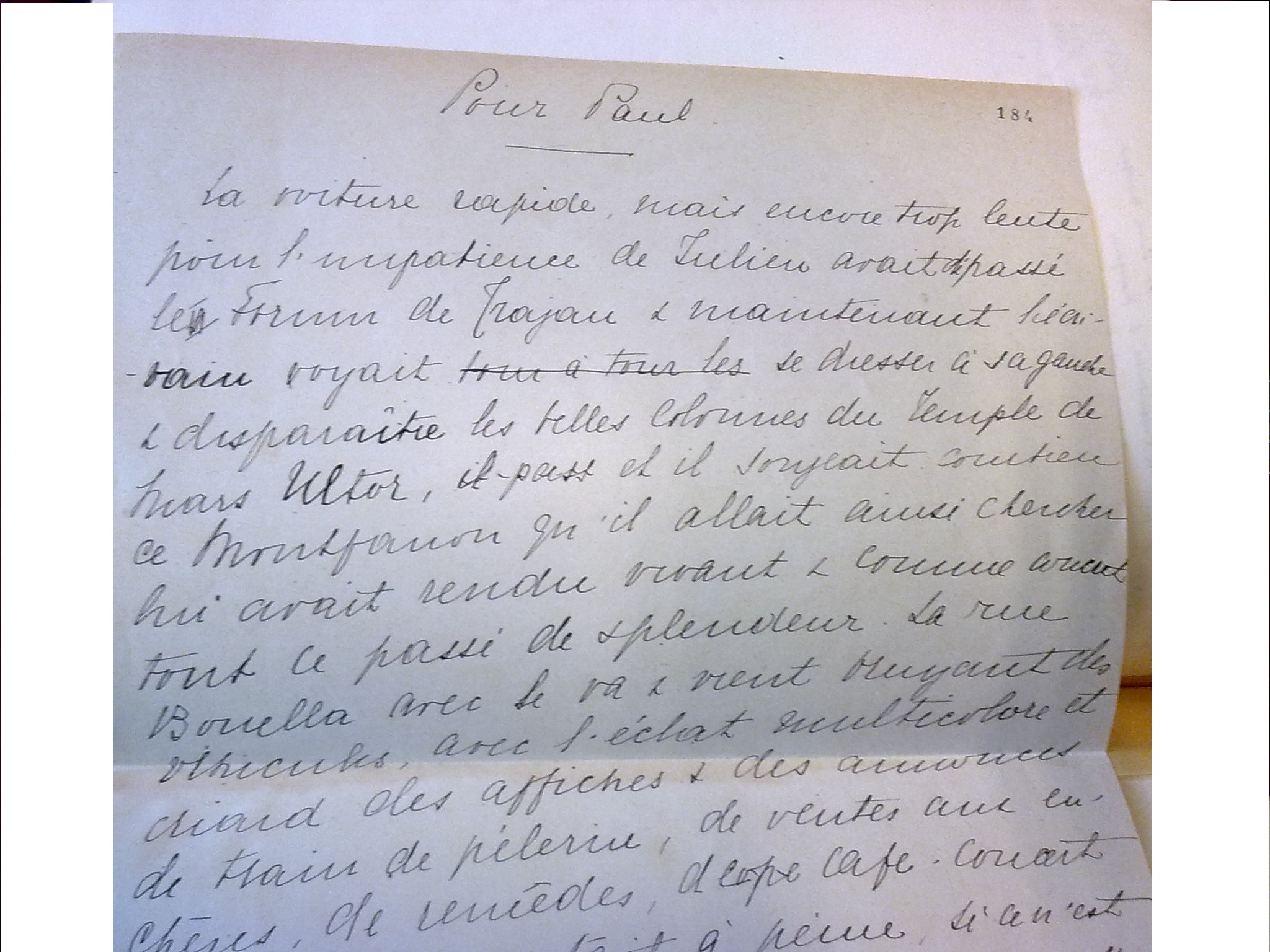
Un chapitre de Cosmopolis écrit par Minnie, à l'attention « de Paul. »
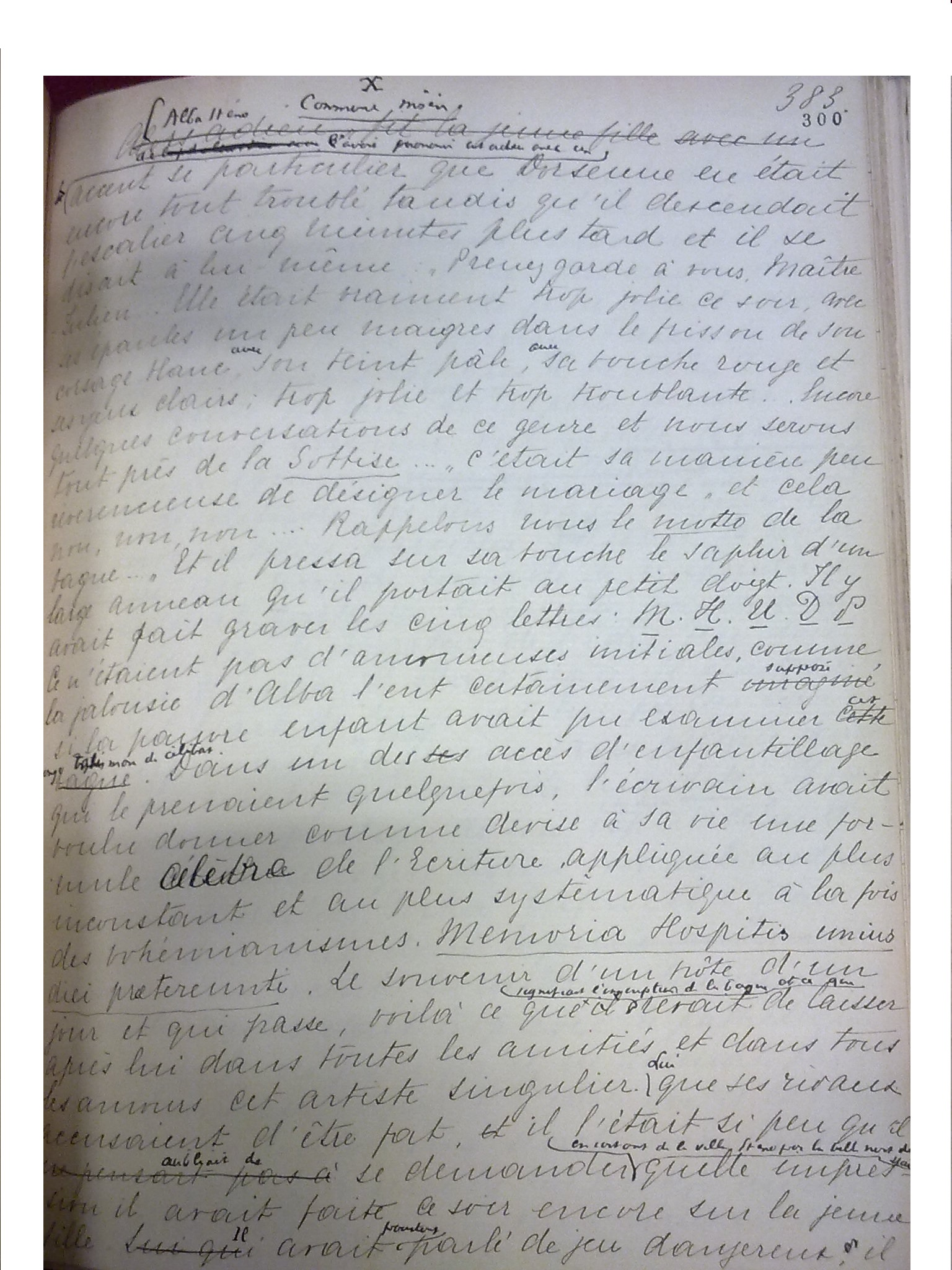
L'écriture de Minnie Bourget dans un manuscrit de Cosmopolis.

#### L'Étape(1902)
Roman traditionaliste, L'Étape relate l'ascension sociale et les valeurs de la famille en décomposition surtout, celle du professeur Joseph Monneron. Alors que son fils, Antoine, se dissipe dans les jeux et le plaisir, sa fille Julie se dissout auprès d'un jeune homme qui finit par la laisser seule et enceinte. Seul Jean, son dernier enfant, est vertueux mais porté vers des idées religieuses que son père hait. On retrouve dans L'Étape quelques-uns des thèmes récurrents de l'œuvre de Paul Bourget, comme le déracinement et le « déclassement social ». Paul Bourget y célèbre les mérites du patrimoine, de la durée, de « cette maturation antérieure de la race sans laquelle le transfert de classe est trop dangereux ». Il y affirme que « le problème de la vie humaine est uniquement le problème de la famille ».

#### L'Émigré(1907)
Ce roman d'idées est le troisième panneau d'un triptyque consacré à la famille. Dans L'Étape, Paul Bourget avait traité de l'ascension d'une famille paysanne ; dans Un divorce, il avait étudié l'ébranlement d'une famille bourgeoise par la méconnaissance de la loi fondamentale du mariage. Dans L'Émigré, il va montrer ce que deviennent les familles nobles dans la France moderne et quel rôle elles pourraient encore jouer, développant ainsi les idées traditionalistes qu'il défend.
Le romancier fait revivre les avatars d'une famille noble menacée de disparition au début du XXe siècle. Ayant survécu aux calamités de 1789, cette famille ne survit pas à celles engendrées par la dégradation des mœurs aristocratiques. Le marquis Geoffroy de Claviers-Grandchamp, personnage principal de cette œuvre engagée, est en fait le porte-parole de toutes les idées sur la noblesse et la monarchie que « Paul Bourget n'a cessé de propager par ses articles et ses discours ». Bourget se fait « l'interprète de la métaphore de l'émigré, celui-ci étant à la fois généreux et sensible, maudit et déchu, condamné par l'évolution inéluctable du mal physique et moral dont la noblesse était victime depuis Richelieu ».

#### Le Démon de midi(1914)
Ce roman est paru en 1914 aux éditions Plon-Nourrit à Paris. Il s'agit d'un roman à thèse à forte teneur idéologique, comme L'Étape (1902) ou Un divorce (1904), qui permet à l'académicien de développer les thèmes sociaux, politiques et religieux qui lui sont chers et qu'il a découvert en lisant Joseph de Maistre, théoricien de la Contre-révolution : la lutte contre les idées révolutionnaires et la défense de l'Église catholique, de la famille traditionnelle et des valeurs patriotiques. En décrivant les milieux ecclésiastiques de l'époque, alors agités selon lui par des controverses dangereuses, Paul Bourget affirme la nécessité d’une discipline de l’esprit et des mœurs et, conséquemment, d’une autorité supérieure à toute discussion, d’un magistère infaillible qui règle cette discipline.
Le livre s'inscrit au cœur de la crise du modernisme, qui, entre 1900 et 1910, remet en cause les valeurs traditionnelles de l'Église catholique et suscite l'émotion des théologiens proches du Pape Pie X. Paul Bourget se fait l'interprète des positions exprimées par le Saint-Siège dans les textes pontificaux publiés à cette époque et qui condamnent sans appel le courant moderniste. La publication du Démon de midi est l'occasion pour les historiens du modernisme de livrer leur interprétation sur la spiritualité et les thèses dégagées dans le roman et sur les limites de la vision conservatrice du romancier catholique.

## Réception, influence et postérité de Paul Bourget

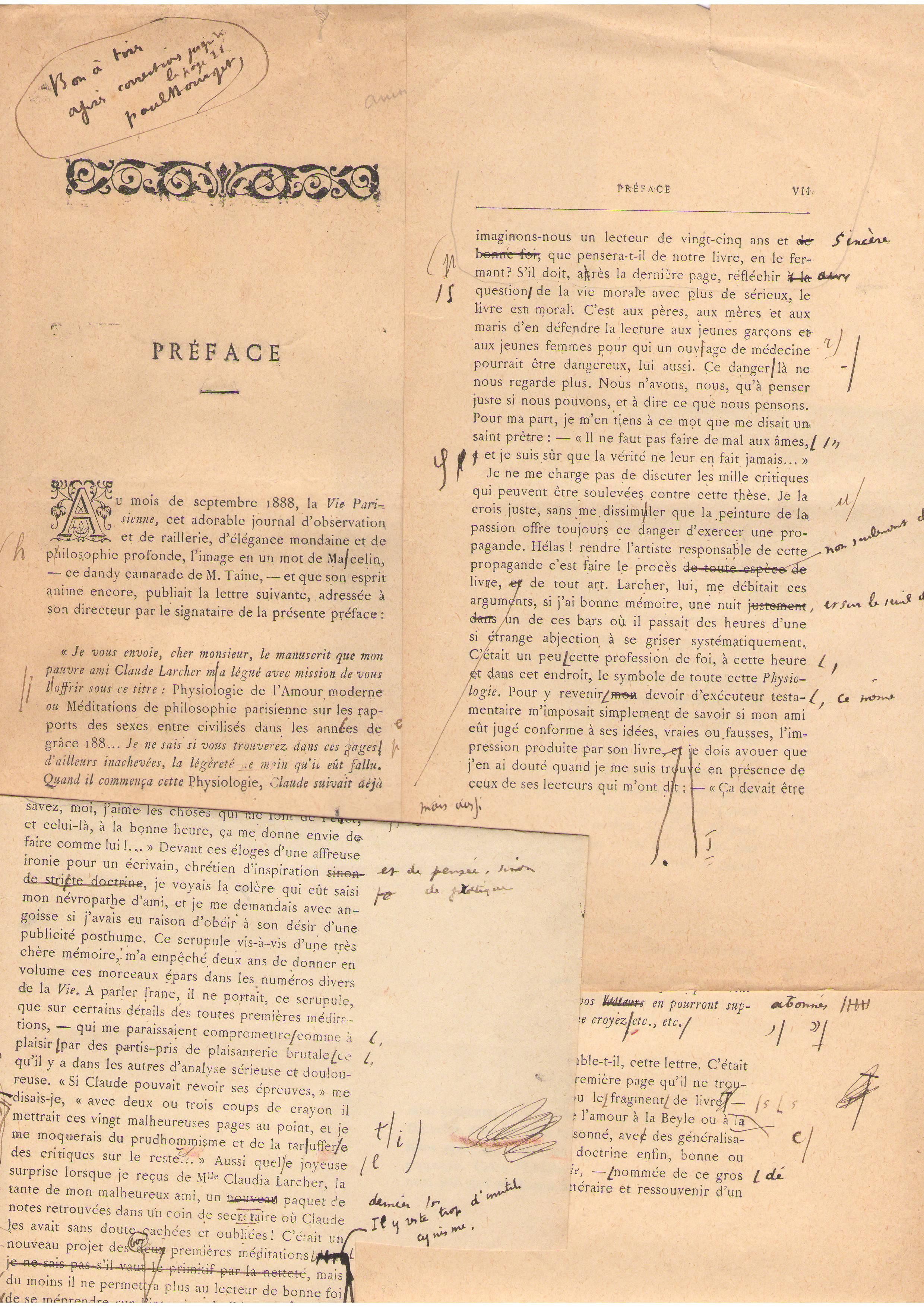
Fragments de Physiologie de l'amour moderne.

### En littérature
Dans son introduction à la réédition du Disciple, aux éditions Nelson (1910), Téodor de Wyzewa revient sur l’impression que produisit le roman sur les hommes de lettres de sa génération : « Nous entendions que M. Paul Bourget partageât toutes les opinions qui nous étaient chères, et au premier rang desquelles figurait une foi absolue de l'œuvre d'art sur le reste des choses. La doctrine que nos devanciers avaient appelée « l'art pour l'art » avait eu beau changer de nom au cours des années : elle continuait à nous apparaître comme la première, l'unique vérité. Nous ne souffrions pas que l'artiste, et en particulier l'homme de lettres, eût jamais à se préoccuper de la portée morale de son œuvre, ni de ses conséquences dans la vie pratique ». Bourget est ainsi le premier écrivain à faire intervenir les acquisitions de la nouvelle psychologie scientifique dans la conception des personnages et, par, là il influence directement ses contemporains. Bourget influence donc en premier lieu Maupassant (dans Pierre et Jean, 1888 et Notre cœur, 1890), Pierre Loti (Pêcheur d'Islande, 1886), Octave Mirbeau (Le Calvaire, 1886) qui, à leurs tours, usent des acquisitions de la psychologie dans leurs romans. Abel Hermant, un des principaux héritiers de Bourget reprend aussi ces théories dans Cœurs à part (1890). D'autres écrivains, avec des réussites inégales, profitent à des titres divers des innovations littéraires de Paul Bourget : Émile Zola avec son Docteur Pascal, Paul Hervieu dans L'Exorcisée, Édouard Rod avec La Sacrifiée, Jules Renard avec L'Écornifleur et Poil de carotte, ou Léo Trézenik enfin avec La Confession d'un fou. En second lieu, Bourget influence l'école « anti-romantique » représentée par Charles Maurras (l'Action française était par définition anti-romantique), Léon Daudet (L'Hérédo), Ernest Seillière (Le Mal Romantique, 1908) ou Pierre Lasserre (Le Romantisme français, 1907).
En Amérique, l'influence du romancier est perceptible après son voyage outre-atlantique en 1893, sur certaines œuvres d'Edith Wharton (Chez les heureux du monde, 1905), de Francis Scott Fitzgerald ou de Henry James qui revisite les témoignages sur les comportements humains présents dans les nouvelles de l'auteur du Disciple. La connaissance des œuvres de Henry James doit aussi à l'implication de Bourget dans la réception française de l'écrivain américain.
La littérature italienne porte aussi l'empreinte des amitiés et des voyages transalpins, nombreux, de Paul Bourget : Gabriele D'Annunzio s'inspire ainsi du Disciple pour son Triomphe de la mort (1894), tandis que les écrits de Luigi Gualdo évoquent certains romans de l'écrivain hyèrois,. La littérature d'évasion italienne a aussi pris pour modèle les romans mondains de Paul Bourget. Lucio D'Ambra, l'écrivain italien de romans légers, avoue que Bourget « était pour lui un maître vénéré » et revendique son héritage.
Paul Bourget exerce aussi une influence sur les penseurs traditionalistes japonais tel l'historien Kiyoshi Hiraizumi.

### En psychologie
Les Essais de psychologie contemporaine ont influencé durablement écrivains et philosophes allemands : le jeune Heinrich Mann est en effet un fervent lecteur de Paul Bourget. Il publie en 1894, dans un journal intitulé Le Présent et sous le titre Bourget, un cosmopolite, une recension de deux ouvrages de l'écrivain : Sensations d'Italie et Cosmopolis. Le chef de file de l'école psychologique viennoise, Hermann Bahr, a profondément subi l'ascendant de Paul Bourget. C'est à l'exemple de Bourget qu'il a su vaincre la décadence dans la tradition du christianisme. Les Essais de psychologie contemporaine prennent également place dans la construction nietzschéenne. Grâce à Paul Bourget, Friedrich Nietzsche apprend en effet à considérer Hegel comme « un événement européen ». De même, l'usage nietzschéen du mot « nihilisme » a pour origine les Essais de Bourget. Enfin, le philosophe allemand s'est inspiré de la notion de décadence, théorisée dans les Essais, pour l'appliquer au Cas Wagner (1888) et le terme, « inscrit directement en français, règne en maître sur le dernier état de la pensée de Nietzsche, dans les fragments posthumes de l'année 1888 ».

### Postérité de Paul Bourget après 1935
Pourtant, après la Première Guerre mondiale et jusqu'en 1950, Paul Bourget devient pour beaucoup « un modèle négatif », et auquel il convient d'opposer une littérature nouvelle. Les romans de l'auteur du Disciple apparaissent rigides à cause des thèses conservatrices qu'ils défendent. Julien Benda classe donc Paul Bourget parmi les mauvais maîtres. Louis-Ferdinand Céline, en 1938 dans son pamphlet : Bagatelles pour un massacre, perçoit les écrits de l'académicien comme des « sous-prousteries [sic] ». « Avec son écriture surannée et son idéologie partisane », Bourget est même tombé en disgrâce aux yeux d'André Gide qui estime que son œuvre est périssable et qu'elle « passera avec son époque ». En 1951 Jacques Laurent, dans son essai Paul et Jean-Paul, met ironiquement en parallèle Paul Bourget et Jean-Paul Sartre.
Ce rejet dont Paul Bourget est victime semble s'estomper pour la célébration du centenaire de sa naissance en 1952. François Mauriac, Pierre de Boisdeffre ou Emmanuel Beau de Loménie se font, dans les articles de presse évoquant l'homme et son œuvre, l'écho de ses qualités. Cette timide réhabilitation semble se poursuivre avec la publication des ouvrages de Michel Mansuy, à partir de 1960 et se confirmer avec la tenue d'un premier colloque international consacré à l'écrivain en 2005.

## Œuvres complètes de Paul Bourget
Les titres d'œuvres sont suivis de leurs premières éditions ainsi que de leurs années de parution.

### Poésies
- Au bord de la mer (?, 1872)
- La Vie inquiète (Lemerre, 1875)
- Petits Poèmes (1876)
- Le Parnasse contemporain (Lemerre, 1876)
- Edel (Lemerre, 1878)
- Les Aveux (Lemerre, 1882)
- Poésies inédites (2 vol.)
- Hélène; dialogue lyrique (au Pigeonnier, 1923)

### Romans
- La Passion d'Armand Cornélis ([1877 - 1878], Plon – Nourrit, 1903)
- Cruelle énigme (Lemerre, 1885)
- Un crime d'amour (Lemerre, 1886)
- André Cornélis (Lemerre, 1887 et Fayard, 1946)
- Mensonges (Lemerre, 1887 et Fayard, 1948)
- Le Disciple (Lemerre, 1889, Plon – Nourrit, 1901, Nelson, 1911 et Marseille Transbordeurs, 2006)
- Un cœur de femme (Lemerre, 1890 et Flammarion, 1936)[213]
- Cosmopolis (Lemerre, 1892 et 1898, et Fayard, 1947)
- La Terre Promise (Lemerre, 1892)
- Steeple-Chase (Maurice Olivier) (Alphonse Lemerre, Paris, 1894)
- Une idylle tragique (mœurs cosmopolites) (Lemerre, 1896)
- La Duchesse Bleue (Lemerre, 1898)
- Trois petites filles (Alphonse Lemerre, Paris, 1899)
- L'Écran (L. Borel, Paris, 1900)
- Le Fantôme, Plon − Nourrit et Cie, 1901 (Wikisource)
- L'Étape (Plon – Nourrit, 1902, Hachette, 1929 et Fayard, 1946)
- Un divorce (Plon – Nourrit et Cie, 1904 et Flammarion, 1938)
- L'Émigré (Plon – Nourrit et Cie, 1907)
- La Dame qui a perdu son peintre (Plon, 1910)
- Le Démon de midi (Plon – Nourrit, 1914 et Fayard, 1946)
- Le Sens de la mort (Plon – Nourrit et Cie, 1915)
- Lazarine (Plon – Nourrit, 1917)
- Némésis (Plon – Nourrit, 1918 et Flammarion, 1942)
- Laurence Albani (Plon – Nourrit, 1919)
- Un drame dans le monde (Plon – Nourrit et Cie, 1921)
- L'Ecuyère (Plon, 1921)
- La Geôle (Plon – Nourrit et Cie, 1923)
- Le Roman des quatre (Plon – Nourrit, 1923 – 1926), écrit en collaboration avec Gérard d'Houville, Henri Duvernois et Pierre Benoit
- Cœur pensif ne sait où il va (Plon – Nourrit et Cie, 1924)
- Tragiques remous, (Arthème Fayard, Paris, 1924)
- Le Danseur mondain (Plon – Nourrit, 1926)
- Nos actes nous suivent (Plon, 1927)
- La vengeance de la vie - Agnès Delas (Plon, 1930)
- La rechute, (Plon-Nourrit, Paris, 1931)
- Le Diamant de la reine (Plon, Paris, 1932)

### Nouvelles
- L'Irréparable (Lemerre, 1884)
- Pastels (dix portraits de femmes) (Lemerre, 1889)
- Nouveaux pastels (dix portraits d'hommes) (Lemerre, 1891)
- Aline ; Croquis londoniens ; Jules Vallès (H. Gautier, Paris, 1891)
- Un scrupule (Lemerre, 1893)
- Un Saint ; Antigone ; Un humble ; Un joueur ; Autre joueur ; Aline ; L'ancêtre (Alphonse Lemerre, Paris, 1894)
- Voyageuses (Lemerre, 1897)
- Recommencements (Lemerre, 1897)
- Complications sentimentales (Lemerre, 1898)
- Drames de famille ; L'échéance ; Le luxe des autres ; Cœurs d'enfants (1900)
- Un homme d'affaires ; Dualité ; Un réveillon ; L'outragé (1900)
- Monique ; Les gestes ; Reconnaissance, Trois récits de guerre (1900)
- Bob Milner (conte, Le Gaulois du Dimanche, 18-19 janvier 1902)
- L'Eau Profonde (1902)
- Les Deux Sœurs. Le cœur et le métier (Plon-Nourrit, Paris, 1905)
- Une nuit de Noël sous la Terreur, Paris, H. Daragon, 1907 (Wikisource)
- « La parole donnée » (ill. J. Simont), L'Illustration,‎ décembre 1906, p. 21-29 (lire en ligne).
- Les Détours du cœur (1908)
- La barricade. Chronique de 1910 (Plon-Nourrit, Paris, 1910)
- Vision d'Autriche, monographie, de Marie-Anne de Bovet et collectif (Grasset, Paris, 1911)
- L'Envers du décor (1911)
- Le testament, (Édition de la Guirlande, Paris, 1919)
- Le Justicier ; La cachette ; Le carré d'orties ; Le fruit juge l'arbre ; L'apache (Plon – Nourrit et Cie, 1919)
- Anomalies (Plon, 1920)
- Profil de veuve, (Flammarion, Paris, 1920) ; L'aveu menteur, (Ferenczi, Paris, 1921) ; L'écuyère, (Plon-Nourrit, Paris, 1921)
- Conflits intimes (Plon, 1925)[B 17], recueil incluant Le Beau Rôle et Le Chapiteau ; contient également : Le chauffeur ; Le geste du fils ; Le sursis ; L'exemple ; Le couvent désaffecté
- Le tapin, (la Revue des deux Mondes, 1er décembre 1927)
- Confidences de femmes, nouvelle inédite, (Candide, 1er décembre 1927)
- Deux nouvelles : Le scrupule de l'apostat ; Confidences de femmes, (Éditions des Portiques, Paris, 1928)
- Cryptesthésie, nouvelle inédite, (Candide, 7 août 1930) ; Une âme d'enfant, nouvelle inédite, (Candide, 16 octobre 1930) ; Le Buste posthume, nouvelle inédite, (Candide, 13 novembre 1930)
- L'Honneur du Nom, recueil de nouvelles : L'Apostat, La Confidente, Secrets de femmes, Sous les palmiers d'Hyères (Plon, Paris, 1933)
- Une laborantine (août-septembre 1933)

### Essais
- Essais de psychologie contemporaine (Lemerre, 1883)
- Ernest Renan (Maison Quantin, 1883)
- Nouveaux essais de psychologie contemporaine (Lemerre, 1886)
- Études et portraits (I Portraits d'écrivains et II Notes d'esthétiques) (2 vol. , Lemerre, 1891)
- Physiologie de l'Amour Moderne (Lemerre, 1891)
- Sensations d'Italie (Toscane. Ombrie. Grande-Grèce) (Lemerre, 1891)
- Guy de Maupassant (dans: la Revue hebdomadaire, 15 juillet 1893, p. 454 à 464)
- Outre-mer. (Notes sur l'Amérique) (Lemerre, 1895)
- Études et portraits III (Plon – Nourrit, 1903)
- Le livre d'or de Sainte-Beuve, Collectif ; Un texte de Paul Bourget dans ce recueil : Sainte-Beuve poète (Aux bureaux du Journal des Débats, Paris, 1904)
- Nos traditions nationales, comment les défendre ? (l'Entente nationale, Bourges, impr.Tardy-Pigelet, 1904)
- La Renaissance du traditionalisme en politique ( éd. de propagande de la Revue catholique et royaliste, 1904)
- Études et portraits IV (Plon – Nourrit, 1906)
- L’Œuvre de Gustave Flaubert (extr. des Annales, 13 octobre 1907, p. 341 à 343)
- « Devant un buste de cire », L'Illustration, no 3484,‎ décembre 1909, p. 17-18 (lire en ligne).
- Pages de critique et de doctrine (Plon – Nourrit, 1912)
- Nouvelles Pages de critique et de doctrine (Plon – Nourrit, 1922)
- La Leçon de Barrès (À la Cité des Livres, Paris 1924)
- L'Art du roman chez Balzac (extr. de la Revue des deux mondes, 15 février 1926, p. 931 à 942)
- L'Actualité de Sainte-Beuve (extr. de la Revue des deux mondes, 15 juin 1927, p. 926 à 936)
- Quelques témoignages, (Plon-Nourrit, 2 volumes, Paris, 1928)[214]
- Le Centenaire d'Hippolyte Taine (extr. de la Revue des deux mondes, 15 mars 1928, p. 241 à 257)
- Au service de l'ordre (Paris, Plon, 1929 – 1932, 2 vol.  et Notes sociales)
- Sur la Toscane, (Horizons de France, Paris, 1929)

### Pièces de théâtre

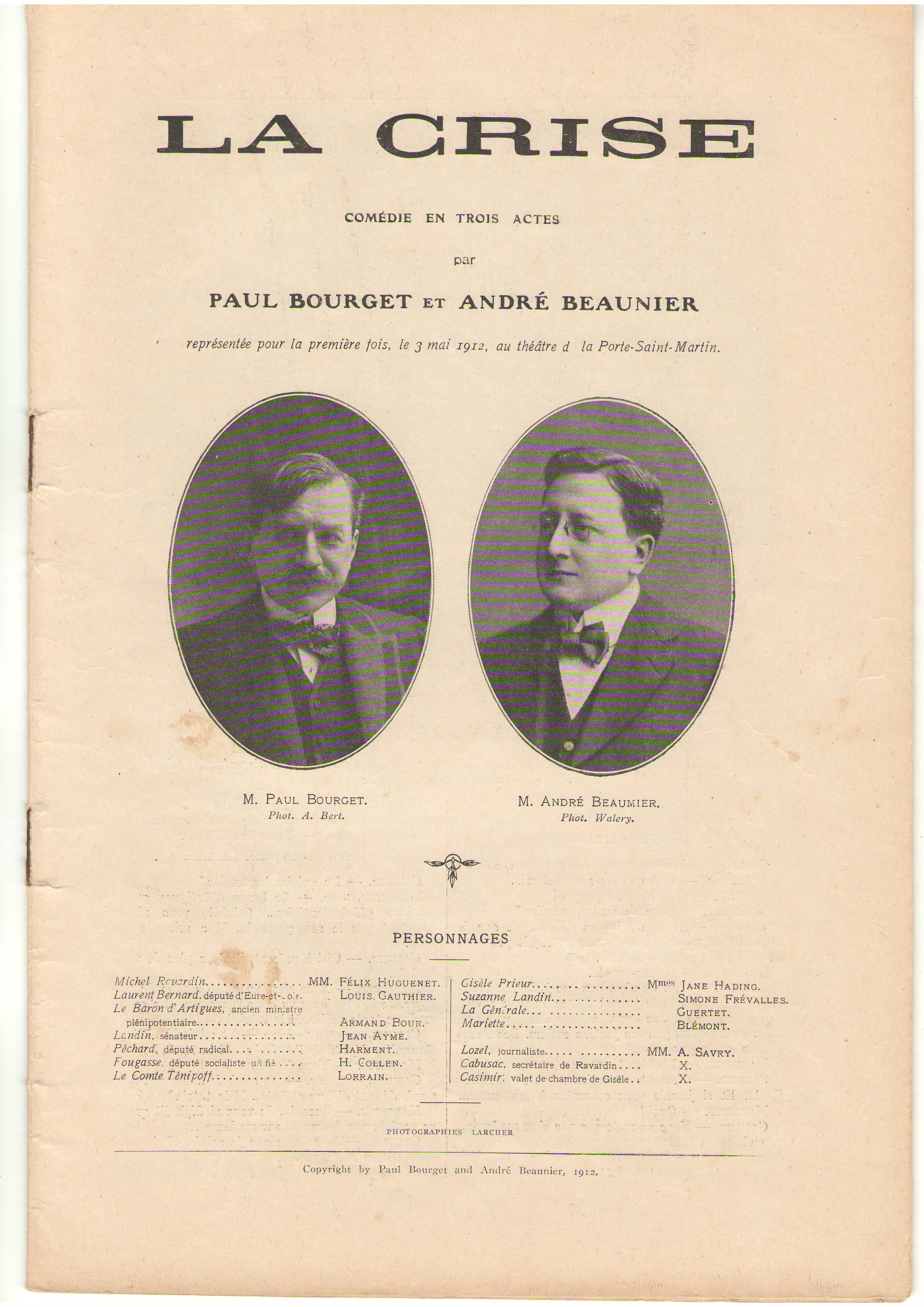
Couverture de la pièce La Crise de Paul Bourget et André Beaunier.

- Idylle tragique, pièce en cinq actes et six tableaux de Pierre Decourcelle et Armand d'Artois (avec Jane Hading, théâtre du Gymnase, 1896)
- Le Luxe des autres, en collaboration avec Henri Amic, comédie en trois actes, (présenté à Paris à l'Odéon-Théâtre de l'Europe, le 20 février 1902)
- Un divorce, pièce en trois actes de Paul Bourget et André Cury (Plon – Nourrit, théâtre du Vaudeville, 1908)
- L'Émigré, pièce en quatre actes de Paul Bourget (L'Illustration, 1908)
- Un cas de conscience, pièce en deux actes de Paul Bourget et Serge Basset (L'Illustration, 1910)
- La Barricade, chronique de 1910, pièce de Paul Bourget (L'Illustration théâtrale, no 140, 1910)
- Le Tribun, chronique de 1911, pièce en trois actes de Paul Bourget (L'Illustration, théâtre du Vaudeville, 1911)
- La Crise, comédie en trois actes de Paul Bourget et André Beaunier (L'Illustration, théâtre de la Porte-Saint-Martin, 3 mai 1912)
- La Vérité délivre, chronique de 1916, (La Revue des deux Mondes, avril 1916). Édition en volume : On ne voit pas les cœurs ; Le soupçon ; La vérité délivre ; Trop de remède est un poison (Plon-Nourrit, Paris, 1929)
- Monique, trois actes en prose, d'Henry Gaillard de Champris (présenté à Paris au théâtre Moncey le 30 juillet 1920)
- L'Échéance, pièce en trois actes de J. Truffier et E. Mollier-Viéville (Paris, 1926)
- Laurence Albani, pièce en quatre actes de Bertrande Rouzès (G.Enault, Paris, 1930)

### Discours
- Discours de réception à l'Académie française, prononcé par le récipiendaire, le 13 juin 1895 (Académie française, 1895)
- Discours de réception à l'Académie française, Éloge de Maxime Du Camp, le 13 juin 1895 (Lemerre, 1895)
- Gustave Flaubert, Essai, Discours, lecture faite le 23 juin 1897 au Taylorian institute d'Oxford (la Revue du Palais, 1er juillet 1897)
- Réponse de M. Paul Bourget au discours de M. André Theuriet, en séance publique, le 9 décembre 1897 (Paris, Palais de l'Institut)
- Le Banquet de l'Étape, 7 juillet 1902, discours de MM. Henri Vaugeois et Paul Bourget, pour rendre hommage à l'œuvre de P. Bourget, à l'occasion de la sortie de son roman L'étape (L'Action Française, 15 juillet 1902)
- La renaissance du traditionalisme en politique, discours de M. Paul Bourget, et conférence de M. l'abbé G. de Pascal, prononcés à la salle de la Société de géographie au mois de juin 1904 (Éditions de propagande de la Revue catholique et royaliste, Paris, 1904)
- Discours à l'inauguration de la statue d'Alexandre Dumas, discours prononcés par MM. Victorien Sardou, Paul Bourget, Paul Hervieu et Jules Claretie à l'Institut de France, Académie française, le 12 juin 1906 (Firmin-Didot, Paris, 1906)
- Prix de vertu : discours prononcé à l'Académie française dans la séance publique du 29 novembre 1906 (Firmin-Didot, Paris, 1906)
- Réponse de M. Paul Bourget au discours de M. Maurice Donnay, prononcé dans la séance du jeudi 19 décembre 1907 (Firmin-Didot, Paris, 1907)
- Réponse de M. Paul Bourget au discours de M. Émile Boutroux, en séance publique, 22 janvier 1914 (Paris, Palais de l'Institut)
- Discours prononcé le 28 juin 1920 à l'inauguration du médaillon de Stendhal au jardin du Luxembourg (Paris, H.Champion, 1920)
- Gustave Flaubert, discours prononcé dans le salon carré du musée du Luxembourg, à l'inauguration du monument le 12 décembre 1921, (Les Amis d'Édouard, Paris, 1921)
- Discours prononcé le 15 décembre 1923 par Paul Bourget pour son jubilé littéraire (Maison de Balzac, Courrier balzacien, 2001, no 82)

## Adaptations cinématographiques et musicales

### Adaptations cinématographiques
- André Cornélis, réalisé par Georges Denola et Jean Kemm, sorti en 1918, produit par Pathé Frères, avec Romuald Joubé, Pierre Magnier, Henry Krauss et Marie-Louise Derval
- Cosmopolis, ciné-drame tiré du roman, 1921 (cinéma Lutetia-Wagram)[215].
- André Cornélis, réalisé par Jean Kemm, sorti en 1927, produit par Jacques Haïk, avec Claude France et Malcolm Tod.
- Un téléfilm de Jean-Pierre Marchand diffusé sur la première chaine de l'ORTF en 1973, « Monsieur de Maupassant ou le procès d’un valet de chambre », met brièvement en scène Paul Bourget, sous les traits de Françoise Marie[216].
- L'Affaire Caillaux fait l'objet d'une série télévisée de docufiction (Les Procès de l'Histoire) réalisée par Ghislain Vidal sur la chaîne « Toute l'Histoire » en 2010. Thomas Sertillanges y reprend le rôle de Paul Bourget et Cécile Bouillot, celui d'Henriette Caillaux.

### Adaptations musicales
- Paysage sentimental, poésie de Paul Bourget mise en musique par Claude Debussy, novembre 1883.
- Romance, poème de Paul Bourget, musique de Claude Debussy, septembre 1883.
- Romance, poème de Paul Bourget, musique de Claude Debussy, janvier 1884.
- La Romance d'Ariel, poésie de Paul Bourget mise en musique par Claude Debussy, février 1884.
- Regret, poésie de Paul Bourget mise en musique par Claude Debussy, février 1884.
- Romance, poème de Paul Bourget, musique de Claude Debussy, 1885.
- La Mort viendra, paroles de Paul Bourget, musique de Paul de Wailly, 1896.
- Præterita, paroles de Paul Bourget, musique de Charles Koechlin, 1901.
- Second recueil de mélodies, paroles de Paul Bourget, musique de Charles Koechlin, 1905.
- Les Cloches, poésie de Paul Bourget mise en musique par Claude Debussy, 1906.
- Marine : au bord de mer, poésie de Paul Bourget, musique de Georges Brun, 1908.
- Très vieux vers, poésie de Paul Bourget, musique de L. Lehmann, date inconnue.
- Sérénade italienne, poésie de Paul Bourget, musique de Charles-Marie Widor, date inconnue.
- Beau soir, paroles de Paul Bourget, musique de Claude Debussy en 1890 ou 1891 puis de Barbra Streisand en 1976[217].

## Fonds d'archives de l'écrivain Paul Bourget
Les archives de l’écrivain peuvent être consultées dans les lieux suivants (liste non exhaustive, les fonds d'archives principaux sont signalés par deux astérisques **) :

### Fonds institutionnels

#### Paris
- Bibliothèque nationale de France ** : manuscrit original du Disciple, (N.a.f. 19749-19771) et manuscrit original de Cosmopolis (Département des manuscrits, Richelieu, N.a.f. 19750, 19751, 19752) ; notes de voyage adressées à madame Louis Cahen d'Anvers, née Louise Morpurgo, (N.a.f. 13714 - 13719[218]) ; 10 lettres autographes de Paul Bourget à Octave Mirbeau à la Bibliothèque de l'Arsenal (Ms - 15061) ; lettres de Paul Bourget à Jules Claretie entre 1885 et 1912 (Ms - 13053) également à la Bibliothèque de l'Arsenal ; épreuves avec corrections autographes de la pièce Le Tribun (Ms - 13970, bibliothèque de l'Arsenal[219]) ; fonds Barrès (200 lettres de Paul Bourget envoyées à Maurice Barrès). Ces archives sont souvent consultables sur le projet data.bnf.fr et BnF archives et manuscrits, lettres autographes N.a.f. 13.205 (107 ff.),
- Bibliothèque universitaire de Fels (Institut catholique de Paris) ** : journaux intimes de Paul et Minnie Bourget, Mss français 664 et 665, don du général Daille 1966, bibliothèque personnelle de Paul Bourget,
- Musée Condé à Chantilly : buste en bas relief en plâtre de Paul Bourget de profil par le sculpteur Hippolyte-Paul Roussel ainsi qu’un moulage de sa main,
- Bibliothèque de l'Institut de France : nombreuses lettres du romancier consultables sur le catalogue Calames,
- Musées Nationaux Récupération : Dès 1945, de nombreuses œuvres identifiées en Allemagne sont renvoyées en France parce que certains indices laissent penser qu'elles en proviennent. La plupart d'entre elles sont rapidement restituées à leurs propriétaires spoliés par les Nazis. D'autres sont vendues par les Domaines, tandis que d'autres, confiées à la garde des musées nationaux, constituent ce qu'on appelle des MNR, « Musées Nationaux Récupération ». Telle est la situation juridique de certaines archives concernant Paul Bourget, qui ont autrefois appartenu à des proches du romancier ou à leurs descendants, comme l'avocat et critique littéraire Pierre Loewel[Note 32], Henry Claude Hirsch, Ignace Warschawsky (parent de Marie Kann), Lucienne Astruc, Maurice Monda[Note 33], Rica Fischhof ou Jean Louis-Dreyfus[220].

#### Hyères

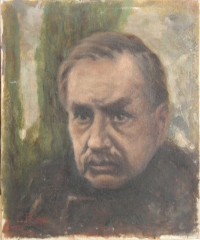
P. Bourget, fonds de la médiathèque d'Hyères.

- Musée de Hyères-Les-Palmiers (fermé actuellement) ** : fonds Paul Bourget, général Daille et docteur Gautrez (deux tableaux signés de Claude (Claire ?) Bourget, épouse du docteur Gautrez), bas-relief en plâtre et en bronze, masque mortuaire, moulage en plâtre d'une main, habit d'académicien et deux bicornes, correspondances et photographies, une sanguine représentant Minnie Bourget, deux carnets d'adresses ayant appartenu à Paul Bourget,
- Médiathèque de la ville de Hyères-Les-Palmiers : fonds d'archives, manuscrit original de Laurence Albani, photographies,
- Archives municipales de Hyères-Les-Palmiers, Park Hôtel : projet d'érection d'une statue de l'écrivain, correspondance sur les dégâts causés par l'occupation allemande au Plantier de Costebelle.

#### Autres lieux
- Musée de Chambéry ** : collection de tableaux primitifs siennois ; portraits de Bourget et des Daille (musée savoisien),
- Bibliothèques d'Amiens Métropole ** : manuscrit des Gestes (Monique), correspondance (avec Paul Déroulède en détention et avec Henri et Jeanne Lapauze), manuscrit d'Outre-mer, épreuves corrigées de Complications sentimentales (1898)[221],
- Archives départementales de la Savoie : fonds Henry Bordeaux, sous-série 73 F, très abondante correspondance de Paul Bourget à Henry Bordeaux,
- Bibliothèque de l'agglomération troyenne : fonds Georges Hérelle (caisse numéro 3172), lettres de Paul Bourget (1869 - 1932), de Félix et Justin Bourget, quelques ébauches ou fragments d'œuvres littéraires écrites au collège Sainte-Barbe ; fonds Georges Hérelle (caisse numéro 3141), lettres d'Adrien Juvigny à Paul Bourget, vers de Bourget adressés à Hérelle[10],
- Lilly Library Manuscript Collections, Wharton MSS. : lettres autographes de Paul Bourget,
- Bibliothèque de l'Université Yale, Beinecke Rare Book and Manuscript Library, fonds Edith Wharton,
- Fondation Primoli à Rome : archives historiques, lettres de Minnie et Paul Bourget au comte Primoli,
- Archives diocésaines de Montpellier : correspondance adressée à Anatole de Cabrières par Paul Bourget, soit 16 lettres.

### Fonds privés

Préface d'Adolphe (Benjamin Constant) ; pétition de François Coppée, André Theuriet, P.Bourget et Hector Malot
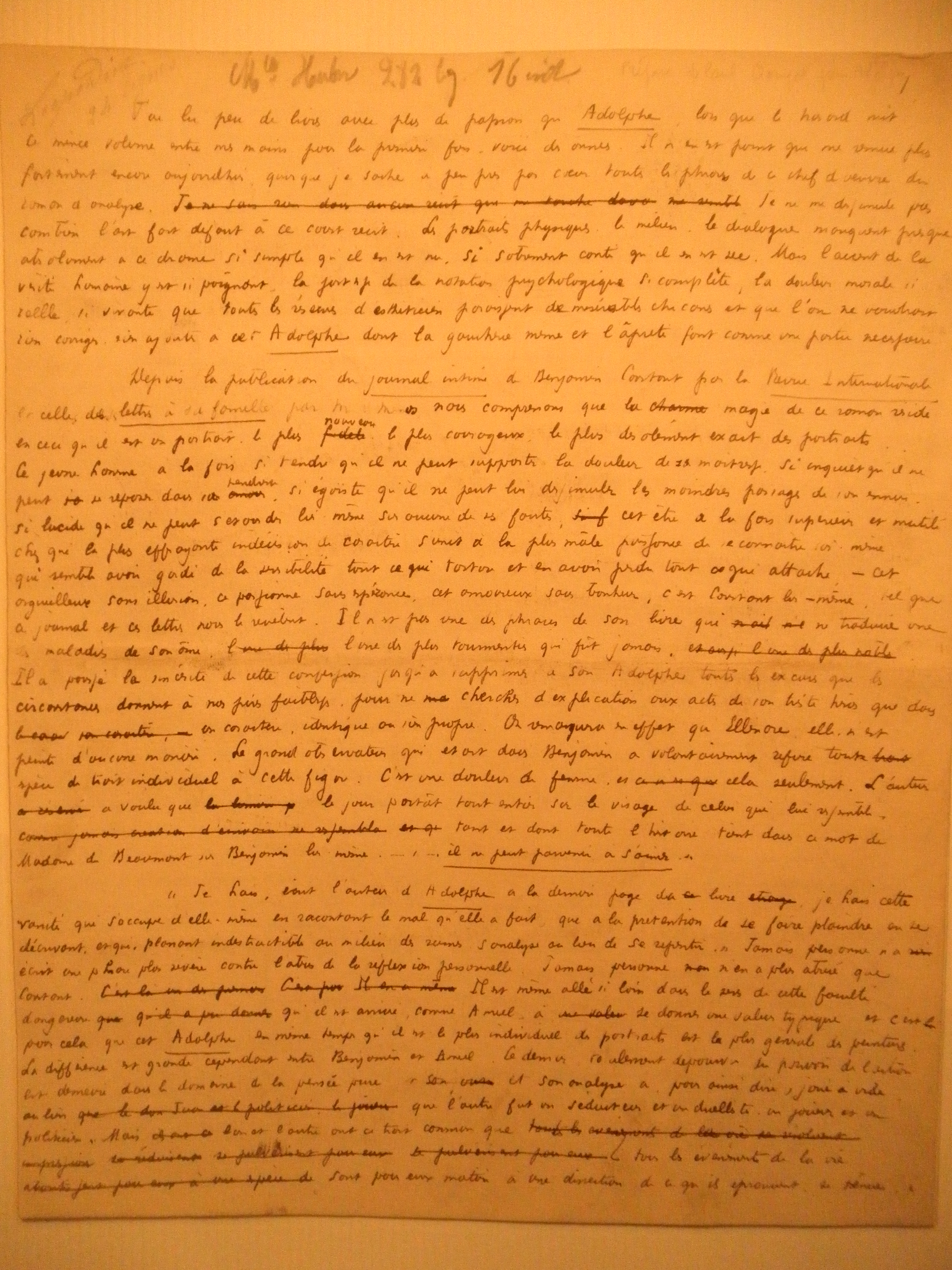
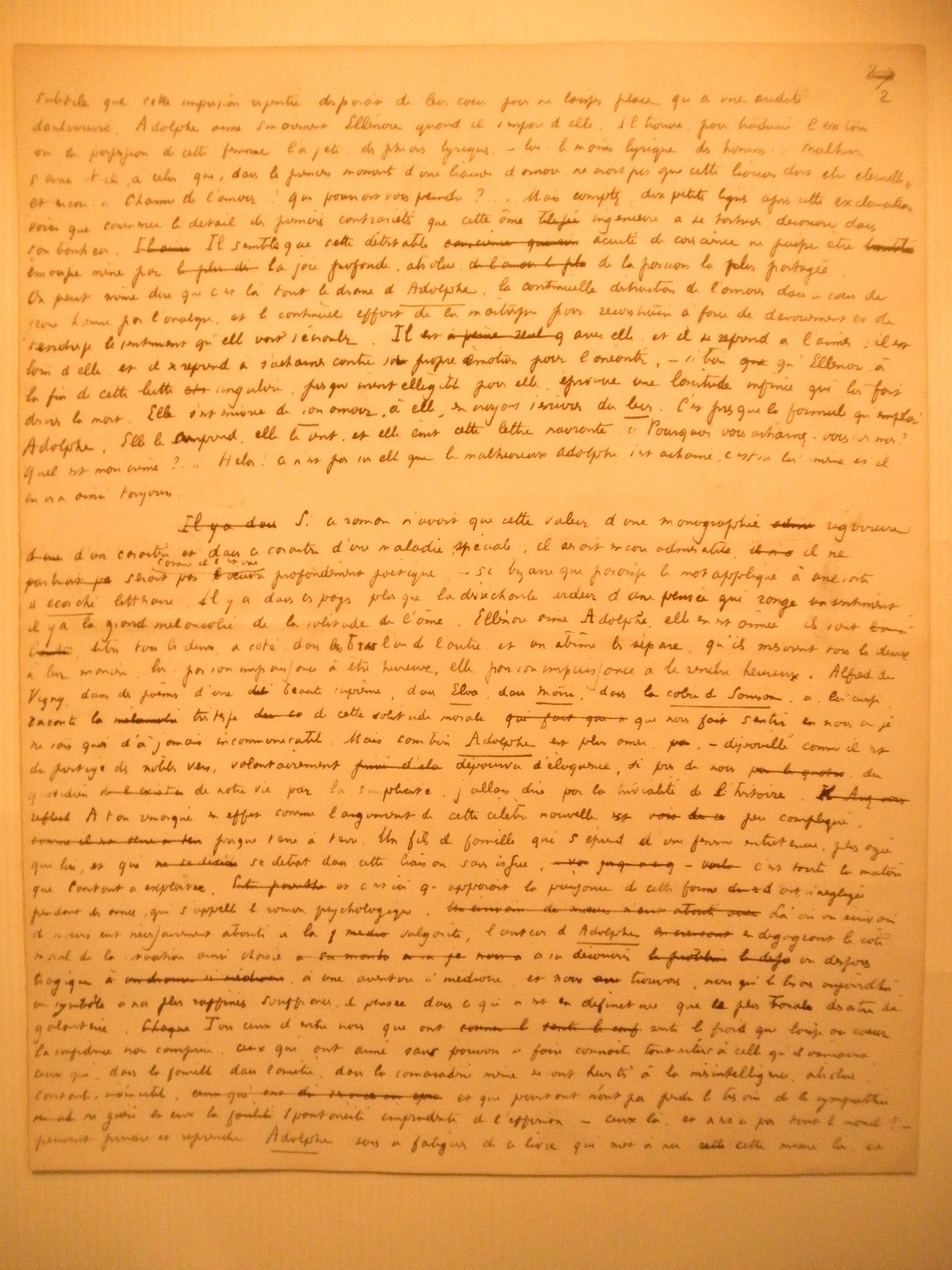
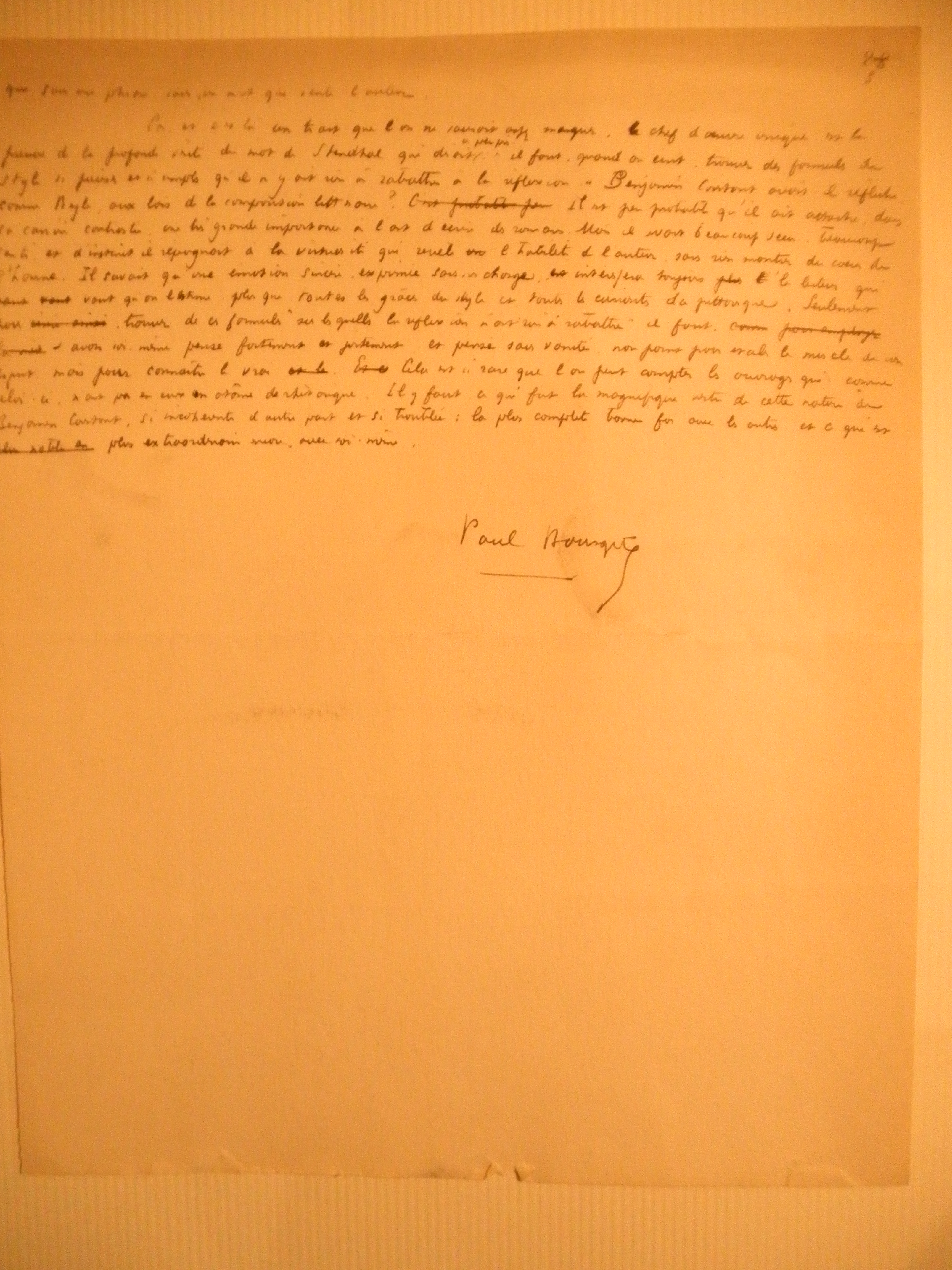
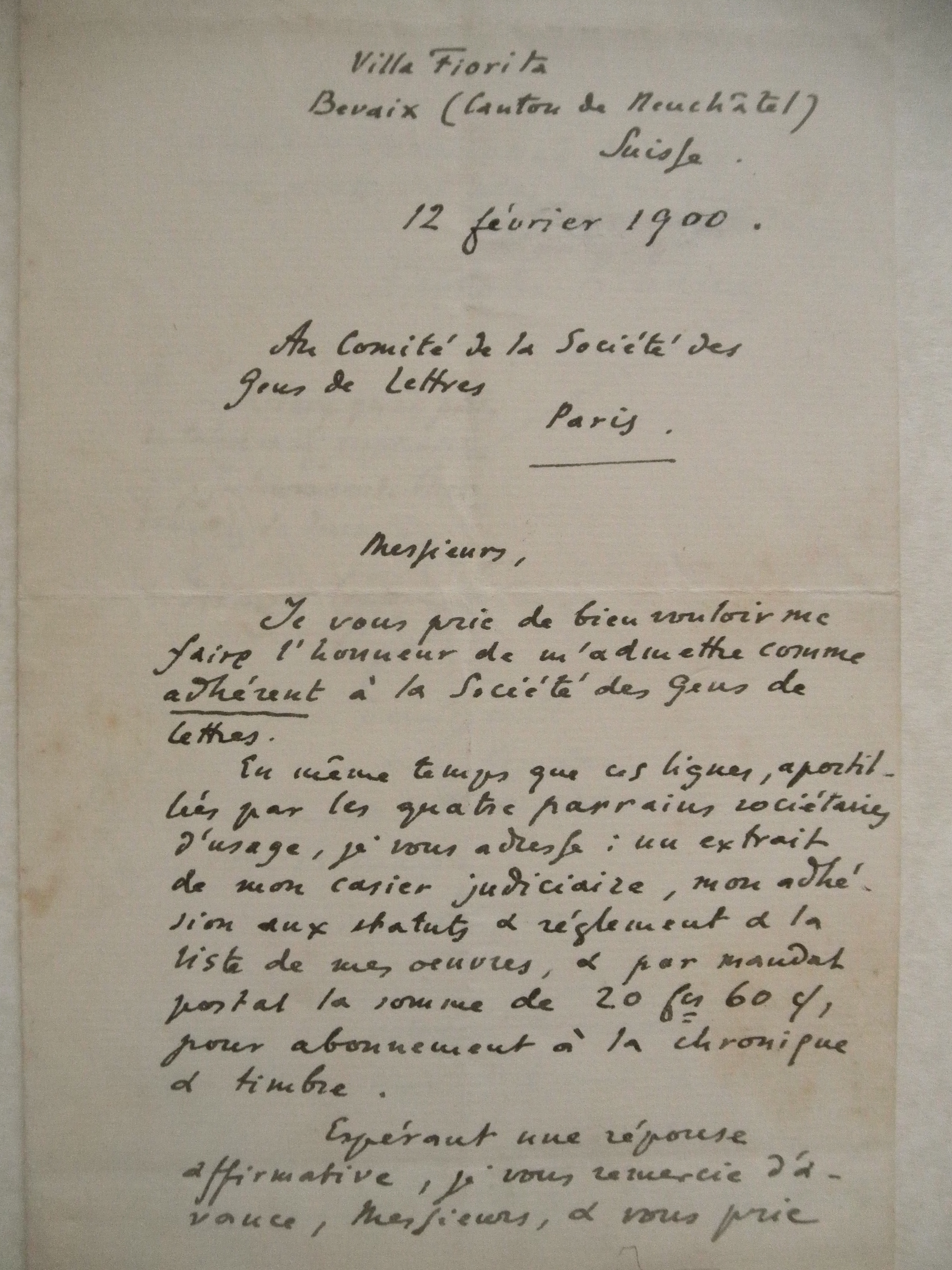
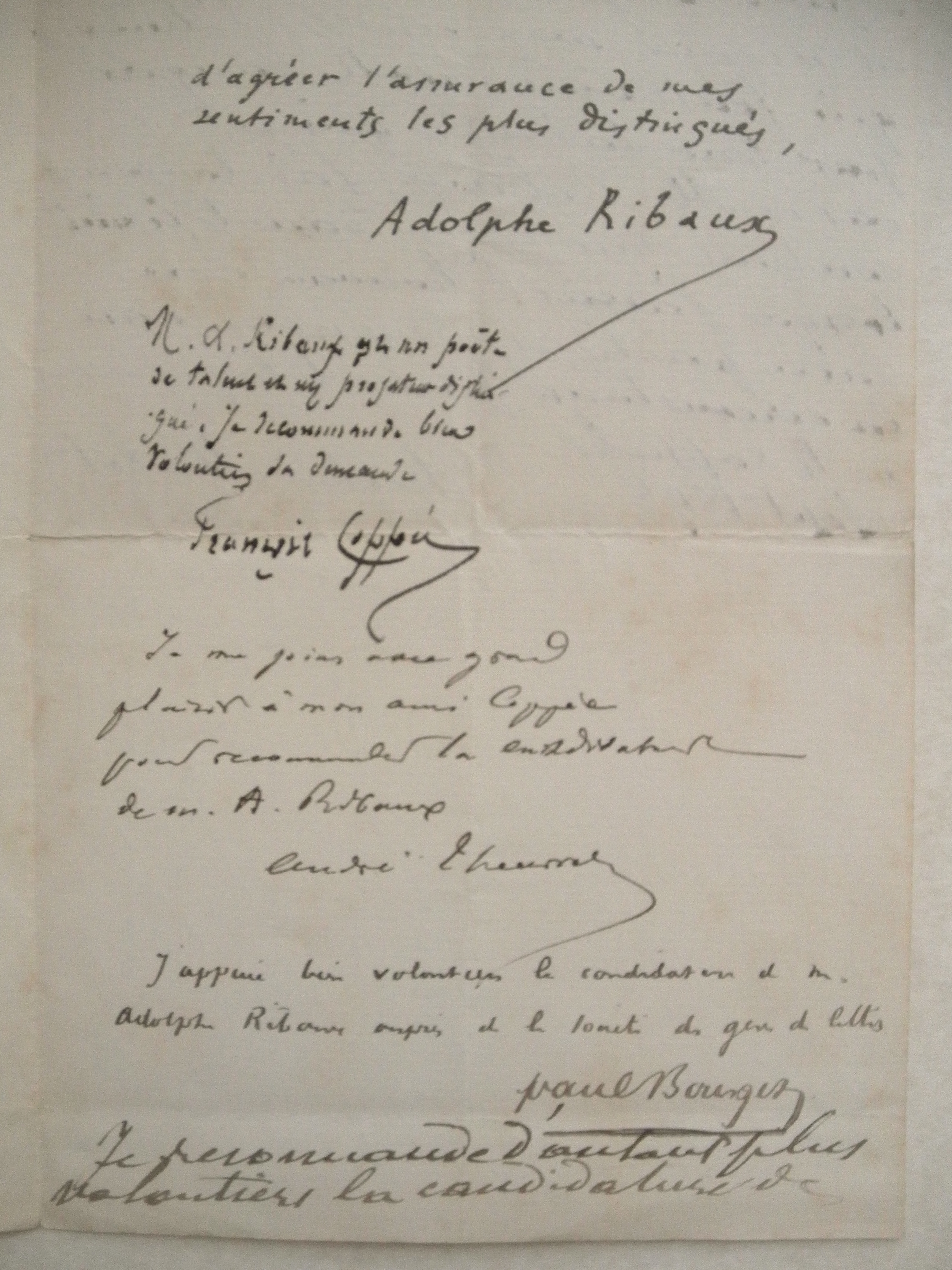
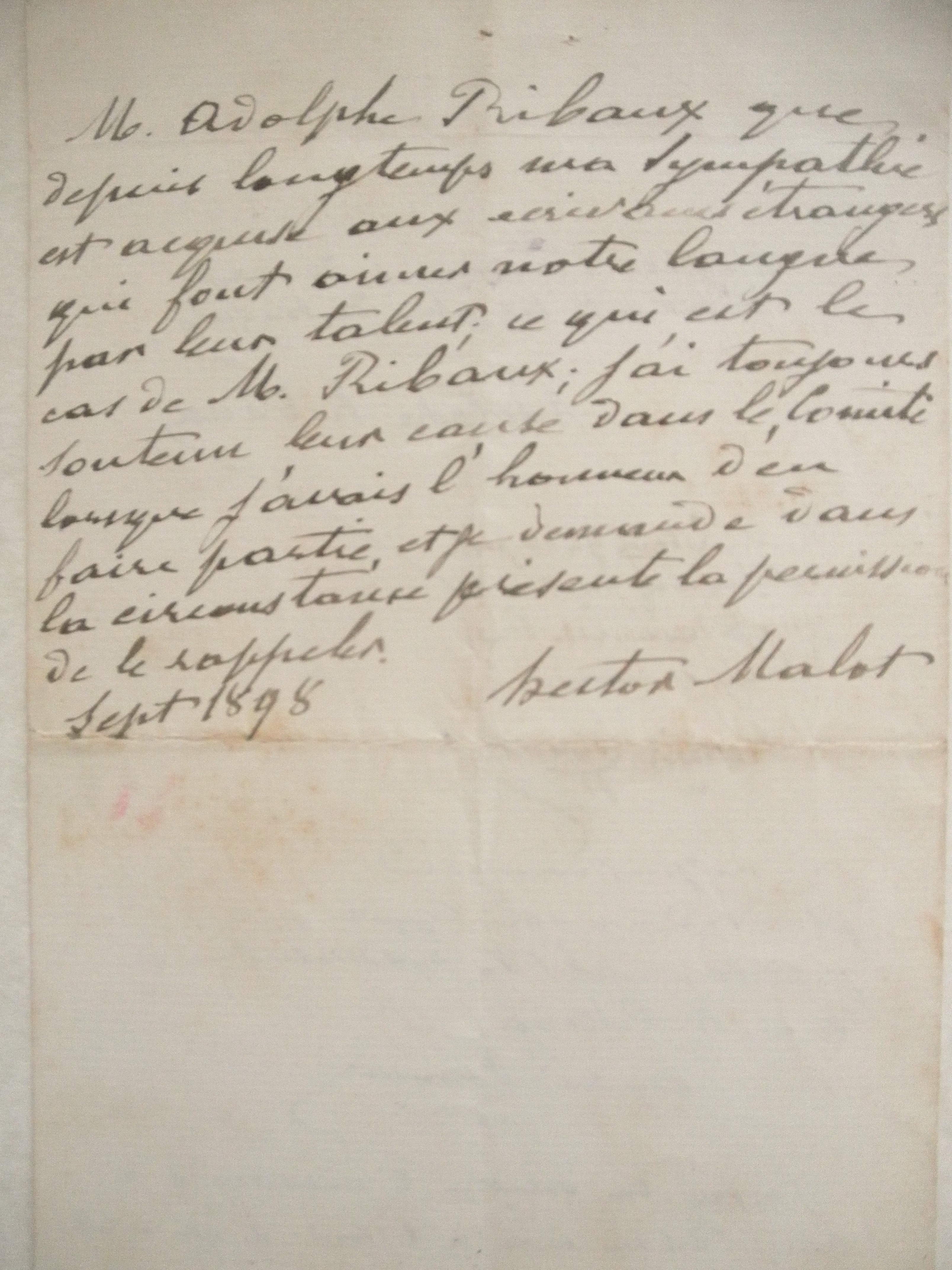

- Fonds d'archives du Plantier de Costebelle ** : manuscrits originaux du Roman des quatre, d'Un cœur de femme, de Beau rôle, des Notes sociales, importante correspondance avec la marquise d'Argenson, masque mortuaire, correspondance, photographies (très souvent dues au photographe toulonnais Solia).

- Préface d'Adolphe (Benjamin Constant) ; pétition de François Coppée, André Theuriet, P.Bourget et Hector Malot[1]

- Fonds Charles Deudon : lettres L 8 et 9 de Paul Bourget dans les archives des descendants de Charles Deudon.

### Commerce de l'Art

#### Manuscrits et autographes
Il est possible de se procurer des manuscrits ou lettres autographes de Paul Bourget dans des ventes aux enchères publiques ou dans certaines galeries spécialisées dans l'expertise, la négociation de gré à gré de correspondances, autographes ou tout autre patrimoine écrit de personnalités célèbres. Les souvenirs du romancier avaient au début du XXe siècle une grande valeur, du fait de la notoriété de Bourget à l'époque. Actuellement, « (…) une lettre d’un auteur tel que Paul Bourget au début du siècle dernier pouvait se vendre très cher alors que le personnage ne dit plus rien à personne aujourd’hui. » selon Bertrand Galimard-Flavigny, journaliste spécialisé dans le marché de l'Art.
Si les manuscrits de la main de Paul Bourget, les épreuves corrigées, ont une valeur réduite, les lettres autographes d'auteurs célèbres adressées au romancier, peuvent atteindre, elles, des sommes importantes sur le marché de l'art. Ainsi, l'édition rare d'un ouvrage d'Edith Wharton accompagnée d'un courrier manuscrit daté du 29 décembre 1897 à l'attention de Minnie Bourget, est-elle proposée dans une galerie américaine en 2013 au prix de 15 000 $.

#### Éditions rares (grands papiers)
| Reliure de ruban verte, ancienne · Illustration pour un roman |

Le libraire parisien Léon Conquet est le premier éditeur détaillant à entreprendre au XIXe siècle l’édition de luxe des plus intéressants ouvrages d'auteurs modernes ou même contemporains pour l'époque[réf. nécessaire]. Conquet a compris que les collections de volumes du même format, ornés de la même façon, par les mêmes artistes ou les mêmes procédés, devenaient monotones. Il s’attache donc à varier le genre de ses livres, l’impression et les illustrations. Ainsi Paul Bourget est-il présent dans la collection du relieur avec notamment une édition de Pastels – Dix portraits de femmes – (1895, gr. in-8, 200 ex.), ornée de 11 aquarelles d'Alcide Théophile Robaudi et de 35 aquarelles d'Adolphe Giraldon. La reliure est verte, de ruban.
L'œuvre majeure de Bourget, Le Disciple, bénéficie en 1925 d'un tirage limité et numéroté par son éditeur Henri Cyral, comme cet exemplaire hors commerce sur papier Rives qui est tiré spécialement pour Paul Bourget signé et daté par l'éditeur. Les illustrations sont d'André Fournier, Collection Française, in-8, br., non coupé.
Un exemplaire sur hollande de Paul Bourget avec une reliure d'époque à la Bradel, en parchemin, a atteint 12 000 euros lors d'une vente aux enchères à l'hôtel Drouot en 2010. Un ouvrage de Stendhal ayant appartenu à Paul Bourget, Le Rouge et le Noir, et donné par lui à Georges Heuyer, est estimé en 2015 entre 8 000 et 12 000 euros. Il s'agit d'une édition originale rare et recherchée, sans tirage en grands papiers. Le titre de chaque tome y est orné d'une vignette d'Henry Monnier.

#### Paul Bourget, études bibliographiques ou critiques
- Jules Lemaître, « M. Paul Bourget », Revue bleue, Eugène Yung, no 7,‎ 12 février 1887, p. 193 à 200 (lire en ligne [PDF], consulté le 11 novembre 2014).
- René Doumic, Écrivains d'aujourd'hui : Paul Bourget, Guy de Maupassant, Pierre Loti, Jules Lemaître, Ferdinand Brunetière, Émile Faguet, Ernest Lavisse, Paris, Perrin (Librairie académique Didier), 1895, 2e éd. (BNF 30352044, LCCN 32030188, lire en ligne).
- Joseph Grasset, L'Idée médicale dans les romans de Paul Bourget, Montpellier, Coulet & fils, 1904 (BNF 30535459, LCCN 39006282, lire en ligne).
- T. de Visan, Paul Bourget sociologue, Paris, Nouvelle Librairie nationale, 1908.
- Raoul Raoul Pighetti de Rivasso, L'Unité d'une pensée. Essai sur l'œuvre de M. Paul Bourget, précédé d'une lettre de M. Maurice Barrès, Paris, Plon-Nourrit et Cie, 1914.
- Henry Bordeaux, Maurice Barrès, Charles Maurras, Tristan Derème, Edmond Jaloux, Henri Duvernois, Jean-Louis Vaudoyer, Francis Carco, Robert de Flers, Eugène et Pierre de Nolhac (préf. François Le Grix), « Le Jubilé de Paul Bourget », La Revue hebdomadaire, Paris, Plon, no 50, 32e année,‎ 15 décembre 1923, p. 259 et suivantes (BNF 34151576, lire en ligne, consulté le 2 février 2013).
- Francis Carco, Fauteuil XXXIII, Paul Bourget, Paris, Librairie Félix Alcan, coll. « Les Quarante », 1932.
- François Mauriac, « Hommage à P. Bourget », Le Figaro, supplément littéraire,‎ 28 décembre 1935 (lire en ligne, consulté le 5 novembre 2014).
- Gaëtan Bernoville, Paul Bourget, Paris, Éditions Denoël et Steele, coll. « Célébrités d'hier et d'aujourd'hui », 1936.
- Lucien Corpéchot, Souvenirs d'un journaliste, Barrès et Bourget, Paris, Librairie Plon, 1936.
- Edith Wharton, « Souvenirs du Bourget d'Outre-mer », La Revue Hebdomadaire,‎ 20 décembre 1936, p. 266 - 286 (lire en ligne, consulté le 7 mars 2016) .
- E. Seillière, Paul Bourget, psychologue et sociologue, Paris, Édition de la Nouvelle Revue critique, 1937.
- Albert Thibaudet, Le Problème du Disciple, réflexions sur le roman, Paris, Éditions Gallimard, 1938.
- L.J. Austin, Paul Bourget, sa vie et son œuvre jusqu'en 1889, Paris, Librairie Droz, 1940.
- Joseph Desaymard, « Bourget, Barrès et l'Auvergne. Notes et souvenirs », L'Auvergne littéraire, no 115,‎ 1946, p. 11 – 19.
- Henry Bordeaux, Reconstructeurs et mainteneurs, Paris, Éditions Plon, 1954. Henry Bordeaux évoque dans cet ouvrage la mémoire d'écrivains et penseurs catholiques, mainteneurs de la Tradition. Outre Bourget, sont étudiés : Balzac, Lemaitre, Barrès, Mâle, Maurras, Grousset, Bazin Carrel et Saint-Exupéry.
- Michel Mansuy, Un moderne : Paul Bourget de l'enfance au Disciple (Thèse), Paris, Les Belles Lettres, coll. « Annales littéraires de l'université de Besançon », 1960 (ISBN 978-0320053023, BNF 33088826).
- Michel Mansuy, Préludes et suites de Cosmopolis. Sur un manuscrit de Paul Bourget, Paris, Les Belles Lettres, coll. « Annales littéraires de l'Université de Besançon », 1960 (lire en ligne), vol. 50. Cet ouvrage constitue une biographie complète de Paul Bourget depuis ses origines familiales et jusqu'à la publication de son œuvre majeure, Le Disciple et à son mariage avec Minnie David. Michel Mansuy s'appuie notamment sur l'étude de nombreux inédits et sur les entretiens qui lui ont été accordés par des personnes qui ont connu le romancier : Marius Daille, Victor Giraud, madame G. Saint-René-Taillandier, le docteur Picard ou le comte Cahen d'Anvers.
- Marie–Gracieuse Martin–Gistucci, Paul et Minnie Bourget, Journaux croisés (Italie, 1901) : textes inédits, transcrits, présentés et annotés par M.G. Martin - Gistucci, Chambéry, Centre d'études franco – italien, universités de Turin et de Savoie, 1978 (BNF 34602839, LCCN 80106410).
- Jean–Paul de Nola, Paul Bourget à Palerme et autres pages de littérature française et comparée, Paris, Nizet, 1979 (LCCN 80151132).
- Anne Martin–Fugier, La Bourgeoise : la femme au temps de Paul Bourget, Paris, Éditions Grasset, 1983.
- M.-G. Martin–Gistucci (dir.), Paul Bourget et l'Italie, Genève, Éditions Slatkine, 1985 (ISBN 2-05-100693-8).
- Anne Martin–Fugier, Les Salons de la IIIe République, Paris, Éditions Perrin, 2003.
- Bertrand Cuvelier, Histoire et traditions du Pays des Coudriers (présentation en ligne).
- Maurice Bouchor, Félix Bourget, Paul Bourget, Georges Hérelle et Adrien Juvigny, Correspondance croisée 1869-1873, Michael Rosenfeld et Clive Thomson (éds.), Classiques Garnier, 2024, 908p.  (ISBN 978-2-406-16012-0)

#### Colloques sur Paul Bourget
- Premier colloque international organisé sur l'écrivain par Daniel Sangsue et Marie-Ange Voisin-Fougère du 17 mars 2005 au 18 mars 2005, Universités de Neuchâtel et Dijon. Actes du colloque réunis dans l'ouvrage Avez-vous lu Paul Bourget ?, Éditions Université de Dijon, 2007,  (ISBN 9782915552652).Issu d’un colloque organisé en mars 2005 à Neuchâtel et à Dijon, cet ouvrage se propose de « faire le point sur l’œuvre de Bourget et réévaluer sa place dans le champ littéraire et critique de la fin du dix-neuvième siècle et du début du vingtième siècle ».
- Colloque Paul Bourget et l'Italie, organisé par Anne-Christine Faitrop-Porta et Dominique Ancelet-Netter, 18 février 2025, Université de Florence, Institut catholique de Paris et Institut français de Florence (AIFF)[226].

#### Colloques évoquant Paul Bourget
- Colloque Les écrivains français et l'affaire Dreyfus, 29-31 octobre 1981, Université d'Orléans et Centre Charles Péguy (intervention de Christophe Charle, « La lutte des classes en littérature, L'Étape de Paul Bourget et Vérité d'Émile Zola »).
- Colloque international Après 89, La Révolution modèle ou repoussoir, 14-16 mars 1990, Université de Toulouse-Le Mirail II (intervention de Sante Arcangelo Viselli « L'Émigré de Sénac de Meilhan où les avatars d'un nouveau héros »).
- Colloque international Les écrivains et leurs lectures philosophiques, Université de Bourgogne, 3 et 4 février 1995, textes du colloque réunis dans Le Chant de Minerve, 1996.
- Colloque international Amoralités de la littérature, 26 et 27 mars 1998, Metz, Paris (intervention d'Emmanuel Godo, « La morale fissurée : Le Disciple de Bourget »). Actes du colloque, éditions H.Champion, coll. Varia, no 41, 2000.
- Colloque Pour une histoire sociale de la littérature II, 21 – 24 octobre 1999, Université de Fribourg, (intervention « La responsabilité de l'écrivain : de Paul Bourget à Jean-Paul Sartre »).
- Colloque international Littérature et esclavage (XVIIIe-XIXe), 18 – 20 juin 2000, Lyon (intervention de Michèle Fontana, « L'Esclavage dans Outre – mer, notes sur l'Amérique, de Paul Bourget »).
- (en) Colloque Imagining the Past ; remenbering the Futur, 21 – 25 juin 2000, Newport, États-Unis (intervention de Sarah Bird Wright, Midlothian, « Edith Wharton and Paul Bourget : travels and obsessions »).
- Colloque européen Nietzsche, un bon européen à Cosmopolis, 17 octobre – 15 novembre 2000, Paris, Weimar, Bologna (intervention de Joëlle Stoupy, « Nietzsche, lecteur de Bourget »).
- Colloque Maupassant, 9 octobre 2004, Rouen (intervention de Laure Helms, doctorante, « Maupassant-Bourget, quelques prolongements romanesques »).
- Colloque Les ennemis de Léon Tolstoï, 8 novembre 2006, Paris (intervention de Wladimir Troubetzkoy, « Paul Bourget, critique de Léon Tolstoï »).
- Colloque L'Action française : culture, politique, société, 21 – 23 mars 2007, Paris. Centre d'histoire de l'Institut d'Études Politiques et Institut de Recherches Historiques du Septentrion.
- Colloque du réseau ESSE (Espace des Sciences Sociales Européen), Venise, 3 – 5 mai 2007 (intervention de Blaise Wilfert Portal, « L'Internationalité d'un nationaliste de Paris : Paul Bourget, entre Paris, Londres et Rome »).
- Colloque André Gide à la BNF, 9 octobre 2009 (intervention de Jean-Michel Wittmann, « Quand l'écrivain remet son ouvrage sur le métier »), La Chambre noire d'André Gide, sous la direction d'Alain Goulet, Actes du colloque André Gide, BNF, 9 octobre 2009, Paris, Éditions Le Manuscrit, « Recherche Université », 2009.
- Colloque Maurrassisme et littérature. L’Action française. Culture, société, politique IV, sous la direction de Jeanyves Guérin, du 20 octobre 2011 au 22 octobre 2011, Paris, Université Sorbonne Nouvelle - Paris 3.
- Colloque Crimes et délits XVe Colloque des Invalides, 18 novembre 2011, Paris, Daniel Ridge « Paul Bourget et la loi morale ».
- Colloque Italiques 2012 : 30 et 31 octobre 2012, Hôtel de Ville de Paris, Yves Hersant « L'image de Rome chez les auteurs français du XIXe siècle, Paul Bourget et Émile Zola ».
- Colloque international pluridisciplinaire La Parisienne, du Second Empire aux années folles : les 16 - 17 janvier 2014 et les 30 - 31 janvier 2014, Université d'Angers, Jean-Pierre Ricard « Paul Bourget, la Parisienne et les autres ».
- Colloque Quel maître ? Quel disciple ?, 14 et 15 novembre 2019, Institut catholique de Paris. L'atelier 5 est consacré à "Paul Bourget, un maître auteur du Disciple, coordonné par Ida Merello, avec quatre communications : Dominique Ancelet-Netter "Les maîtres inspirants de Paul Bourget" ; Andrea Schellino "Baudelaire, pédagogue de la singularité" ; Bernard Gendrel "Balzac, maître à penser et à écrire de Paul Bourget" et Guillaume Boyer "Histoire et présentations du fonds Paul Bourget de la bibliothèque de Fels". Actes du colloque réunis dans Jérôme de Gramont (dir.), Quel maître ? Quel disciple ?, Paris, Cerf, coll. Cerf Patrimoines, 2024[227].

#### Ouvrages et articles critiques en langues étrangères
- (en) Alfred Jones, « Paul Bourget : apologist for traditionalism in France », South Atlantic Quaterly, William Henry Glasson,‎ i 45, 1946.
- (en) Ian Mcfarlane, « Bourget, in search of a Symbolist aesthetic », Australian Journal of French Studies, Melbourne, Monash University,‎ 6, 1969.
- (en) Armand E. Singer, Paul Bourget, Boston, Twayne Publishers, 1976 (ISBN 9780805762358).
- (en) Richard Hibbitt, « Paul Bourget's Critique of fin – de – siècle Cosmopolitanism », dans Peter Lang, The Cause of cosmopolitanism, Berne, Patrick O'Donovan and Laura Rascaroli, 2010.
- (en) Richard Hibbitt, « Two Responses to Paul Bourget : Henry James and Thomas Mann », Comparative Critical Studies, Edinburgh, Edinburgh University Press, vol. 10, no 2,‎ juin 2013, p. 303 - 316 (ISSN 1744-1854, lire en ligne, consulté le 28 septembre 2013).
- (it) Marcello Spaziani, « La Roma di Paul Bourget », Studi Romani, Roma,‎ x, no 4, 1962, p. 403-422.
- (it) Mariella Di Maio, Su Paul Bourget : teoria e stile della decadenza, Padoue, Omaggio a G. Folena, Editoriale Programma, 1993.
- (it) Paul Bourget et Minnie Bourget (trad. Anne-Christine Faitrop-Porta), Sensazioni di Calabria, Cosenza, Luigi Pellegrini Editore, 2024, 136 p. (ISBN 979-12-205-0284-9).